# Île-de-Batz
Pour les articles homonymes, voir Batz.
Ne doit pas être confondu avec Batz-sur-Mer.
Île-de-Batz [il də bɑ], appelée en breton Enez Vaz est une commune française qui administre, depuis 1789, la totalité du territoire de l'île dénommée île de Batz, anciennement isle ou île de Bas. Ces deux entités, la commune et l'île, sont situées à proximité et en lien par un service public de transport par bateau, avec la commune de Roscoff, dans le Pays de Léon, à l'extrême nord du département du Finistère, en région Bretagne.
L'île faisait autrefois partie du minihy de Saint Pol ; elle est aujourd'hui associée avec d'autres îles de l'ouest de la France dans le cadre de l'association des Îles du Ponant. L'ensemble constitué de l'île et de ses îlots est inscrit depuis 1974.

## Géographie

### Localisation
Située en Bretagne, au nord du département du Finistère, la commune d'Île-de-Batz occupe la totalité de l'île de Batz. Cette île est totalement baignée par les eaux de la Manche, le point du continent le plus proche, à vol d'oiseau, est situé sur la commune de Roscoff à un peu plus d'un kilomètre. Le seul moyen de communication public entre l'île et le continent est un bateau qui effectue un trajet d'environ 3,5 km par un étroit chenal parcouru par de violents courants, entre le port de l'île et le vieux port de Roscoff.

Localisation
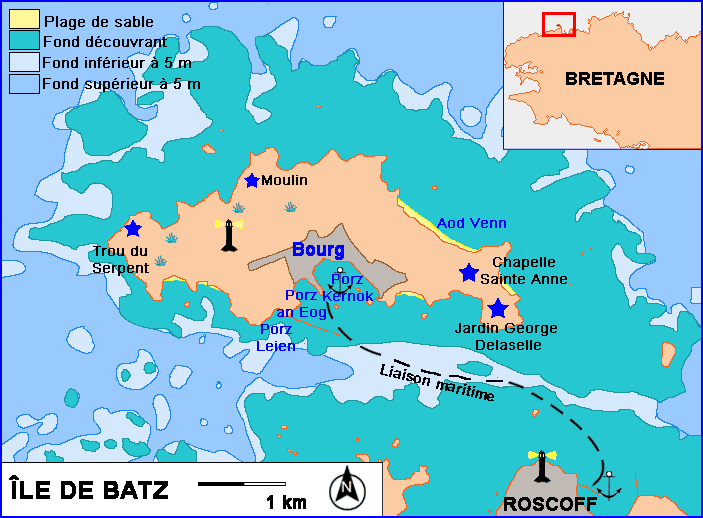
Île-de-Batz.
Finistère.
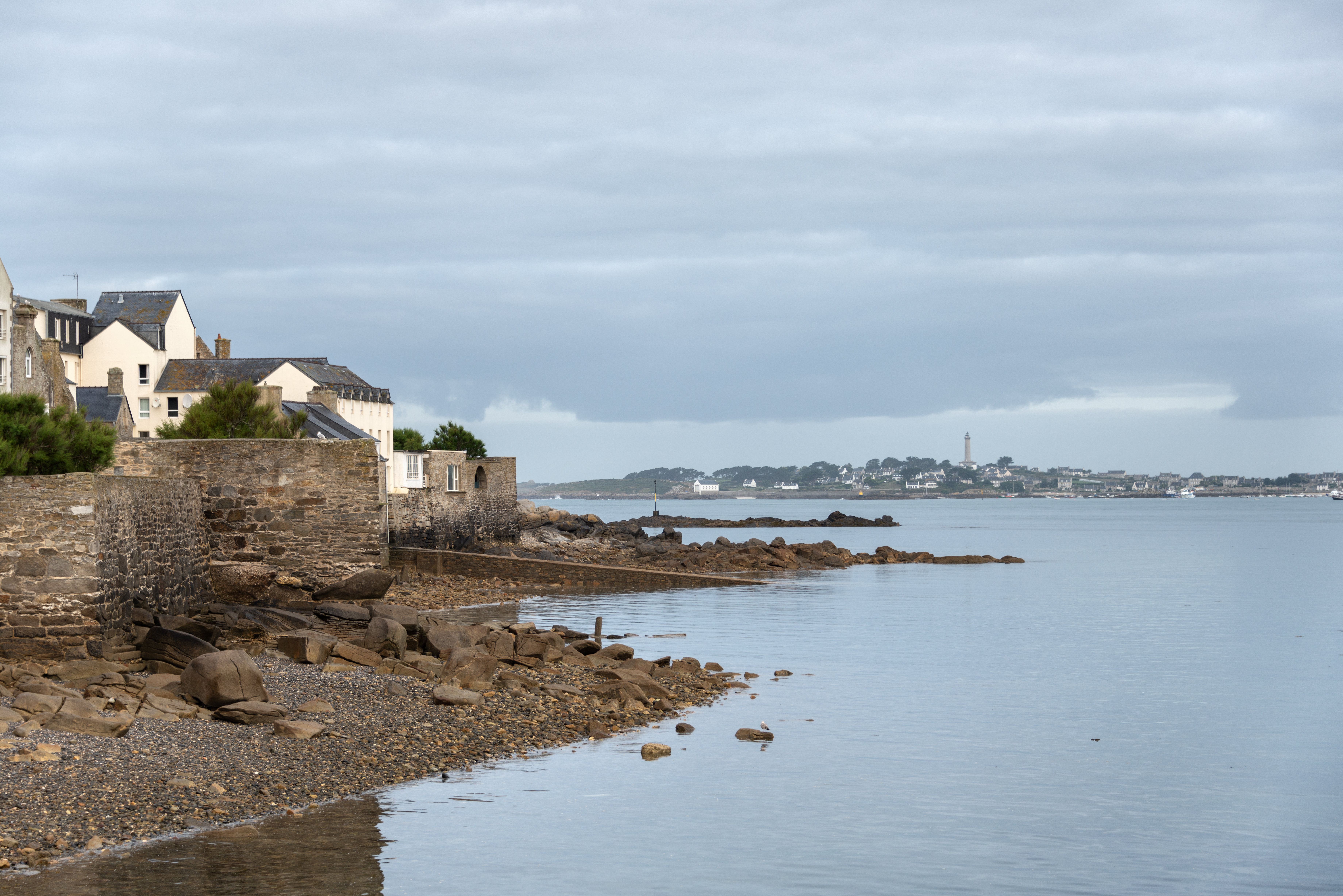
Batz, vue de Roscoff.
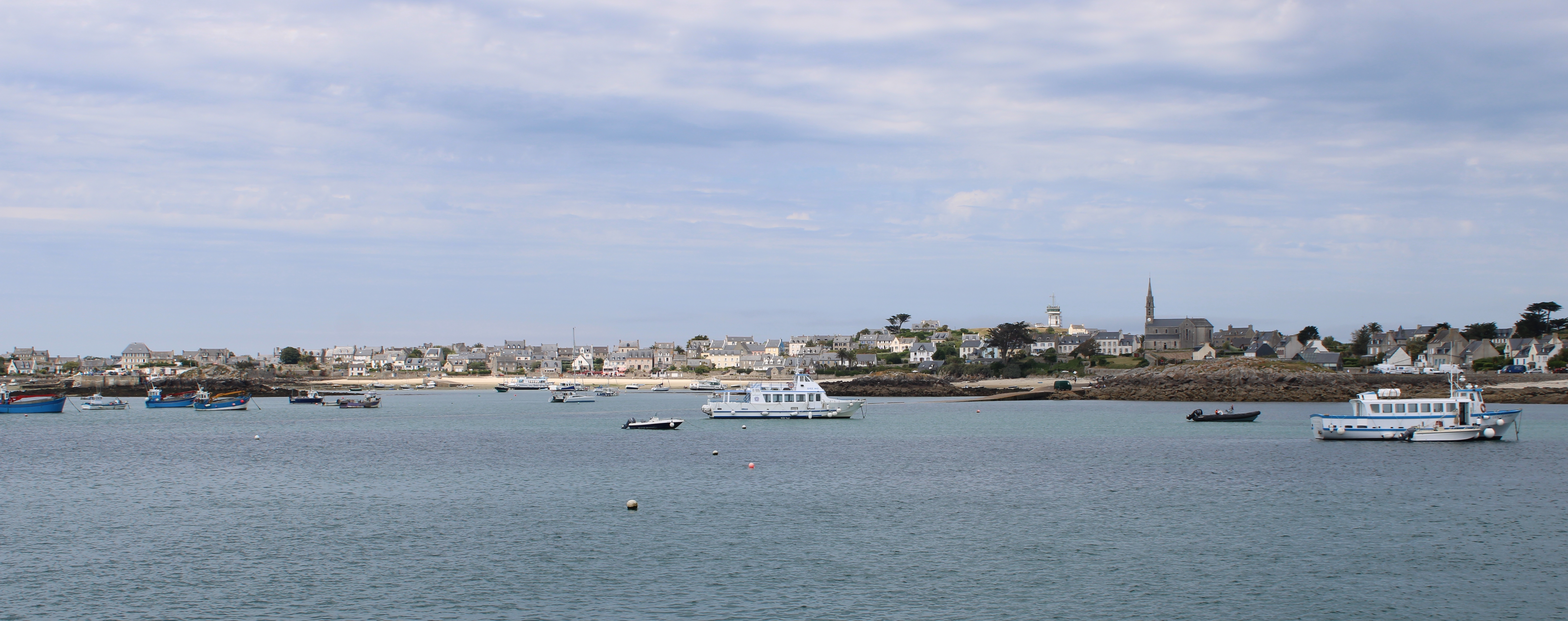
Panorama de l'île depuis la mer.
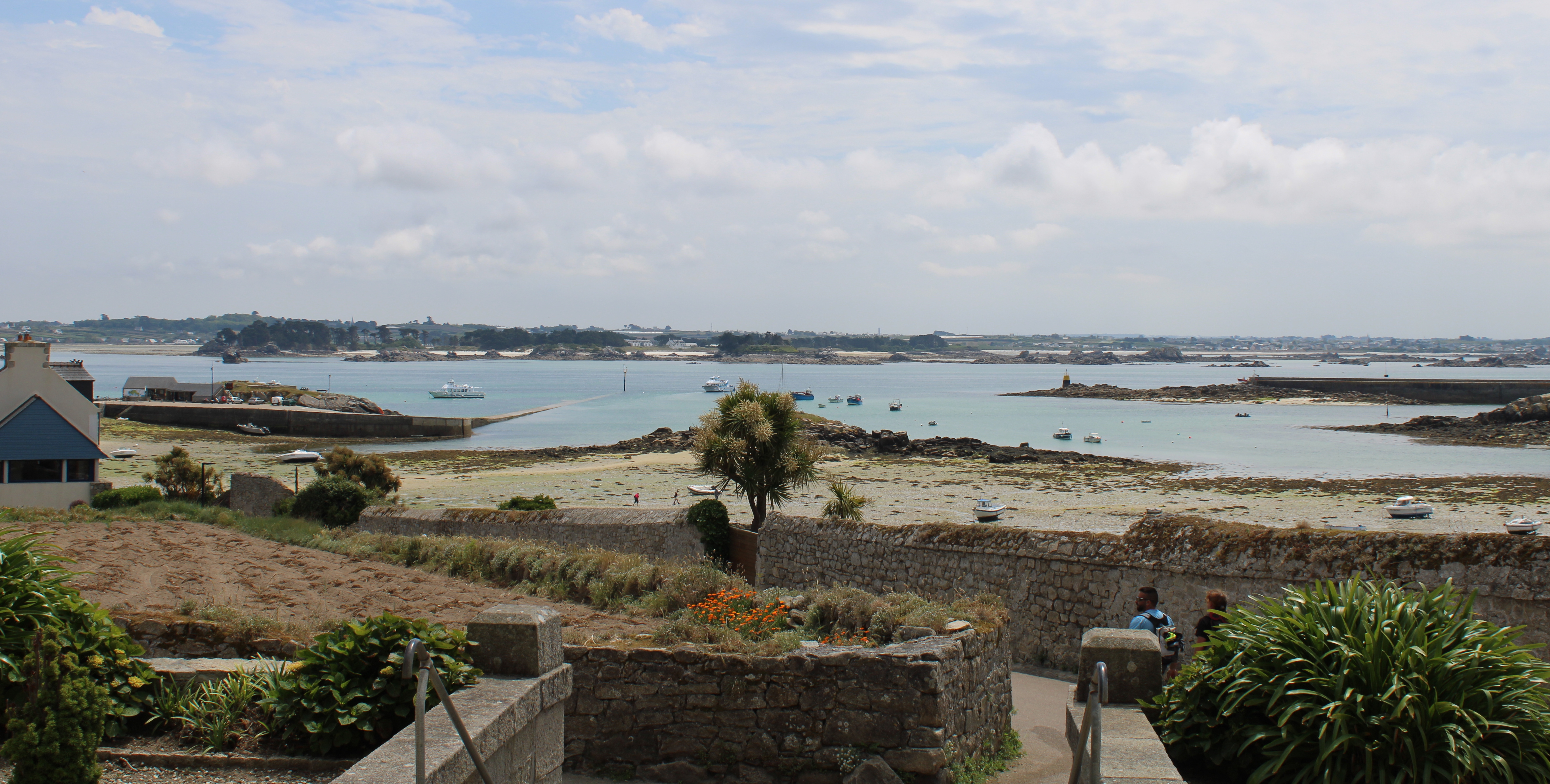
Panorama de la baie depuis l'église.

### Géologie et relief

#### Superficie

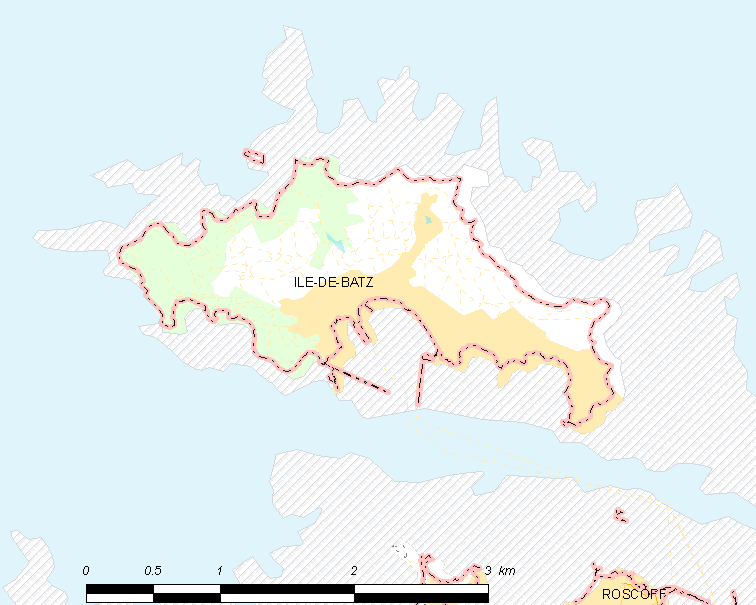
En rouge, la limite haute de l'estran, en jaune la zone urbanisée, en vert la lande.

L'île de Batz s'étend, sur 3,7 km, plus grande longueur, et 1,6 km, plus grande largeur. Elle dispose d'une surface totale de 305 hectares. Son altitude maximum est de 33 m. L'aspect de l'île et la surface disponible évoluent avec la marée, le marnage moyen est de 7,6 m en marées de vives-eaux et de 3,6 m en marées de mortes-eaux. Le pourtour de l'île, au-dessus de la marée haute des plus grandes marées de vives-eaux, est d'environ 13 km.
La commune est constituée de l'île principale mais également des petites îles et îlots, qui constituent l'archipel de Batz. Notamment : dans l'est de la pointe sud-est, l'îlot Ti-Saozon à 1,3 Km ; dans son nord, l'île des Près ; et, notamment à proximité dans son sud, quantité de plus petits îlots.

#### Paysages
La commune de l'Île-de-Batz est en totalité située sur une petite île, qui du fait de sa petite taille dispose d'un paysage totalement contraint par sa position littorale, donc proche de celui de la frange littorale du nord du département du Finistère. Sur l'île, ce « paysage littoral » entre terre et mer est néanmoins varié, car il alterne entre pointes rocheuses, plage et dunes, mais aussi zone portuaire avec quais et maisons. L'intérieur de l'île reste littoral, sans véritable relief, ni vallée seules quelques collines surmontées de bâtiments stratégiques, phare, sémaphore, anciens moulins, forts et fortin, tel que le Fort du Chenal, renforcent encore le caractère îlien de ce paysage même lorsque l'on se situe au milieu des champs de légumes, « sorte de prolongement du pays légumier du Léon ». L'originalité de cette île par rapport aux autres îles du Finistère est qu'elle a conservé une agriculture active du fait que, le continent la protégeant des vents de suroît, ses récoltes sont plus précoces que sur le continent,.

Paysages
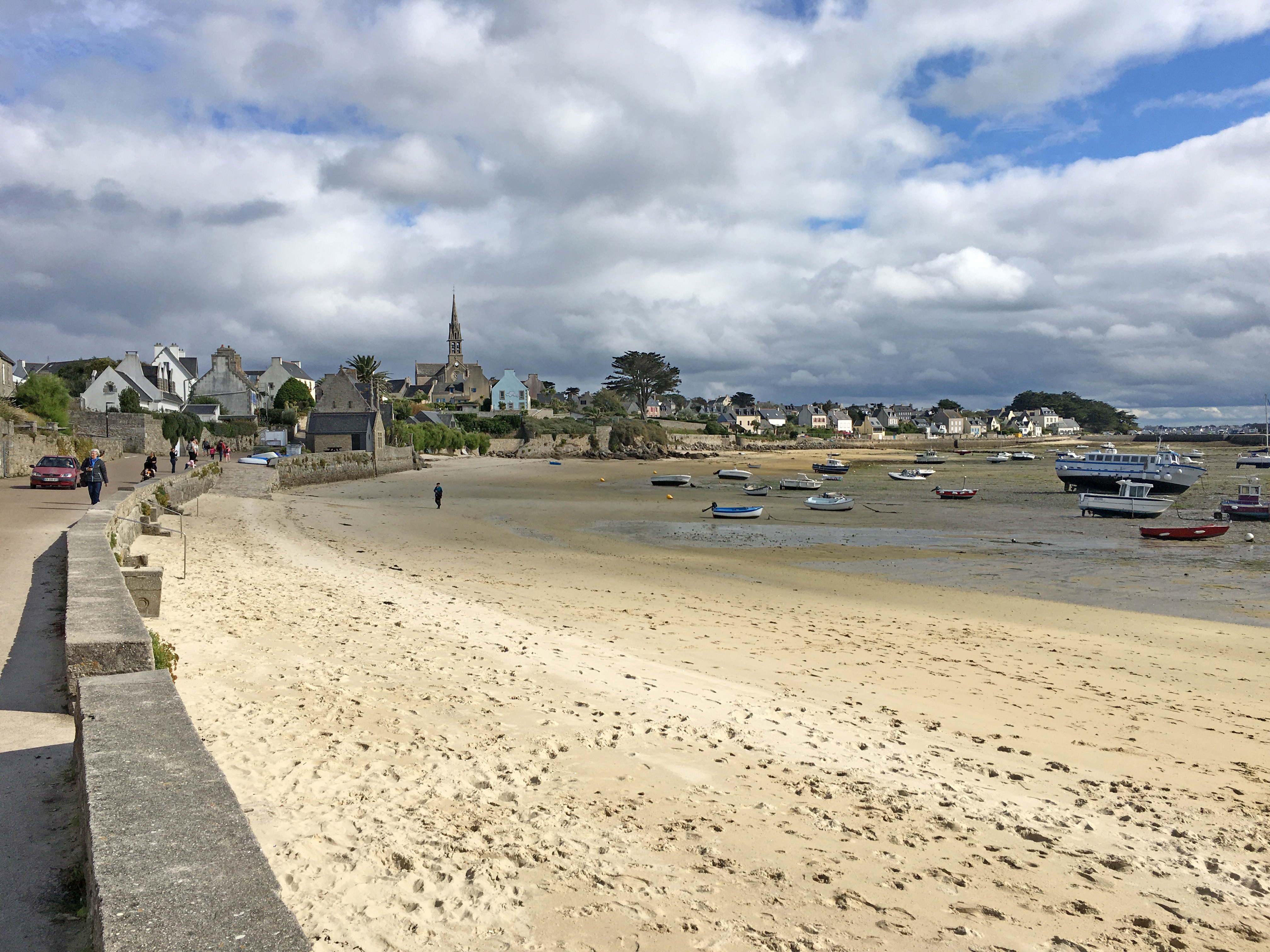
Port et bourg.
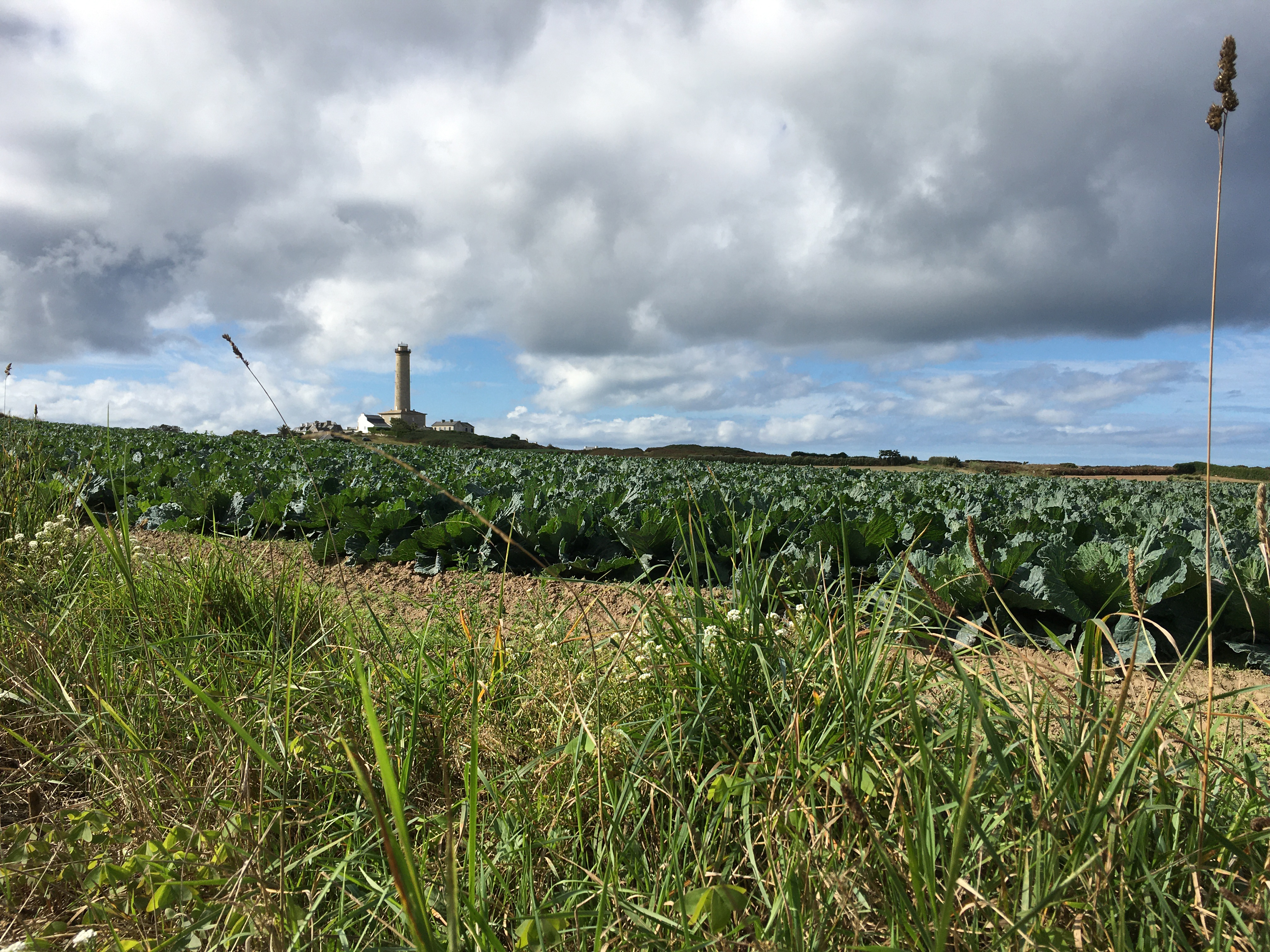
Champs et phare.
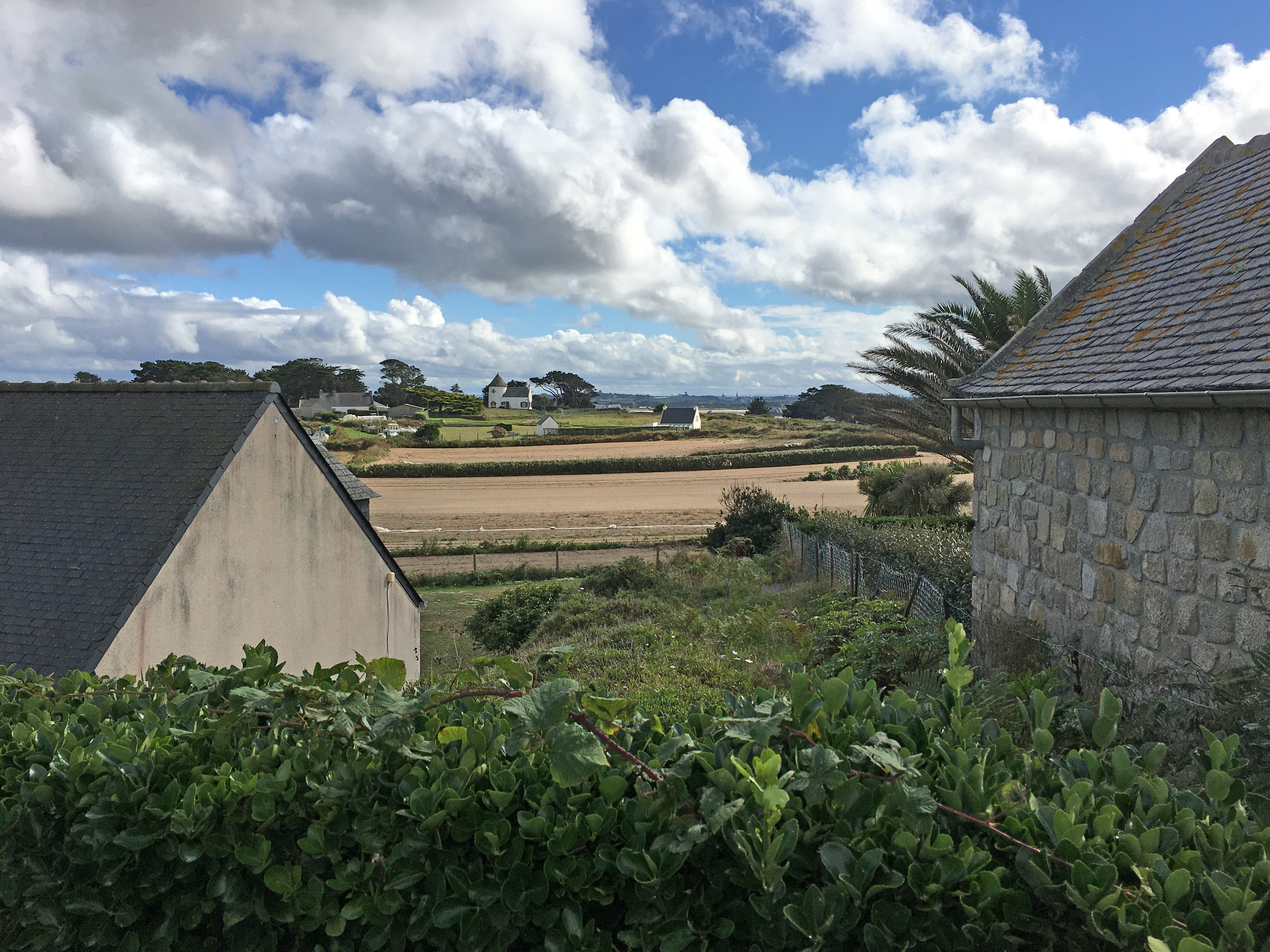
Champs et ancien moulin.
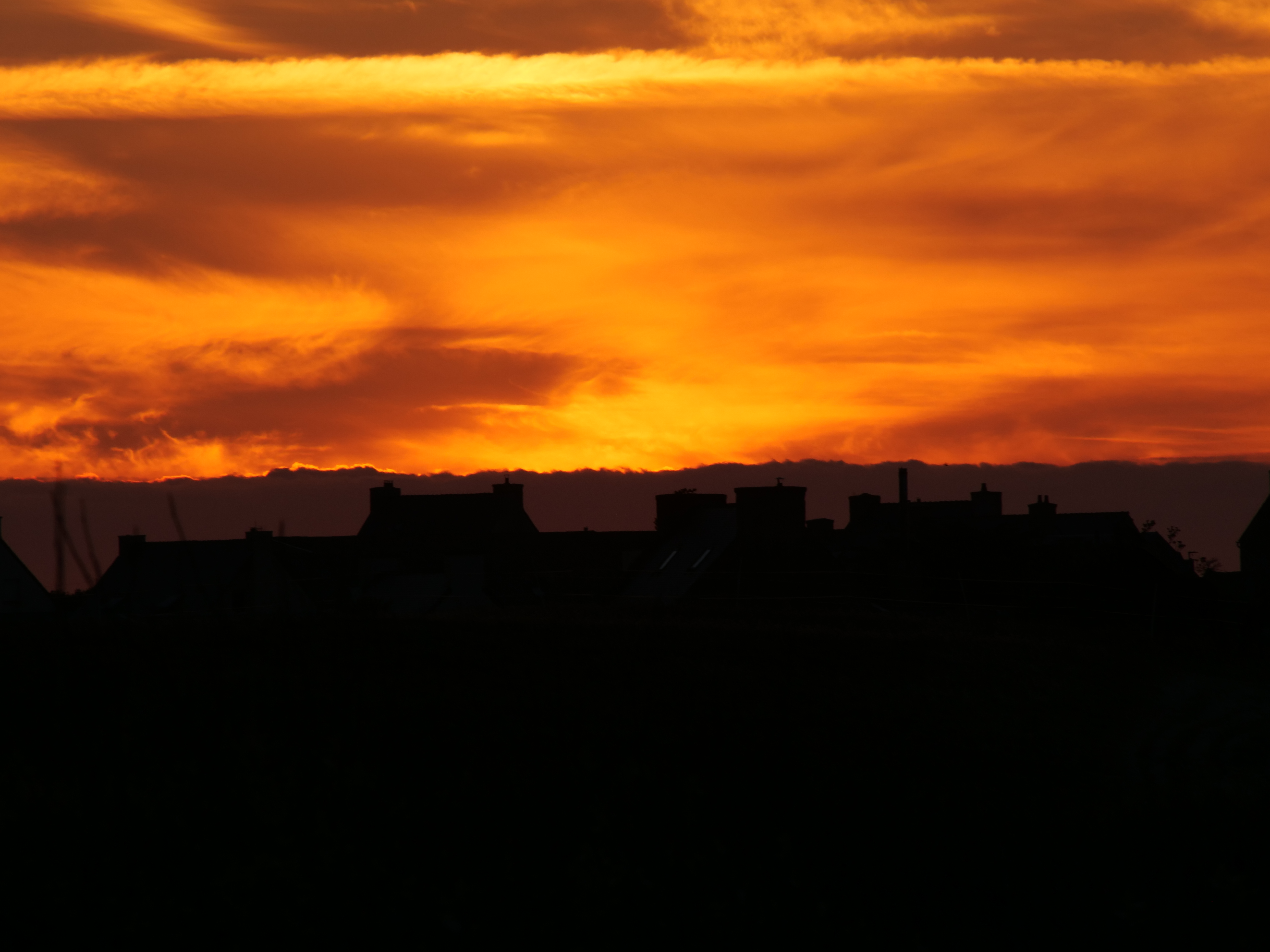
Coucher de soleil à Porz Mellog vu de la grève blanche.
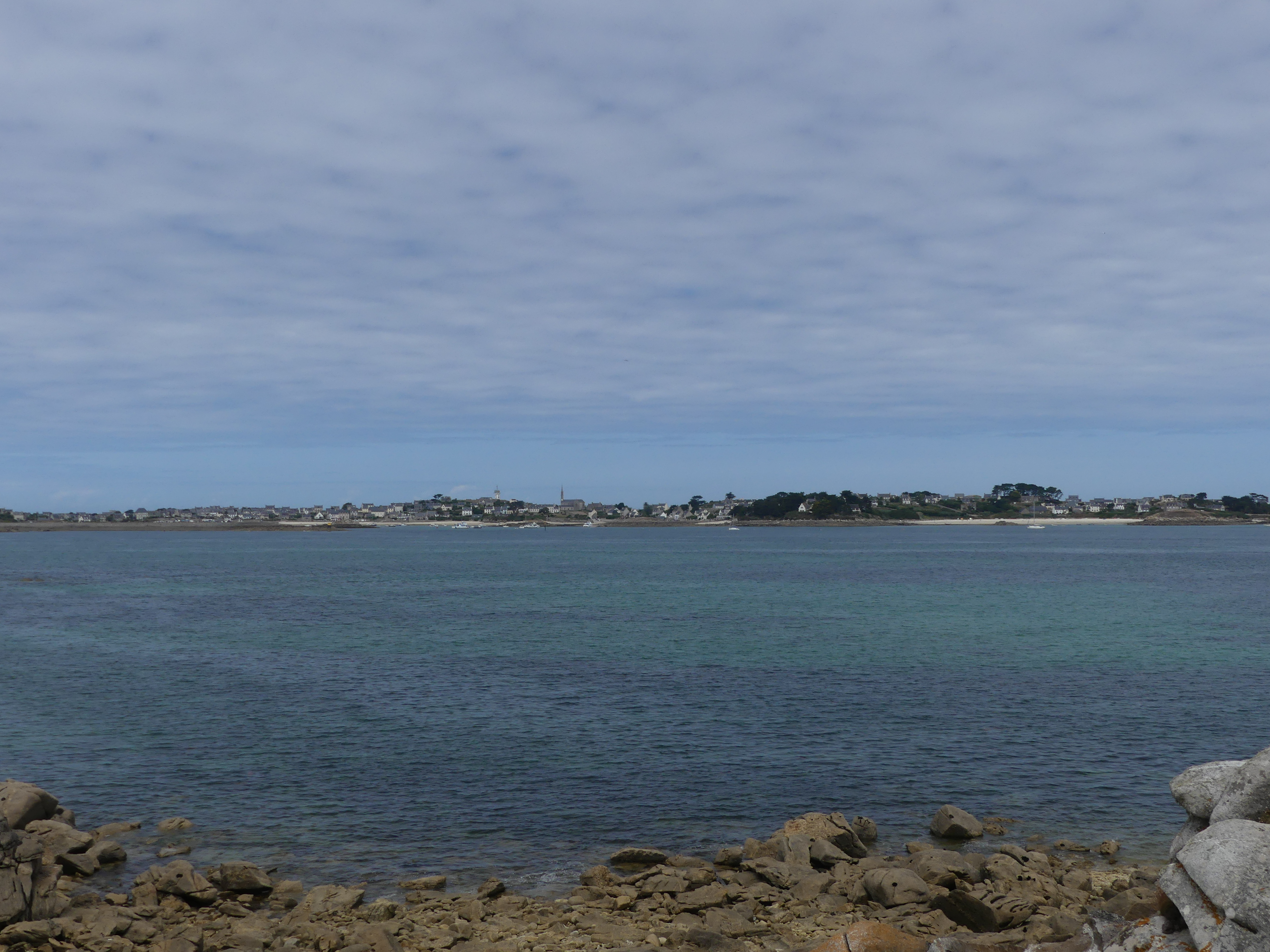
Vue de la partie Sud de l'île de Batz : de Porz an Eog à Porz Aliou.

#### Géologie
Elle comporte un socle de granit dur recouvert « d'épaisses couches de limons argileux et de sable coquillier » avec en divers lieux d'importantes dunes de sable amenées par les vents et les courants, le pourtour de l'île étant par ailleurs constitué de rochers et galets façonnés par les vagues.

#### Hydrogéologie (eaux souterraines)
L'île de Batz fait partie de l'entité hydrogéologique « 191 : socle du Massif armoricain dans les bassins versants côtiers de la pointe de Bloscon à la pointe du Raz, îles Ouessant et Batz ».

### Hydrographie
Un plan d'eau complète le réseau hydrographique : la mare aux Canards (0,3 ha).

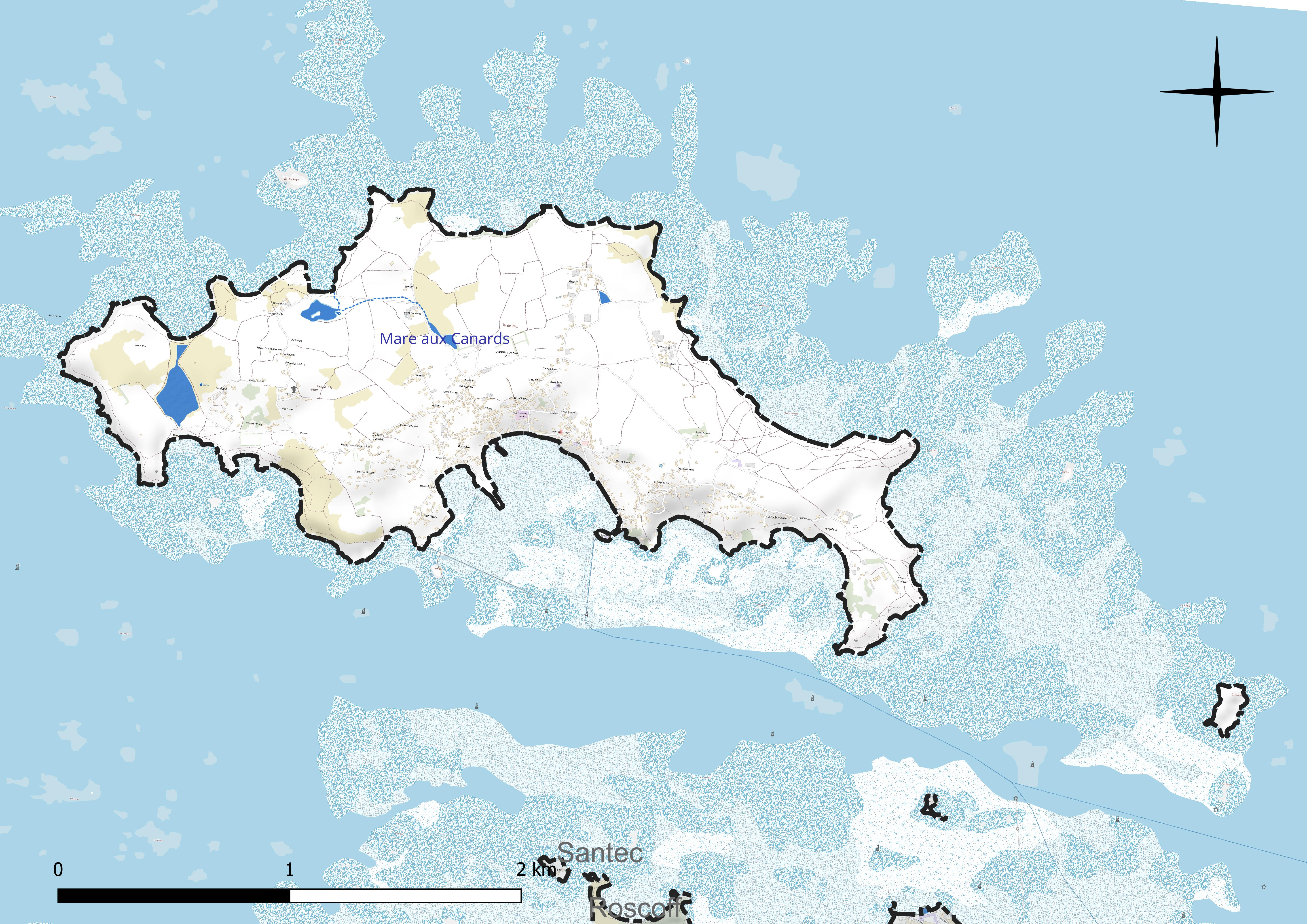
Réseau hydrographique d'Île-de-Batz.

### Climat
Le climat qui caractérise la commune est qualifié, en 2010, de « climat océanique franc », selon la typologie des climats de la France qui compte alors huit grands types de climats en métropole. En 2020, la commune ressort du type « climat océanique » dans la classification établie par Météo-France, qui ne compte désormais, en première approche, que cinq grands types de climats en métropole. Ce type de climat se traduit par des températures douces et une pluviométrie relativement abondante (en liaison avec les perturbations venant de l'Atlantique), répartie tout au long de l'année avec un léger maximum d'octobre à février.
Les paramètres climatiques qui ont permis d’établir la typologie de 2010 comportent six variables pour les températures et huit pour les précipitations, dont les valeurs correspondent à la normale 1971-2000. Les sept principales variables caractérisant la commune sont présentées dans l'encadré ci-après.
| Paramètres climatiques communaux sur la période 1971-2000 - Moyenne annuelle de température : 11,7 °C - Nombre de jours avec une température inférieure à −5 °C : 0 j - Nombre de jours avec une température supérieure à 30 °C : 0 j - Amplitude thermique annuelle : 9 °C - Cumuls annuels de précipitation : 819 mm - Nombre de jours de précipitation en janvier : 15,6 j - Nombre de jours de précipitation en juillet : 7,4 j |

Avec le changement climatique, ces variables ont évolué. Une étude réalisée en 2014 par la Direction générale de l'Énergie et du Climat complétée par des études régionales prévoit en effet que la  température moyenne devrait croître et la pluviométrie moyenne baisser, avec toutefois de fortes variations régionales. La station météorologique de Météo-France installée sur la commune et mise en service en 1917 permet de connaître l'évolution des indicateurs météorologiques. Le tableau détaillé pour la période 1981-2010 est présenté ci-après.
| Mois                                  | jan.            | fév.            | mars            | avril           | mai            | juin           | jui.         | août           | sep.            | oct.          | nov.            | déc.            | année    |
| ------------------------------------- | --------------- | --------------- | --------------- | --------------- | -------------- | -------------- | ------------ | -------------- | --------------- | ------------- | --------------- | --------------- | -------- |
| Température minimale moyenne (°C)     | 5,8             | 5,5             | 6,7             | 7,5             | 9,8            | 12,1           | 13,9         | 14,2           | 13,1            | 11,1          | 8,4             | 6,4             | 9,6      |
| Température moyenne (°C)              | 7,9             | 7,7             | 9               | 10              | 12,4           | 14,7           | 16,6         | 17             | 15,8            | 13,5          | 10,6            | 8,6             | 12       |
| Température maximale moyenne (°C)     | 9,9             | 9,9             | 11,4            | 12,6            | 14,9           | 17,4           | 19,3         | 19,7           | 18,4            | 15,9          | 12,8            | 10,7            | 14,4     |
| Record de froid (°C) date du record   | −9,2 20.01.1963 | −10 14.02.1929  | −4,2 08.03.1935 | −1 03.04.1917   | 0,8 01.05.1929 | 4,4 04.06.1926 | 6 09.07.1929 | 6,4 03.08.1929 | 4,4 29.09.1918  | 1 23.10.1926  | −4,4 27.11.1923 | −10 18.12.1927  | −10 1929 |
| Record de chaleur (°C) date du record | 17,7 23.01.16   | 19,8 28.02.1960 | 24,3 30.03.21   | 26,8 15.04.1949 | 29,5 15.05.02  | 31,9 26.06.11  | 34 19.07.16  | 35 18.08.1932  | 31,6 18.09.1926 | 30,2 01.10.11 | 19,6 06.11.03   | 18,8 02.12.1985 | 35 1932  |
| Précipitations (mm)                   | 101,7           | 81,9            | 71,2            | 65,7            | 61,3           | 48,5           | 45,5         | 48,2           | 54,5            | 97            | 102,5           | 116,4           | 894,4    |

### Milieux naturels et biodiversité
Depuis le 30 avril 1974, l'« île de Batz & les îlots qui l'entoure » est un site inscrit,. L'Île-de-Batz et ses abords fait partie : de la ZNIEFF 530030177, Baie de Morlaix (anciennement nommée baie de Morlaix et de Carantec), ZNIEFF continentale de type 2, qui elle-même « couvre à peu près la Zone Natura 2000 « Baie de Morlaix » », ; du GEP Grand ensemble no 28 : les îles bretonnes : « Au-delà des différences qui existent entre les nombreuses îles bretonnes, celles-ci ont été regroupées au sein d’un même grand ensemble de perméabilité compte tenu des spécificités liées à leur insularité ». L'objectif du GEP est de « Préserver la fonctionnalité écologique des milieux naturels » ; de la zone NATURA 2000 FR5310073 - Baie de Morlaix.
Les taxons terminaux s'élèvent, en 2022, à 591 espèces et infra-espèces.
L'île permet d'observer nombre de plantes et animaux protégés, notamment : pour les plantes : crambe maritime, eryngium maritimum, crithmum maritimum ; pour les oiseaux marins : le goéland argenté, la mouette rieuse, le héron cendré, l'aigrette garzette, le tadorne de belon, le cormoran huppé, l'huîtrier pie, le tournepierre à collier, le bécasseau sanderling, le courlis cendré ou encore le pluvier grand-gravelot.
L'île dispose de quatre mares et étangs fréquentés par des cygnes tuberculés, des canards cols verts, des foulques macroules, des gallinules poules d'eau et des bécassines des marais.
On peut également y découvrir des coquillages multiples et variés : la turritelle, le calliostome, la bucarde épineuse, la littorine des rochers, ou la troque, et les abords de l'île renferment plus de 650 espèces d'algues, comme : chondrus, porphyre, oralline, sargasse, dulse, ces dernières sont utilisées en agriculture, médecine, cosmétologie, agroalimentaire, et thalassothérapie.

Faune et flore
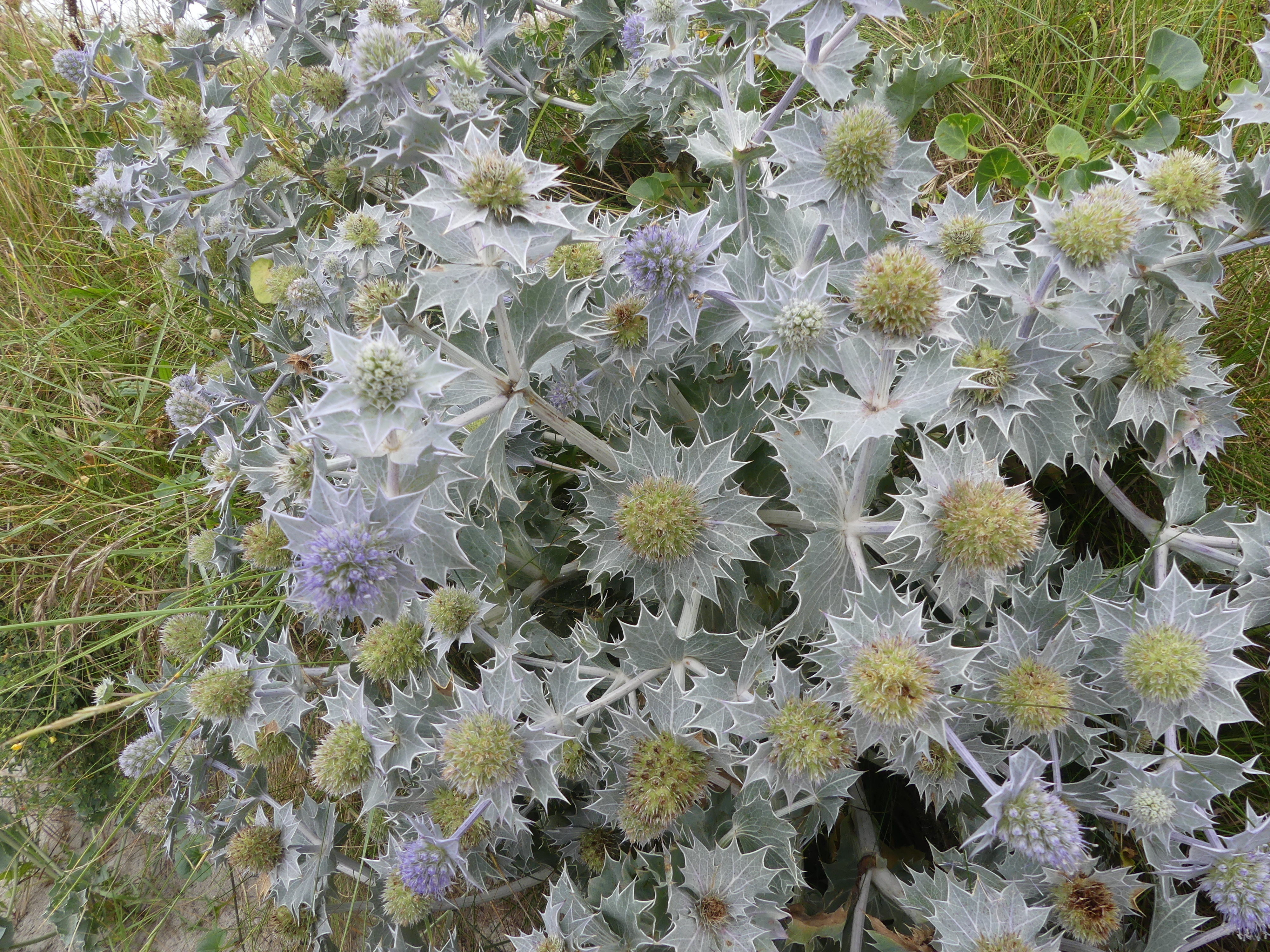
Panicaut maritime ou chardon des dunes.
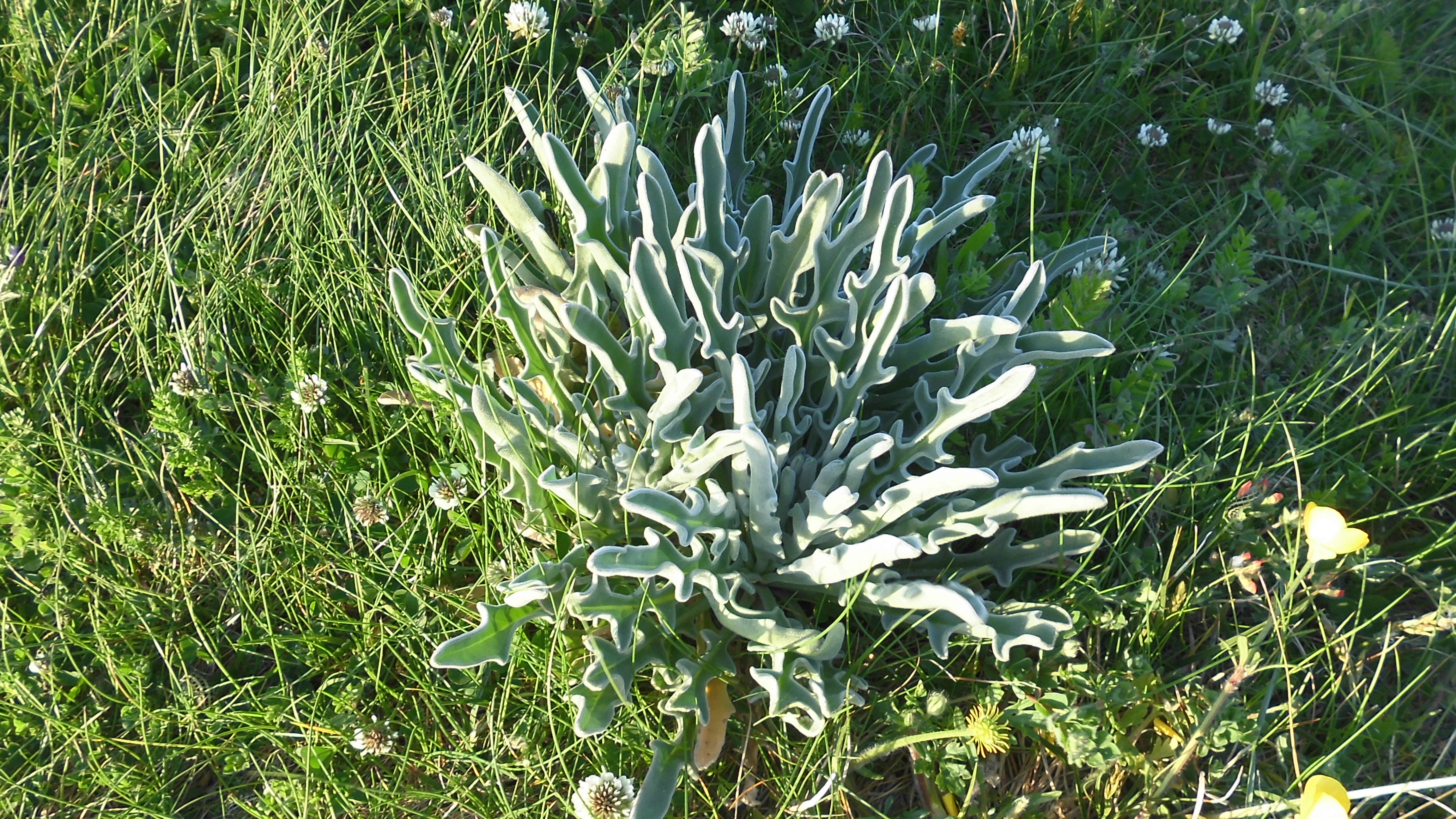
Giroflée des dunes.
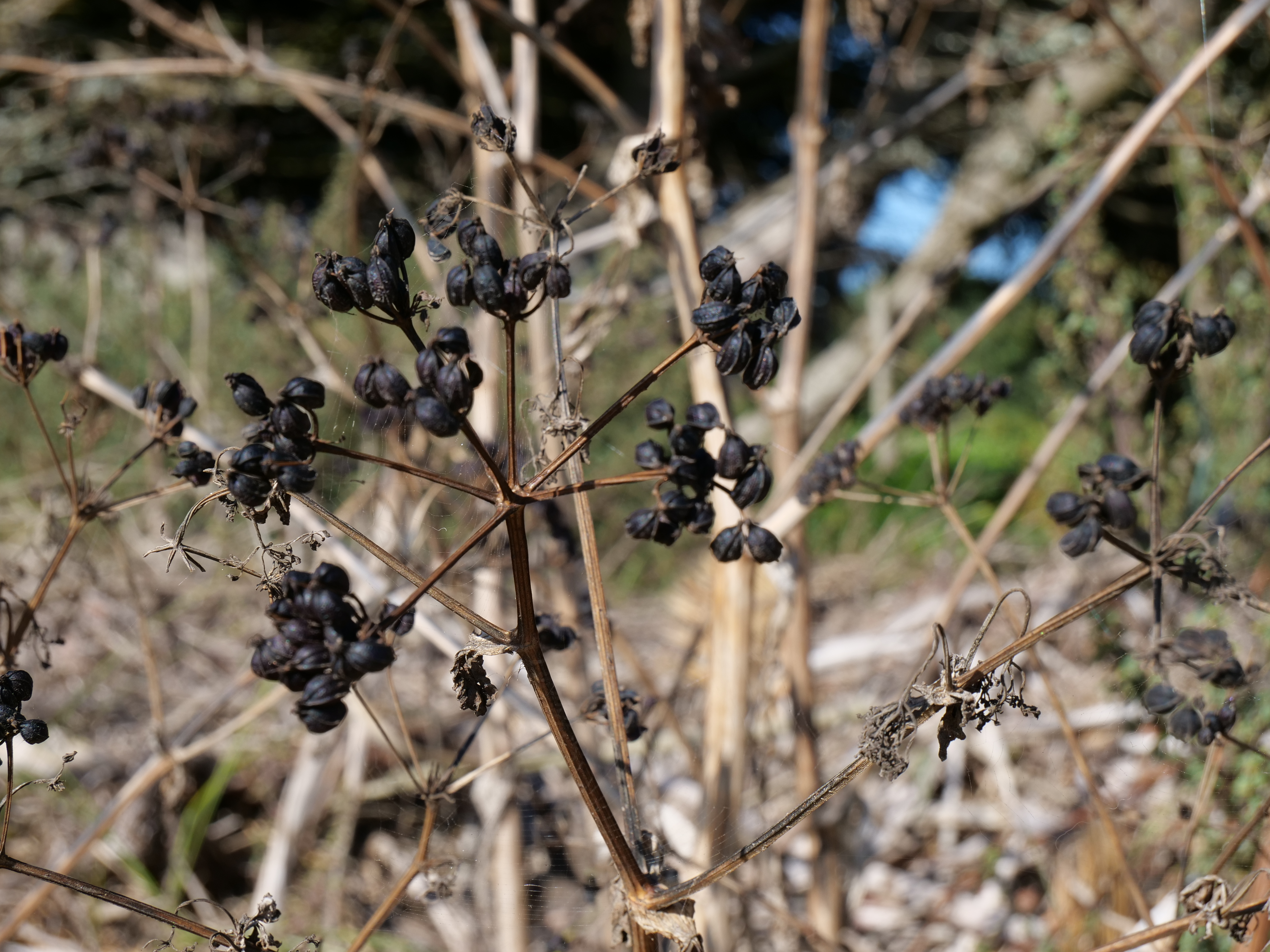
Maceron.
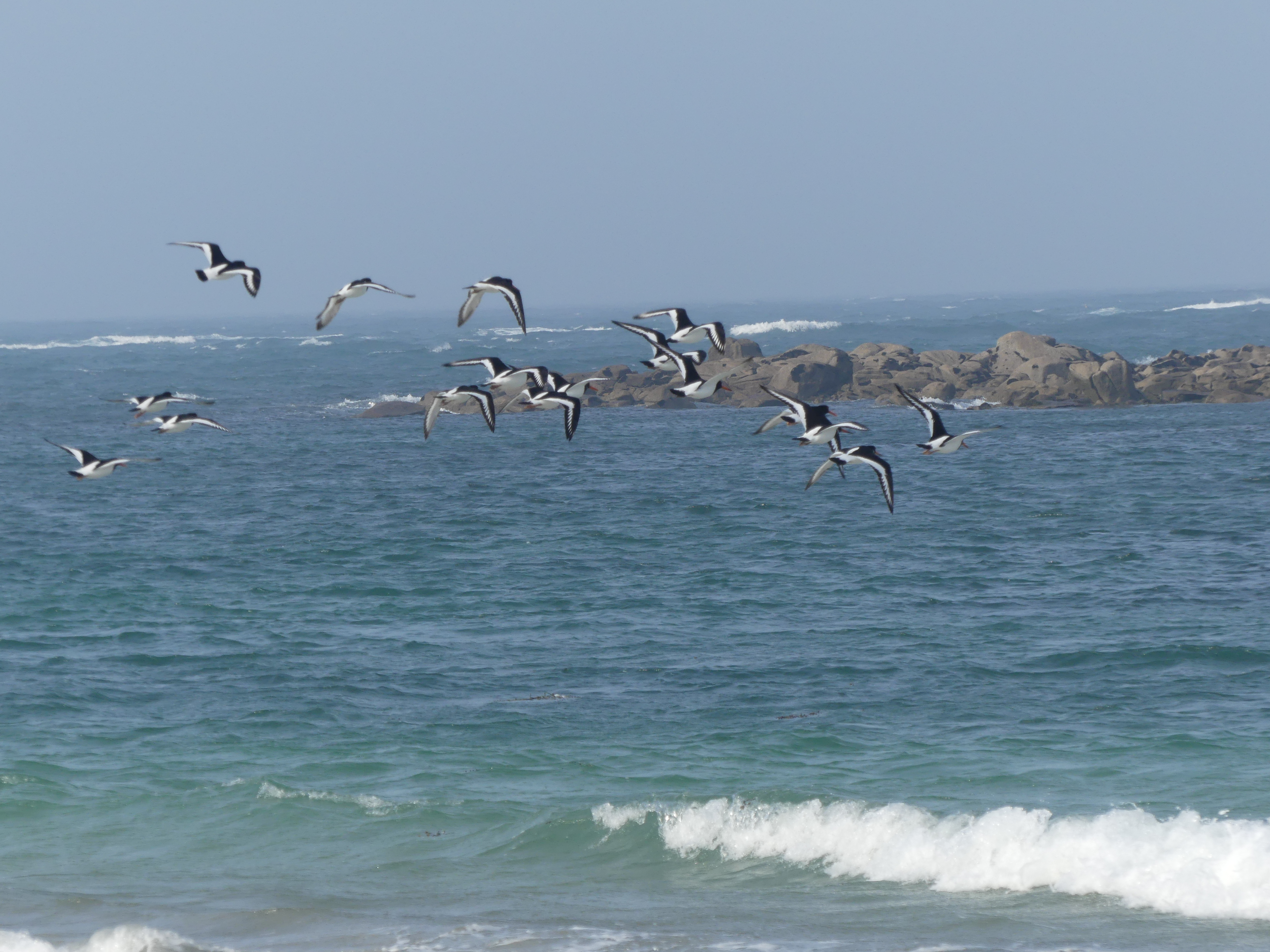
Huîtiers pie en vol.
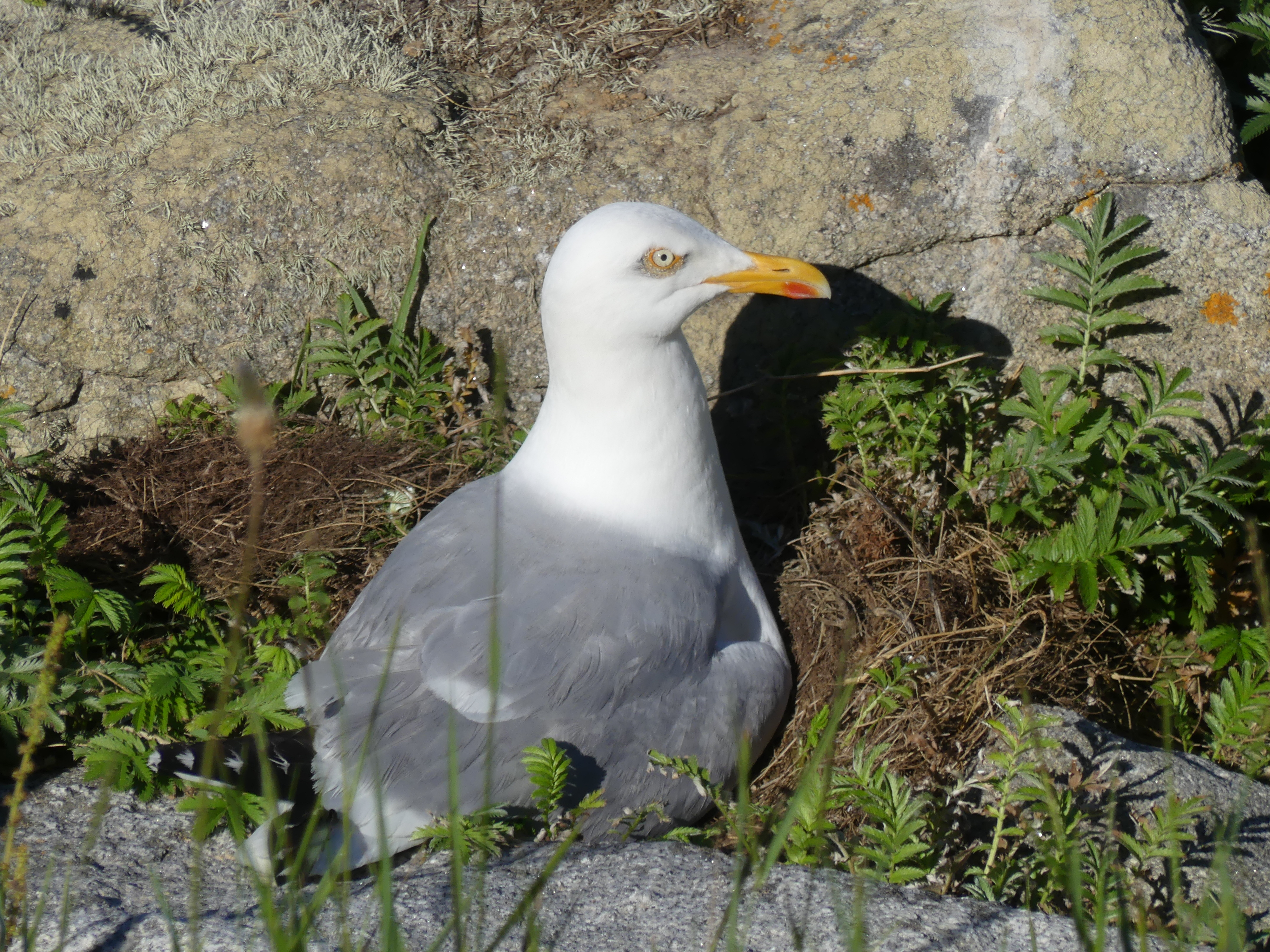
Goéland argenté sur son nid.

## Urbanisme

### Typologie
Au 1er janvier 2024, Île-de-Batz est catégorisée commune rurale à habitat dispersé, selon la nouvelle grille communale de densité à 7 niveaux définie par l'Insee en 2022.
Elle est située hors unité urbaine et hors attraction des villes,.
La commune, bordée par la Manche, est également une commune littorale au sens de la loi du 3 janvier 1986, dite loi littoral. Des dispositions spécifiques d’urbanisme s’y appliquent dès lors afin de préserver les espaces naturels, les sites, les paysages et l’équilibre écologique du littoral, tel le principe d'inconstructibilité, en dehors des espaces urbanisés, sur la bande littorale des 100 mètres, ou plus si le plan local d’urbanisme le prévoit.

### Occupation des sols
L'occupation des sols de la commune, telle qu'elle ressort de la base de données européenne d’occupation biophysique des sols Corine Land Cover (CLC), est marquée par l'importance des territoires agricoles (43,5 % en 2018), une proportion identique à celle de 1990 (43,5 %). La répartition détaillée en 2018 est la suivante : zones agricoles hétérogènes (43,5 %), zones urbanisées (28 %), milieux à végétation arbustive et/ou herbacée (26,1 %), zones humides côtières (2,4 %). L'évolution de l’occupation des sols de la commune et de ses infrastructures peut être observée sur les différentes représentations cartographiques du territoire : la carte de Cassini (XVIIIe siècle), la carte d'état-major (1820-1866) et les cartes ou photos aériennes de l'IGN pour la période actuelle (1950 à aujourd'hui).

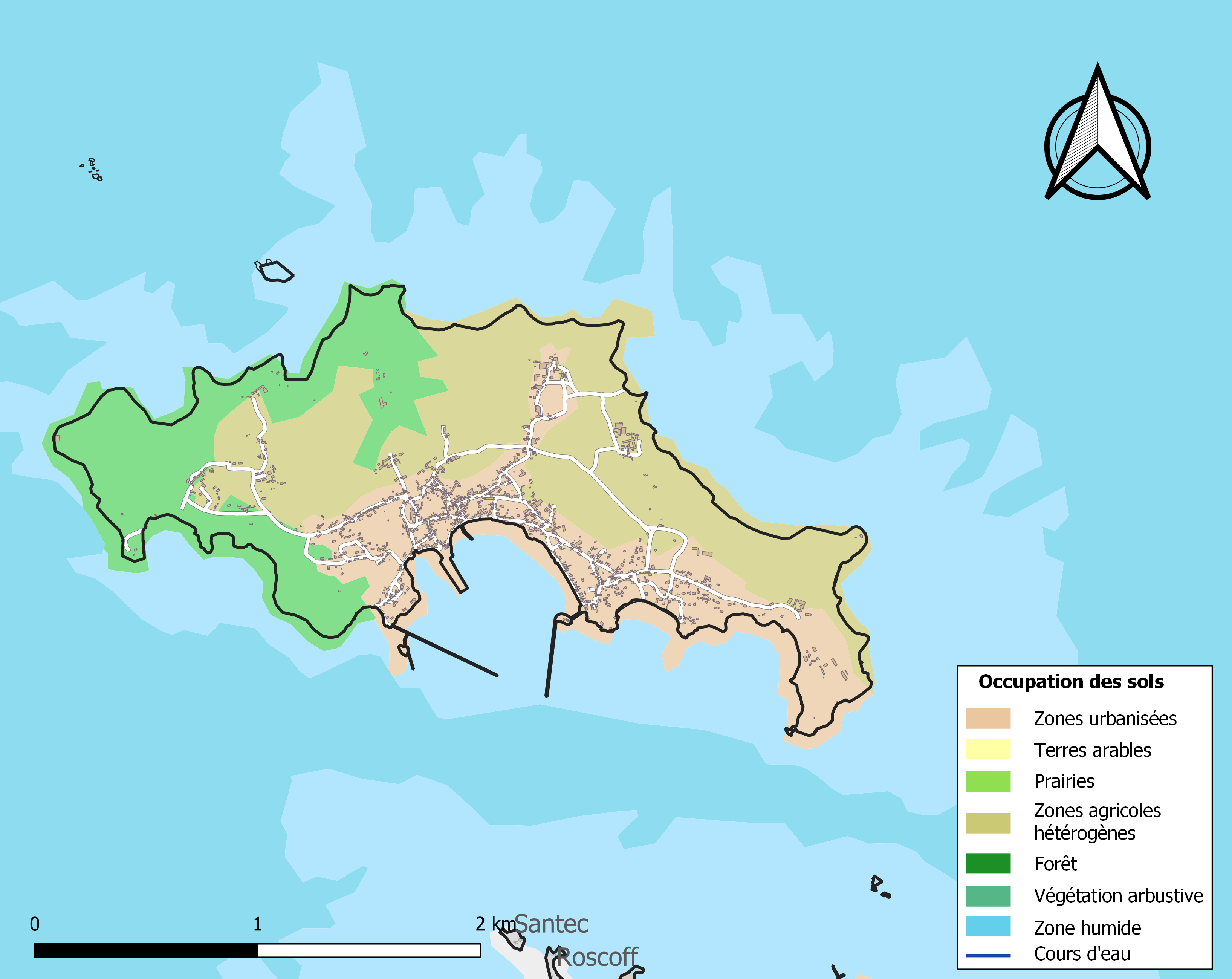
Carte des infrastructures et de l'occupation des sols de la commune en 2018 (CLC).

### Logement
En 2020, 64 % des logements de l'Île-de-Batz étaient, selon l'INSEE, des résidences secondaires.

### Voies de communication et transports

#### Voies de communication
La voirie de l'Île-de-Batz n'est pas adaptée à la circulation routière, mais il y a des voitures particulières,, des fourgons d'entreprises et d'artisans et surtout des tracteurs liés à l’activité agricole. En saison touristique on peut louer des vélos sur le port ou les transporter par la navette maritime passagers.

#### Transports
Le Port de Batz, port d'échouage, est géré par la Région Bretagne, en lien avec la municipalité. On y trouve quatre activités : le transport de passagers qui compte six compagnies qui transportent annuellement environ 200 000 passagers ; le transport de fret qui est un service public assuré par la société Transport de Fret ; la pêche qui totalise quinze bateaux : trois fileyeurs et douze côtiers coquilliers ; la plaisance.

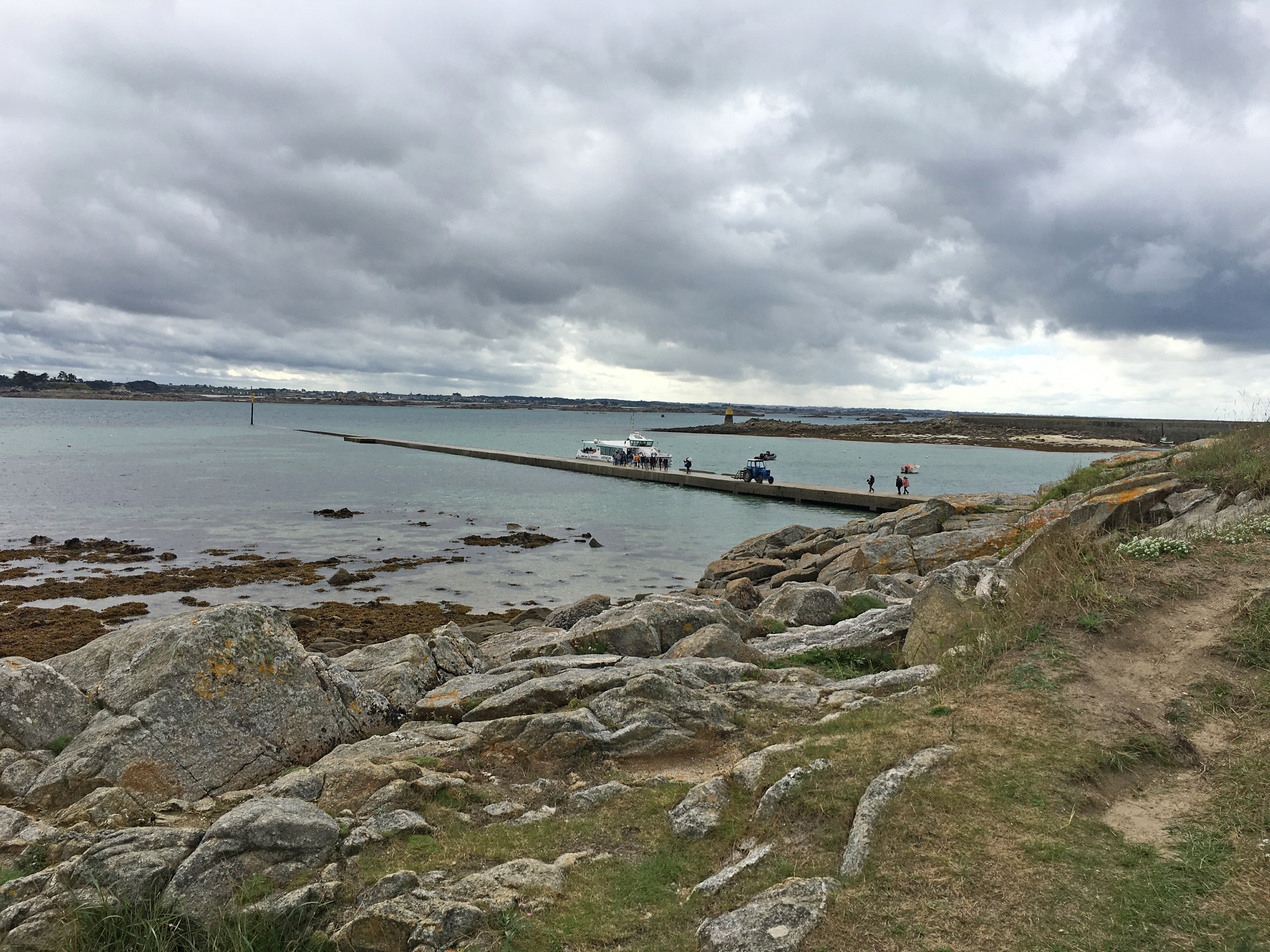
La cale et une vedette à marée basse.

Pour le passage entre l'île de Batz et Roscoff (accès au continent), avant 1969 les « passeurs » utilisait des « bateaux creux » pour aller, suivant l'heure de la marée et son coefficient, d'une petite cale reliée à l'île à une autre reliée au continent. Ces cales ont été construites en pierre au fil du temps, la première cale de l'île au Moutons est construite par les iliens en 1850. Avant 1930, « surtout à marée basse. Il fallait, au niveau de la clinique Kerléna, à Roscoff, se déchausser et marcher un peu sur la grève ! Ensuite on montait dans un petit canot qui permettait de rejoindre le bateau qui attendait dans le chenal, là où il y a assez de hauteur d'eau. Arrivé de l'autre côté, même chose : on mettait les Batziens et les visiteurs dans le canot pour rejoindre l'une des cales de l'île, à marée basse celle qui se trouvait au bout du môle (...) Il fallait parfois compter une heure et demie au total ! », raconte Pierre-Yves Decosse.
Selon Guy Cabioch, maire de la commune, « la révolution, ça a été 69 ! Avec l’allongement de la cale et, en face, à Roscoff, la construction de l’estacade qui permettait aux bateaux d’accoster à tout coefficient » et le passage, toujours assuré par des marins batzien, est effectué avec des vedettes à moteur, alors qu'avant 1930 c'était principalement à la voile et à l'aviron. La première barge à moteur, permettant le transport des matériaux et des matériels, voire des véhicules, est mise en service en 1981.
Aujourd'hui, l'accès à l'île de Batz est désormais aisé d'une durée de 15 minutes en bateau entre Roscoff et Porz Kernok sur la côte sud de Batz. Les compagnies associées de l'île de Batz desservent l'île toute l'année au départ de Roscoff. Elles sont composées de : la Compagnie Finistérienne de Transports Maritimes (CFTM) ; la compagnie Armor excursions ; et la compagnie maritime Armein. Les horaires sont fonction des périodes de l'année et outre les personnes, le passage, payant, est possible pour : vélo, vélo électrique, tandem et carriole. Le transport des chiens est gratuit. À Roscoff, les vedettes accostent dans le vieux port à marée haute et sur la cale au bout de l'estacade à marée basse, prévoir alors dix minutes de marche.

Passage Batz - Roscoff
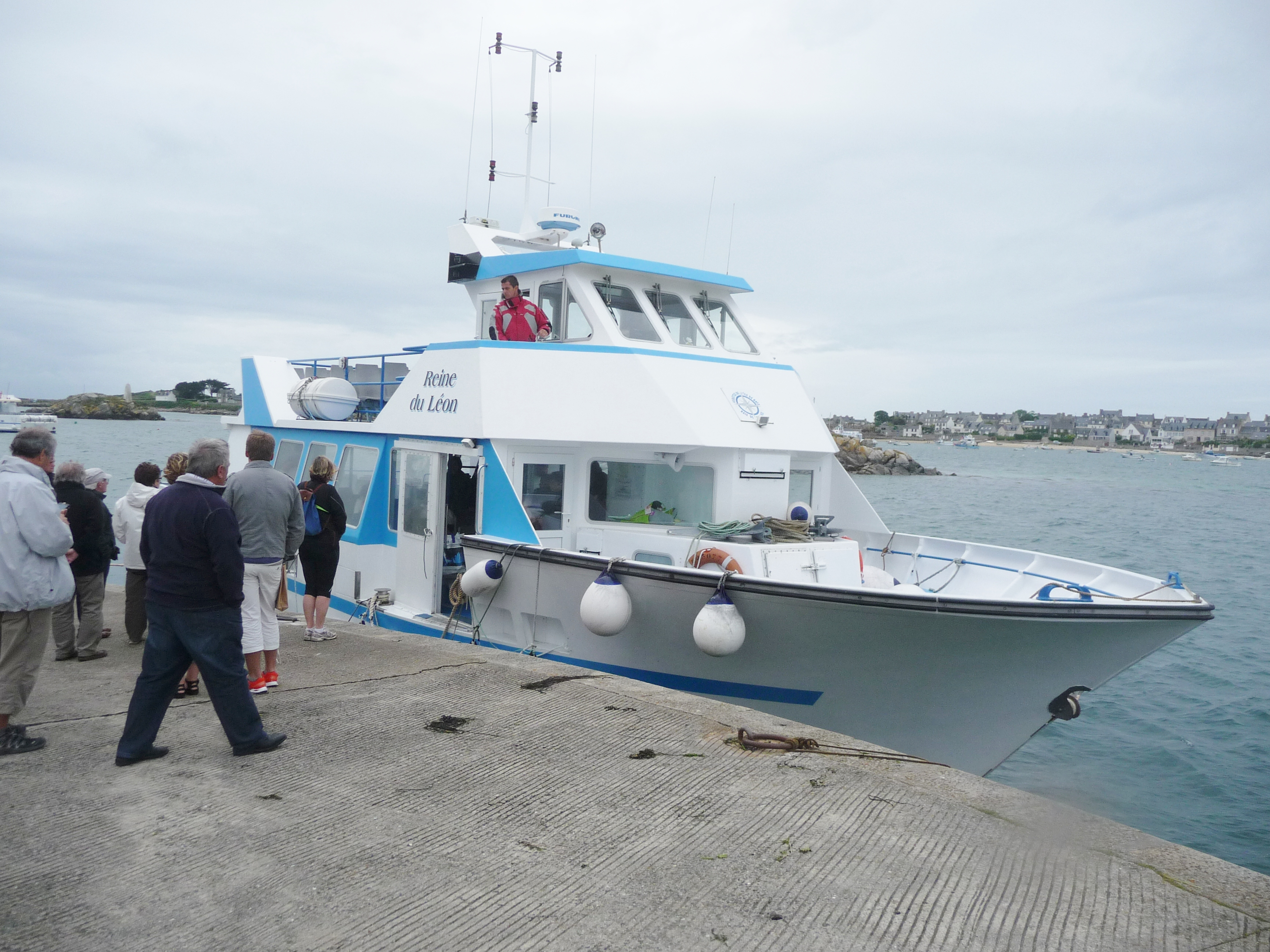
Cale Batz (2008).
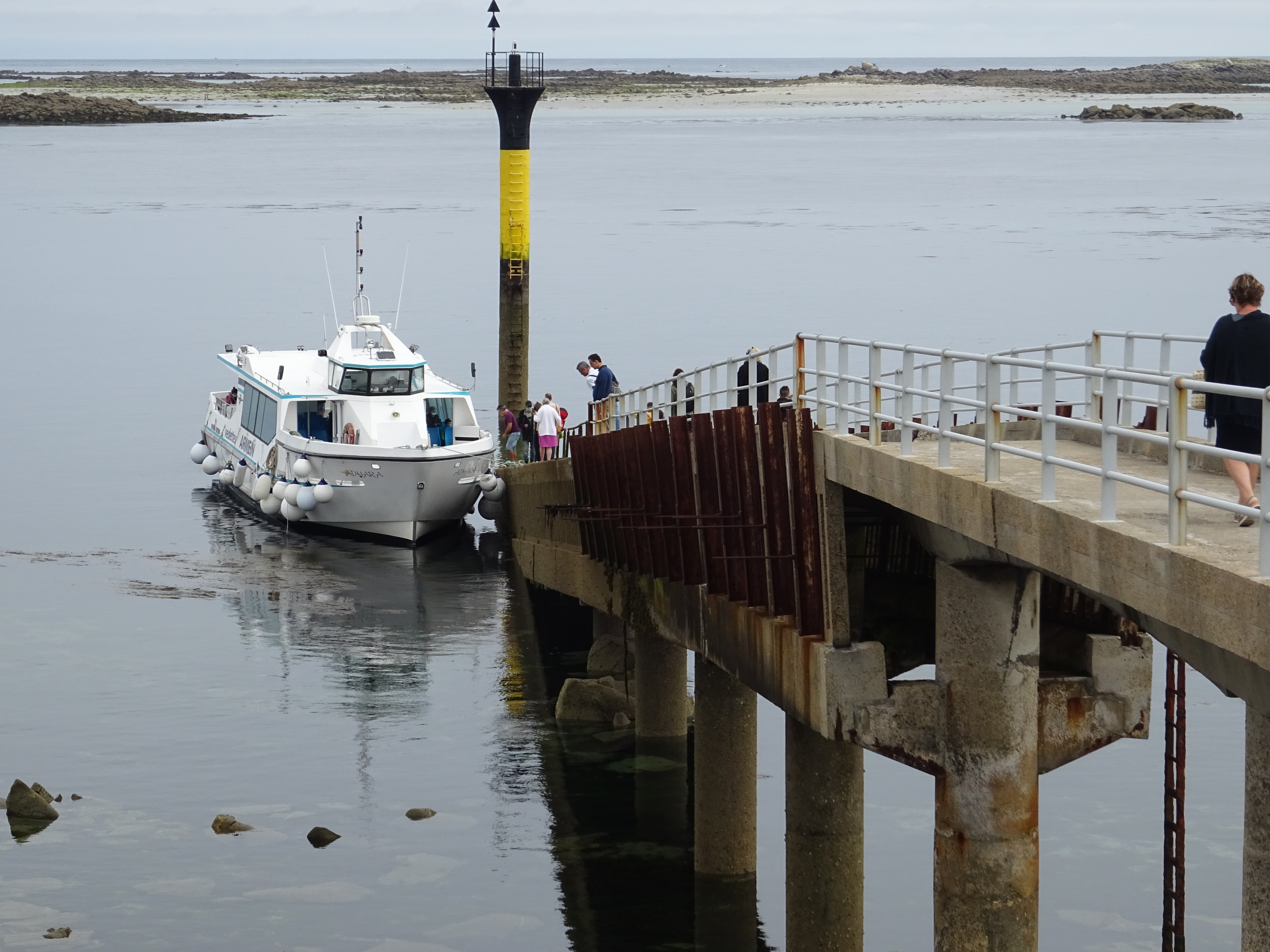
Cale Roscoff (2020).
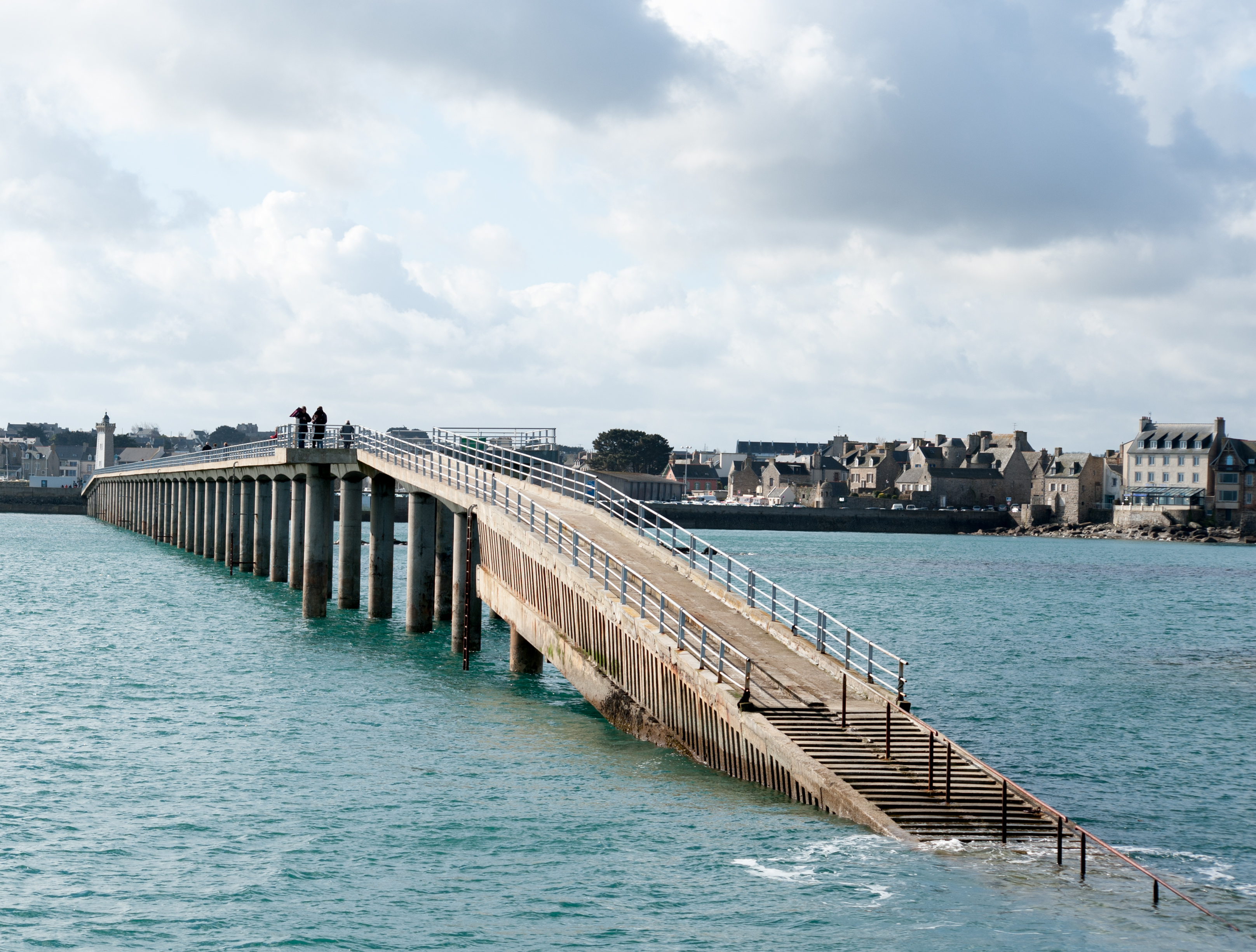
Estacade Roscoff (2010).

### Toponymie
Le nom breton de l'île est Enez-Vaz.
Le nom de la localité est attesté sous la forme insula battha en 884, ecclesia Bath Pauli en 1158 et 1185, Baz insula en 1265, Ylle de Bast en 1296, Baza insula vers 1330, Ile de Baz Paul en 1371 et 1472, Isle Batz Paul en 1587.
Le dictionnaire Giraud, édition de 1844, précise : « Bas ou Batz (île de), Batha insula ».
Aucune étymologie satisfaisante n'a été trouvée à ce nom. Il est identique à celui de Batz-sur-Mer sur la côte sud de la Bretagne, qui se trouve être une ancienne île. L'explication faisant référence au bâton de pèlerin de saint Paul Aurélien (en breton bazh ou vazh signifiant « bâton ») n'a jamais été formellement établie.
Selon les Annales hydrographiques de 1963 : la plus ancienne dénomination de l'île est Bassa Insula, présente dans l'Itinéraire d'Antonin (daté du IIIe siècle) ; en 1330 on relève Insula Bassa ; la dénomination îsle de Bas est présente dans la liste des paroisses du Léon en 1769 ; le Service Hydrographique de la Marine utilise la dénomination îsle de Bas jusqu'en 1942. Il est également précisé ; « il est possible que la graphie actuelle provienne d'une confusion avec celle de Batz-sur-Mer ».

## Histoire

### Préhistoire et Antiquité
Sur le territoire de l'île actuelle des sites archéologiques, et notamment sur l'estran datent du Paléolithique. Ces habitats pouvaient être sur des collines permettant une bonne observation de gibiers en contrebas dans des plaines du fait d'un niveau de la mer nettement plus bas qu'actuellement. Marie-Yvane Daire qui a effectué une prospection-inventaire de l'île en 1993, souligne que les variations du niveau de la mer sont un « problème d'autant plus complexe que ces variations demeurent très difficiles à cerner ».

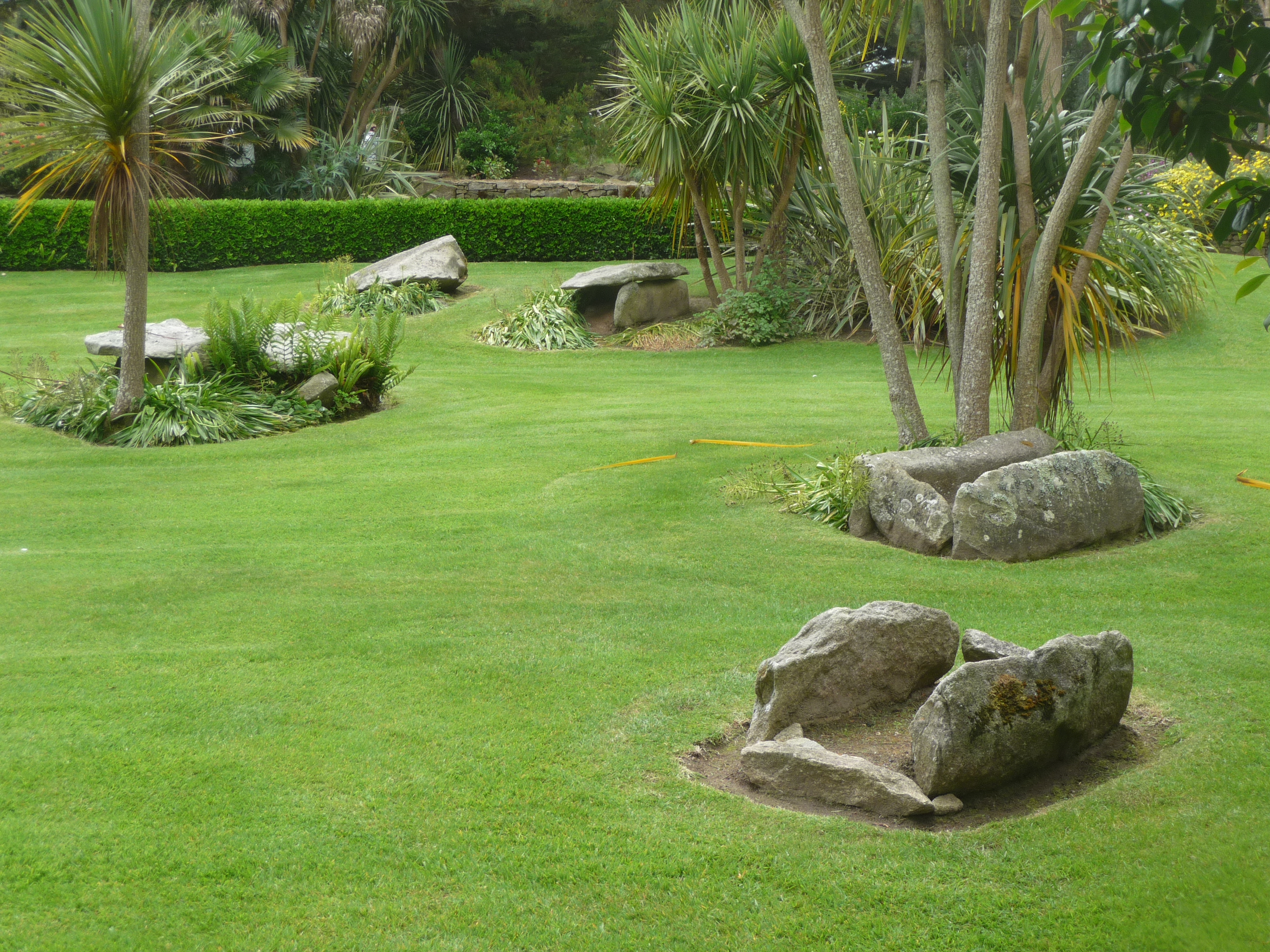
Vue d'éléments de la nécropole du Jardin Delaselle.

Au Néolithique la prospection a également confirmé et révélé des sites et notamment des « monuments mégalithiques d'estran ». Ceci confirme une montée du niveau de la mer après cette époque, mais pas de manière continue, par oscillation de montées et de descentes plus ou moins importantes. La nécropole de Penn ar C'hleguer est le plus important site archéologique de l'île pour la période néolithique et âge du bronze, elle est située dans le Jardin Georges Delaselle. Sur ce site les interventions de son découvreur Georges Delaselle et la dispersion, ou la disparition, de ses trouvailles et de ses archives ne facilitent pas les études et la compréhension chronologique des éléments trouvés, d'autant que ce site compte « plus de quarante sépultures repérées par le premier propriétaire ». Par ailleurs le mobilier archéologique n'a pas de caractéristiques suffisamment importantes pour le dater, ou est absent dans les dolmens et « tombes en coffre ». Des habitats de l'Âge du fer sont probables, ils marquent la fin de la Protohistoire sur l'île.
La première citation écrite de l'île de Batz figure dans l'itinéraire d'Antonin, sous la forme Bassa Insula. Ce texte est daté de l'Antiquité (avant l'an 300 du calendrier julien : aujourd'hui = 300 ap. J.-C.). La présence de mobilier gallo-romain, amphores et céramiques, découvert au début des années 1990 lors d'une fouille en plongée dans le chenal entre l'île et Roscoff confirme que l'absence d'habitats et d'ateliers significatifs de cette époque sur l'île ne signifie pas qu'elle était inhabitée. Cette lacune peut être due à une persistance ilienne des pratiques anciennes et que s'il a existé une villa gallo-romaine sur l'île, elle peut être située sous les dunes ou sous les constructions du village actuel, qui sont les sites favorables à cette construction. Par ailleurs la grande surface cultivée n'est également que peu ou pas accessible à la prospection. L'ensemble de ces éléments souligne que l'absence de découvertes ne signifie pas l'absence d'une fréquentation de l'île à l'époque gallo-romaine.

### Moyen Âge
La connaissance de la période du Moyen Âge doit également à l'archéologie, avec le relevé de « vestiges majoritairement religieux ». Le site le plus important est Penn Batz, lié à l'arrivée et au développement du christianisme sur l'île au VIe siècle . Outre l'archéologie, cette histoire est connue par une hagiographie, la Vita Pauli Aureliani (la Vie de Paul Aurélien), écrite, vers 884, par le moine Uurmonoc de l'abbaye de Landévennec. Cette histoire raconte notamment le chemin de six kilomètres, avec une traversée à gué à marée basse, que suivit Paul pour rejoindre l'île au Secretum, lieu de retraite du comte Withur en train de transcrire les évangiles. Les deux hommes se reconnaissent car ils sont cousins. Ce site pourrait être le site archéologique du Jardin Delaselle. Puis intervient le récit du Saint ordonnant au dragon, qui terrorisait les habitants, de disparaitre au trou du serpent. Après ce fait Withur lui donne l'île et l'oppidum. Saint Paul construit un monastère sans-doute à Penn-Batz. Puis, Withur demande au roi Childebert II de nommer Paul évêque ce qu'il fit. Ce qui marque la création de l'Évêché de Léon. Vieillissant il se fait remplacer puis termine sa vie dans son monastère sur l'île. « Bien entendu ce récit n'est pas loin s'en faut, une œuvre historique » néanmoins source unique de cette époque, les historiens s'accordent à dire qu'elle trouve pour partie son origine dans des sources de tradition orales et que des pans du récit comme notamment « l'image de l'institution est conforme à celle du monastère évêché de type celtique ».
Après un premier ravage de l'île par des Vikings en 875, c'est vers 878 que le danois Hasting débarque sur l'île, détruit la première église du monastère, et s'installe, il n'en repart qu'en 882.
En 1388, durant la guerre des deux Jeanne, des troupes anglaises dirigées par le comte d'Arundel, nommé en 1374 gouverneur de Brest par le Duc de Bretagne Jean de Montfort, celui-là même qui a fait pendre quatorze ans plus tôt les cinquante otages de Morlaix aux murailles de la ville, s'emparent de l'île de Batz : « une flotte considérable constituée de mille hommes d'armes et trois mille archers » et « la ravagea par le feu après l'avoir toute pillée, il traita de même l'isle d'Ouessant aussi bien que celles de Ré, d'Oléron et plusieurs autres et donna la chasse à tous les Français et à tous les Bretons qui se mirent en défense ».

### Temps modernes
Au XVIIe siècle, les hommes sont tous marins et les femmes travaillent la terre. Une école des filles est attestée à l'île de Batz en 1664.
Michel Le Nobletz vint y prêcher vers 1614 et Julien Maunoir y vint également.

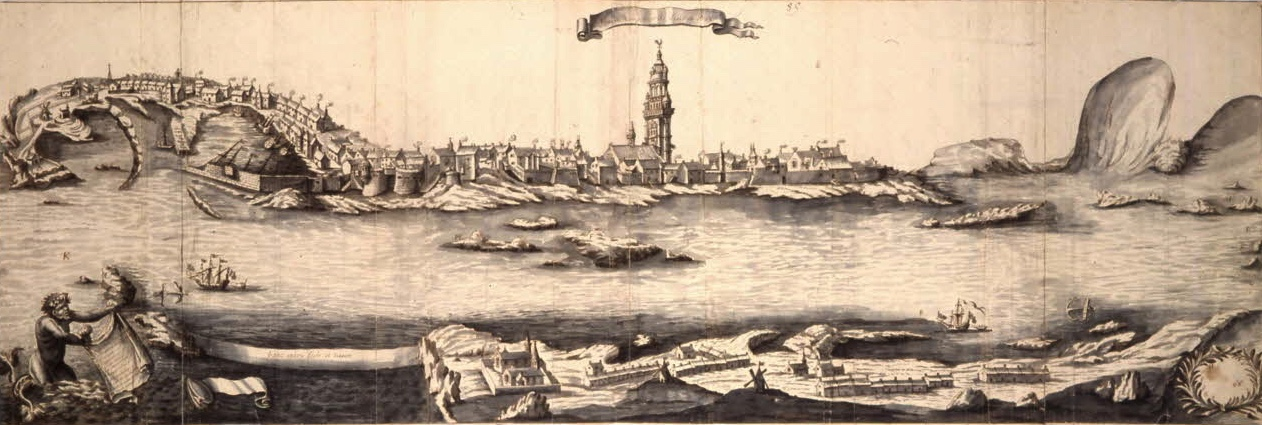
Roscoff et l'île de Batz séparées par le chenal,
publiée par Christophe-Paul de Robien, vers 1756.

La guerre de Sept Ans ferme de nouveau, comme durant le terrible règne de Louis XIV, le commerce avec l'Angleterre et les Cornouailles voisines. Après la bataille de Saint-Cast, en 1758, même le « smugglage » devient périlleux. Toutefois les armateurs de Honfleur et de Fécamp continuent d'envoyer chaque année des navires pêcher le maquereau, qui abonde au large de Batz et fait la réputation de toute la Bretagne
Au début des années 1770, les pêcheurs de l'île sont ruinés par la disparition soudaine et inexpliquée de cette « fortune de mer » et l'économie locale en est irréversiblement bouleversée. Dès avant la Révolution, l'île suit le mouvement de réorientation initiée par le dernier comte évêque Jean-François de La Marche de ce qui deviendra la Ceinture dorée vers le maraîchage.
La cure de l'île de Batz était en 1786 l'une des plus pauvres du diocèse de Léon avec moins de 300 livres de revenu, pas plus que la portion congrue à cette date.
Cette activité agricole nouvelle soutient un temps le cabotage, mais à la fin du XIXe siècle, avec le développement du chemin de fer subventionné par le Second Empire, l'île perd la vocation maritime qui avait fait son histoire.

### Révolution française et Empire

#### Doléances de 1789
Le cahier de doléances de l'Île-de-Batz, rédigé le 3 avril 1789 contient notamment le vœu suivant : « Que dans l'isle de Bas, il ne soit permis de faire aucun défrichement dans les parties de tout temps incultes, que dans les nouveaux défrichements faits dans le terrien afféagé par l'évêque de Léon, seigneur du fief, et le séminaire de Léon, propriétaire, soient abandonnés et laissés libres pour y sécher le goesmon, seul chauffage de l'isle qui ne produit aucune espèce de bois. (...) ».
« Lisle de Bas est seule propprietaire des gouëmons qui l'entourent (...) c'est le sel engré et unique combustible qu'elle possède. Il sert, séchée, au chauffage des fours et a la cuisson et préparation de leurs nourriture, de temps immémorial on a laissé dans lisle des terrains vague pour les sécher » lit-on dans leur cahier de doléances.
Une pétition signée par la majorité des habitants de l'île demande  « que les terres défrichées depuis 10 à 12 ans soient remises dans leur premier état pour sécher le goémon ou varech ».
Leur cahier de doléances rappelle aussi que l'île « est propriétaire des gouëmons qui l'entoure, [que] plusieurs arrêts émanés du Parlement de Bretagne lui en attribue seule la propriété ».

#### Trémintin, dit «le chevalier de l'île de Batz»
Né à l'île de Batz le 17 février 1778, Yves Trémintin a déjà un important passé de marin, militaire mais aussi au commerce et à la pêche, lorsqu'il se retrouve second de Hippolyte Magloire Bisson, sur le Panayoti, un brick pris aux pirates grecs. Isolé après une tempête le navire est attaqué par un grand nombre de pirates. Bisson, blessé, décide de faire exploser le bateau, Trémintin reste à bord mais il n'est pas tué mais gravement blessé par l'explosion. Rapatrié en France il raconte l'acte héroïque de Bisson et hospitalisé au Val de Grâce. Il est fait chevalier de la Légion d'honneur par Charles X qui le fait accéder au grade d'enseigne de vaisseau avec exceptionnellement une solde a vie. Son retour à l’île de Batz est triomphal, affectueusement il est désormais surnommé Le Chevalier du fait de sa décoration. Après avoir construit une maison, s'être marié et avoir eu une fille, il meurt quelques années plus tard, le 3 juin 1862 à l'âge de 84 ans.

#### L'assassinat du maire de l'Île-de-Batz en 1808
Le 17 novembre 1808, le maire de l’Île-de-Batz, Philippe Robin, disparaissait sans laisser de traces. Hormis son signalement au préfet, l’affaire fit peu de bruit en dehors de l’île où l’on s’empressa de l’oublier. Neuf ans plus tard, pourtant, le tribunal civil de Morlaix accréditait la thèse de l’assassinat en s’appuyant sur le témoignage non vérifié de trois marins îliens libérés des geôles anglaises, incriminant des soldats de l’armée du général Junot en casernement sur l’île. La découverte de sources inédites a permis récemment d'en savoir plus.

### Époque contemporaine
Un phare est construit en 1836 dans la partie ouest de l'île. À la pointe sud-ouest de l'île, le fort du Chenal est construit en 1862. Et c'est en 1865 que l'Île-de-Batz est reliée télégraphiquement au continent, grâce à un câble venant de la pointe de Roscoff.
En août 1894, un réseau de distribution d'eau potable ouvre à l'Île-de-Batz.

#### Les îliens et les naufrages
Pitre-Chevalier écrit en 1847 : « Ces bons îliens [de l'Île de Batz]  supplient la mère de Marie de faire échouer beaucoup de navires sur leurs côtes, afin qu'ils puissent en dépouiller les morts ».
À la fin de février 1889 le trois-mâts Vendée, qui se rendait à Brest avec un chargement de vin, désemparé par une violente tempête évita de justesse les rochers de l'ouest de l'île (« Toute la population de l'île était là, haletante, faisant des signaux désespérés, et pensant voir à tout instant le trois-mâts s'engloutir »), mais s'échoua entre deux roches en direction de l'île de Sieck ; tout l'équipage périt.

#### La récolte du goémon

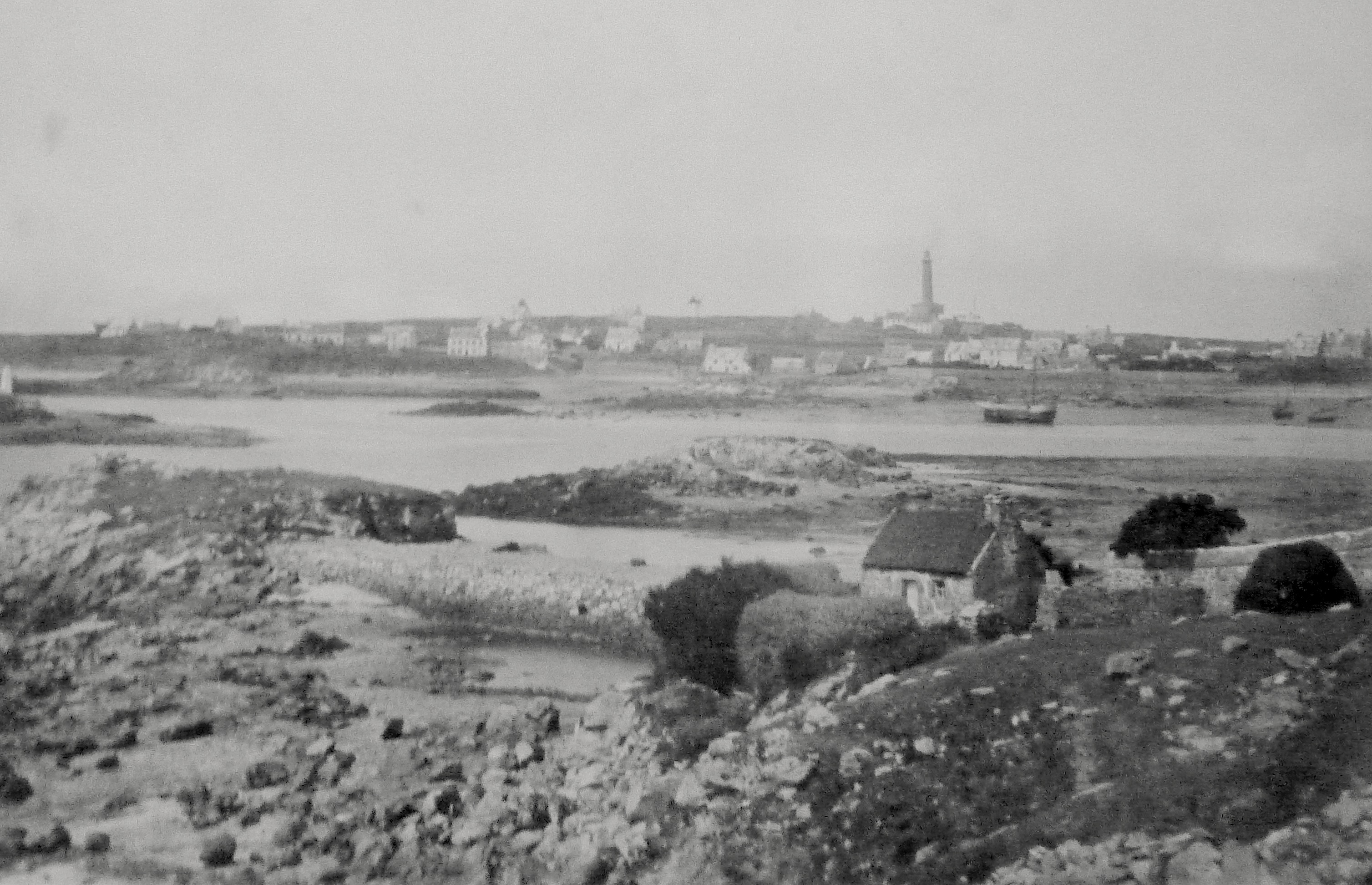
L'île de Batz en 1873 (photographie de Jules Duclos, Musée de Bretagne).

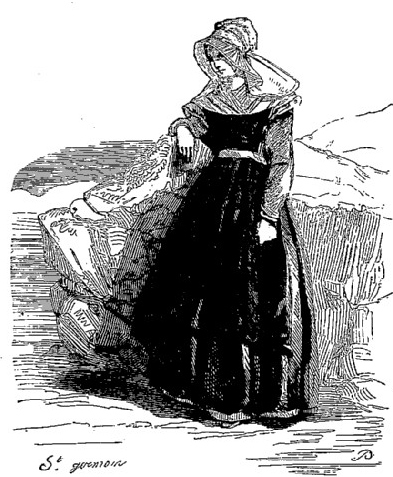
Îlienne de Batz vers 1878 (dessin de Saint-Germain).

La récolte et le brûlage du goémon était pour les habitants de l'île de Batz une activité importante comme en témoigne ce texte du milieu du XIXe siècle:

« Les habitants de l'Île de Batz et de la presqu'île de Callot récoltent le goémon qu'ils font sécher et l'emploient pour les besoins domestiques en guise de bois de chauffage. Les cendres qui en proviennent, et qu'ils conservent avec le plus grand soin, sont livrées au commerce agricole, mais elles ne sont jamais pures. Elles se trouvent mélangées à de la cendre provenant de la combustion de bouses de vache, que les habitants des côtes font sécher au soleil et qu'ils emploient ensuite comme combustible. Les cendres de goémon les moins mélangées, et par conséquent celles qui sont le plus estimées et recherchées, sont celles qui proviennent de l'île de Batz. Celles de la presqu'île de Callot sont moins pures ; elles sont mélangées à une grande quantité de terre noirâtre que produit la presqu'île et qui en diminue et la valeur et la propriété. Les cendres de goémon ou de varech se vendent sur les marchés de Morlaix et de Penzé, vers la fin de mai et le commencement de juin, aux cultivateurs des cantons de Sizun et de Saint-Thégonnec qui en font un grand usage pour leurs blés noirs. »

Ils s'en servaient aussi pour la nourriture des animaux : « À l'île de Batz, à Plouescat et au Passage en Plougastel, il résulte que les chevaux, les vaches et même les porcs se montrent friands d'une espèce de goémon appelé en breton Bezin trouc'h ("goémon de coupe"). (...) [Une autre espèce], Bezin telesk, (...) sert aux Iliens pour la fabrication d'une tisane qu'ils regardent comme souveraine contre les affections de poitrine ».

#### La querelle des inventaires en 1906
En réponse à une enquête épiscopale organisée en 1902 par François-Virgile Dubillard, évêque de Quimper et de Léon en raison de la politique alors menée par le gouvernement d'Émile Combes contre l'utilisation du breton par les membres du clergé, le recteur de l'Île-de-Batz écrit que le breton étant « la langue usuelle de toutes les familles à l'île », parmi les enfants « plusieurs n'entendent rien au français et tous savent fort bien le breton ».
L'inventaire des biens d'église se déroule à l'Île-de-Batz le 4 décembre 1906 :

« L'inventaire de l'île de Batz vient d'avoir lieu. De violents incidents s'y sont produits. Le préfet du Finistère, accompagné du sous-préfet de Morlaix, dirigeait les opérations. Les troupes, embarquées sur le  Titan à  Roscoff, à 7 h, ont débarqué sans incident. À l'arrivée des troupes ayant à leur tête le préfet et deux commissaires de police, un cri unanime de « Vive la liberté ! » retentit et se prolonge tout le temps que le préfet parlemente pour obtenir la dispersion de la foule des habitants massés autour de l'église. Malgré les sommations, personne ne bouge. Le préfet ordonne aux gendarmes de déblayer la place. Un violent corps à corps s'engage et d'épouvantables bagarres se produisent. Certains gendarmes agissent avec une grande brutalité : les coups pleuvent, des pierres, de la terre, sont lancés aux gendarmes dont plusieurs sont blessés. (...) Pendant ce temps, de multiples arrestations sont opérées et, après de violents efforts, la foule, composée en grande partie de femmes (les marins étant absents), est refoulée dans les voies adjacentes et maintenue au large. Les sommations faites sans résultat, le préfet ordonne aux sapeurs du génie d'enfoncer la porte qui est solidement barricadée à l'intérieur, celle de la sacristie est aussi enfoncée. L'inventaire a lieu ensuite. L'arrestation de l'abbé Jules Moujeaux, prêtre libre de Ploufragan (Côtes-du-Nord), venu prêcher une Mission, qui avait, au cours des bagarres, été terrassé, très malmené, est maintenue. Les autres sont relâchés avant le départ de l'île. La femme Chapalain, 45 ans, mère de 15 enfants, eut la jambe droite cassée par un gendarme. Plusieurs manifestants ont également reçus des coups multiples pendant les charges. Une violente surexcitation régnait pendant les charges. Le retour s'est effectué sans autres incidents vers midi. Les mêmes gendarmes sont rentrés à Brest pour, de là, être dirigés vers Molène et Ouessant où l'inventaire des églises doit avoir lieu demain. »

Femmes de l'île de Batz au début du XXe siècle.
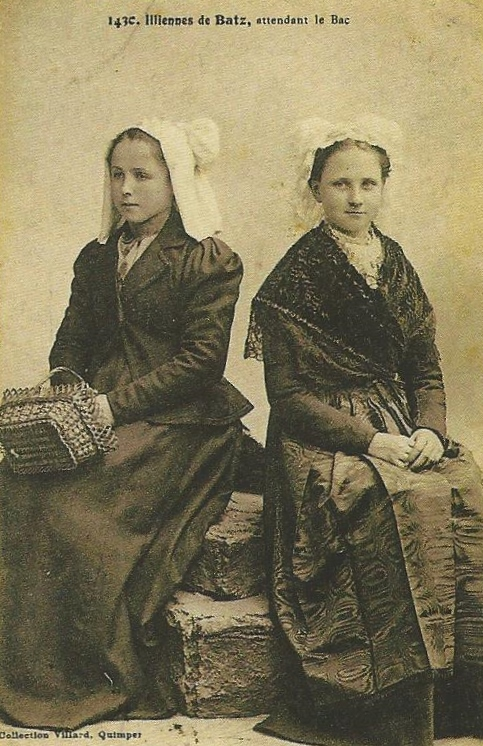
Jeunes.
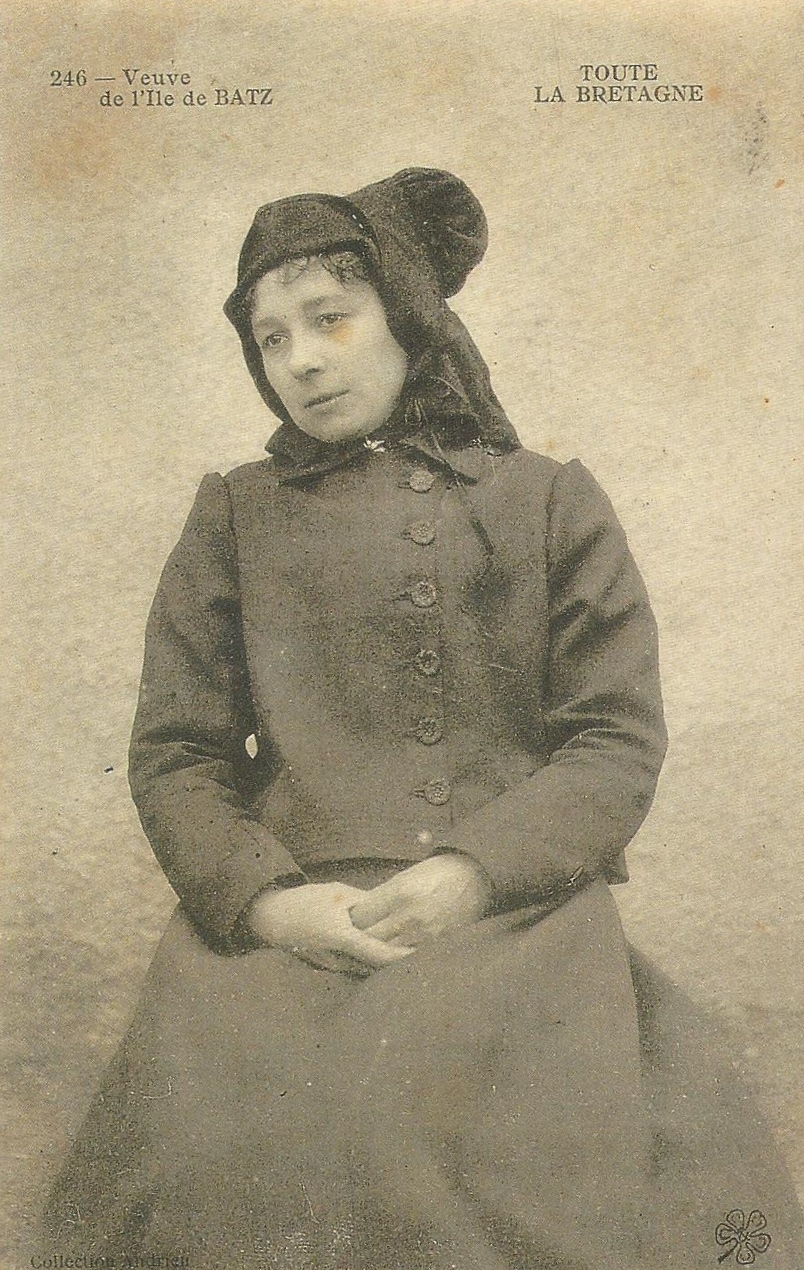
Veuve.
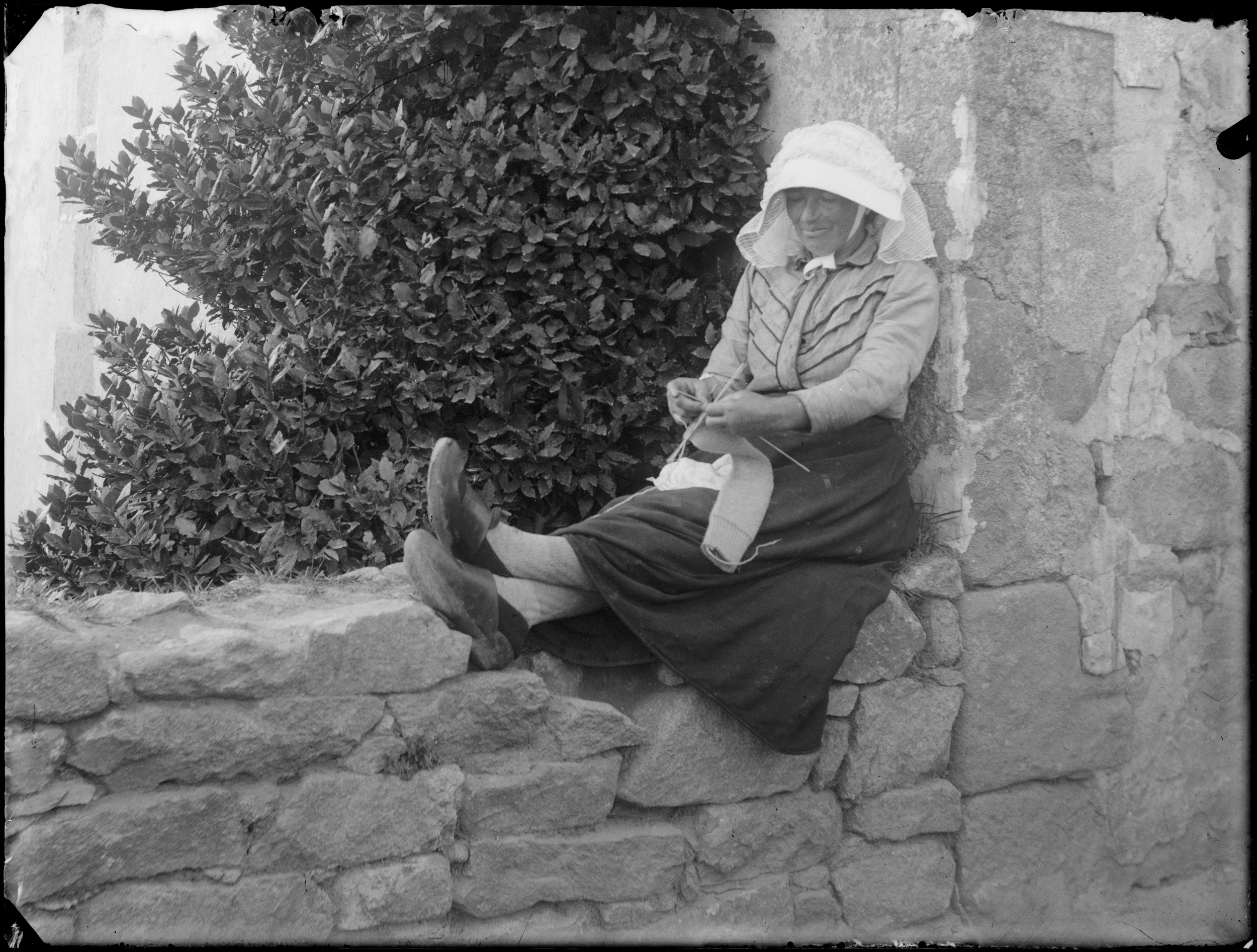
Femme de l'île de Batz, début du XXe siècle

#### La Première Guerre mondiale
Le monument aux morts de l'Île-de-Batz porte les noms de 32 soldats et marins morts pour la France pendant la Première Guerre mondiale ; parmi eux 3 au moins sont des marins disparus en mer (Baptiste Jacq et Ollivier Moal lors du naufrage du croiseur cuirassé Léon Gambetta le 27 avril 1915 ; Nicolas Gégot lors du naufrage du cuirassé Danton le 19 mars 1917) ; 4 au moins sont morts en Belgique (Jean Chapalain à Ham-sur-Sambre, Louis Tilizien à Dixmude, Philippe Cordier à Nieuport, tous trois dès 1914 ; Victor Diraison à Roesbrugge-Haringe en 1917) ; la plupart des autres sont décédés sur le sol français.

#### L'Entre-deux-guerres
Le Lichen caragheen était récolté dans les premières décennies du XXe siècle : en 1915, l'île de Batz en récolta 60 tonnes, devancé seulement par Plouguerneau (150 tonnes), Kerlouan et Plouescat (100 tonnes chacun), Ouessant et Santec (80 tonnes chacun).
Louis Cordier et Charles Le Guen, deux marins originaires de l'île de Batz, sont morts lors du naufrage du Pourquoi-Pas ? le 15 septembre 1936.
En 1938 la pose d'un câble électrique sous-marin dans le chenal séparant l'île du continent permit d'électrifier l'Île-de-Batz ».

#### La Seconde Guerre mondiale

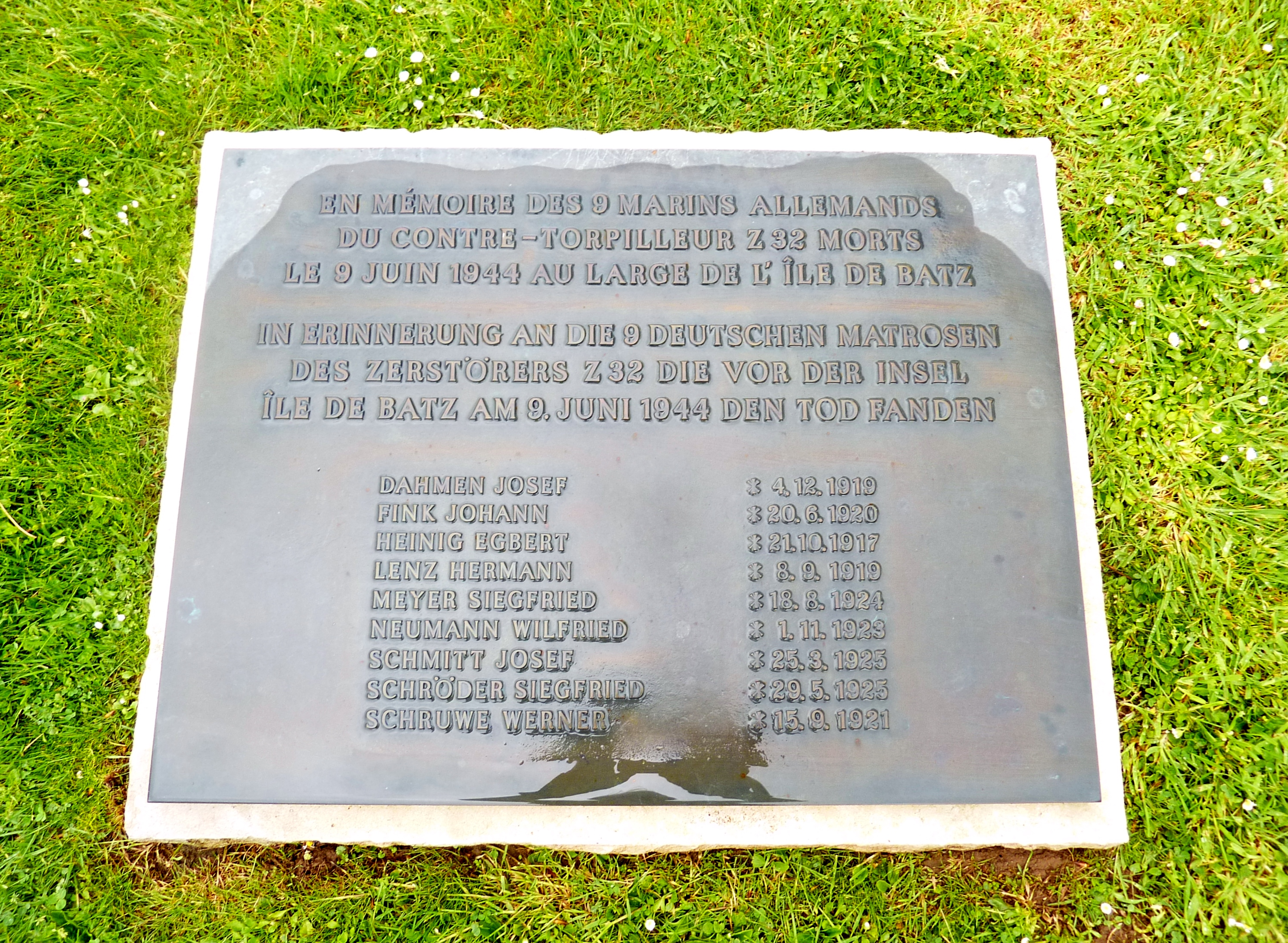
Plaque commémorative en la mémoire de 9 marins allemands péris noyés lors du naufrage du contre-torpilleur Z 32 le 9 juin 1944 au large de l'île de Batz (cimetière militaire allemand de Lesneven - Ploudaniel)

Le monument aux morts de l'Île-de-Batz porte les noms de 7 personnes mortes pour la France pendant la Deuxième Guerre mondiale ; parmi elles Jean Noël Simon, marin disparu en mer le 3 mai 1940 lors du naufrage du contre-torpilleur Bison en Mer de Norvège et Eugène Péran, quartier-maître timonier, mort le 19 mai 1940 à Dunkerque ; Henri Robin, second maître canonnier à bord du cuirassé Bretagne est mort le 3 juillet 1940 lors de l'Attaque de Mers el-Kébir.
En 1943, le fort du Chenal, situé à la pointe sud-ouest de l'île, est intégré à un ensemble fortifié du système de défense côtière de l'Allemagne nazie, le mur de l’Atlantique, en tant que Widerstandsnest (littéralement « nid de résistance » en allemand). Les unités de la Wehrmacht quittent les lieux le 7 août 1944 et dynamitent le fortin.
Le 9 juin 1944, pendant la bataille d'Ouessant, neuf marins allemands périssent lors du naufrage du destroyer Z 32 au large de l'île de Batz. Le 15 juin 1944, vers 21 h 30, deux vagues de 12 bombardiers chacune attaquent un destroyer allemand échoué sur le sable dans l'angle nord-ouest de l'île de Batz.

#### Depuis la Seconde Guerre mondiale
« C’est en 1974 que, pour la première fois, un agriculteur sème des carottes nantaises avec tunnel de protection. Son succès fait vite école et, depuis, les îliens s’essayèrent à toutes sortes de variétés : pommes de terre bien sûr, mais aussi endives, carottes, tomates, brocolis, persil et même courgettes ! (…) Les terres sont amendées par les algues et les désherbants peu utilisés ».
La distribution de l'eau courante est améliorée en 1972, avec la pose d'une canalisation sous-marine d'eau potable entre l'île et Roscoff. Ce nouveau service est géré en régie municipale par la commune. En 1985 un château d'eau est construit, puis la commune investit de nouveau pour améliorer l'assainissement avec la construction d'une station d'épuration située au Grannog en 1995. En 1997, une nouvelle canalisation, plus résistante, est posée en remplacement de celle de 1972.
C'est une îlienne, Jeanne Plassard qui crée, en 1994, la bibliothèque Les Milles feuillets.

## Politique et administration

### Commune et intercommunalités
L'Île-de-Batz fait partie de la Communauté de Communes Haut-Léon Communauté, dont les locaux se situent à Saint-Pol-de-Léon.

## Équipements et services publics

### Eau et déchets
Depuis 1972, l'Île-de-Batz est connecté au réseau de distribution d'eau potable du continent par l'intermédiaire d'une canalisation d'adduction sous-marine établie entre l'île et Roscoff. Depuis, la gestion du service de l'eau sur l'île est assuré par la commune en régie municipale. Depuis 2010, c'est la Communauté de communes du Pays Léonard qui gère le Service Public d'Assainissement Non collectif sur l'île.

### Enseignement
L'île comprend une école primaire publique ainsi qu'un collège.

### Postes et télécommunications
Le bureau de poste est situé rue neuve. Il est ouvert du lundi au vendredi, de 9h à 12h et de 13h30 à 15h00, il est fermé les samedis et dimanches.

## Population et société

### Démographie
L'évolution du nombre d'habitants est connue à travers les recensements de la population effectués dans la commune depuis 1793. Pour les communes de moins de 10 000 habitants, une enquête de recensement portant sur toute la population est réalisée tous les cinq ans, les populations de référence des années intermédiaires étant quant à elles estimées par interpolation ou extrapolation. Pour la commune, le premier recensement exhaustif entrant dans le cadre du nouveau dispositif a été réalisé en 2005.

En 2022, la commune comptait 457 habitants, en évolution de −1,51 % par rapport à 2016 (Finistère : +2,16 %, France hors Mayotte : +2,11 %).
| 1793 | 1800  | 1806 | 1821  | 1831  | 1836  | 1841  | 1846  | 1851  |
| ---- | ----- | ---- | ----- | ----- | ----- | ----- | ----- | ----- |
| 805  | 1 809 | 791  | 1 039 | 1 032 | 1 092 | 1 132 | 1 073 | 1 174 |

| 1856  | 1861  | 1866  | 1872  | 1876  | 1881  | 1886  | 1891  | 1896  |
| ----- | ----- | ----- | ----- | ----- | ----- | ----- | ----- | ----- |
| 1 119 | 1 210 | 1 167 | 1 148 | 1 175 | 1 206 | 1 177 | 1 184 | 1 286 |

| 1901  | 1906  | 1911  | 1921  | 1926  | 1931  | 1936  | 1946  | 1954  |
| ----- | ----- | ----- | ----- | ----- | ----- | ----- | ----- | ----- |
| 1 291 | 1 340 | 1 363 | 1 285 | 1 266 | 1 225 | 1 172 | 1 150 | 1 088 |

| 1962  | 1968 | 1975 | 1982 | 1990 | 1999 | 2005 | 2006 | 2010 |
| ----- | ---- | ---- | ---- | ---- | ---- | ---- | ---- | ---- |
| 1 059 | 956  | 807  | 744  | 746  | 575  | 594  | 606  | 507  |

| 2015 | 2020 | 2022 | - | - | - | - | - | - |
| ---- | ---- | ---- | - | - | - | - | - | - |
| 470  | 450  | 457  | - | - | - | - | - | - |

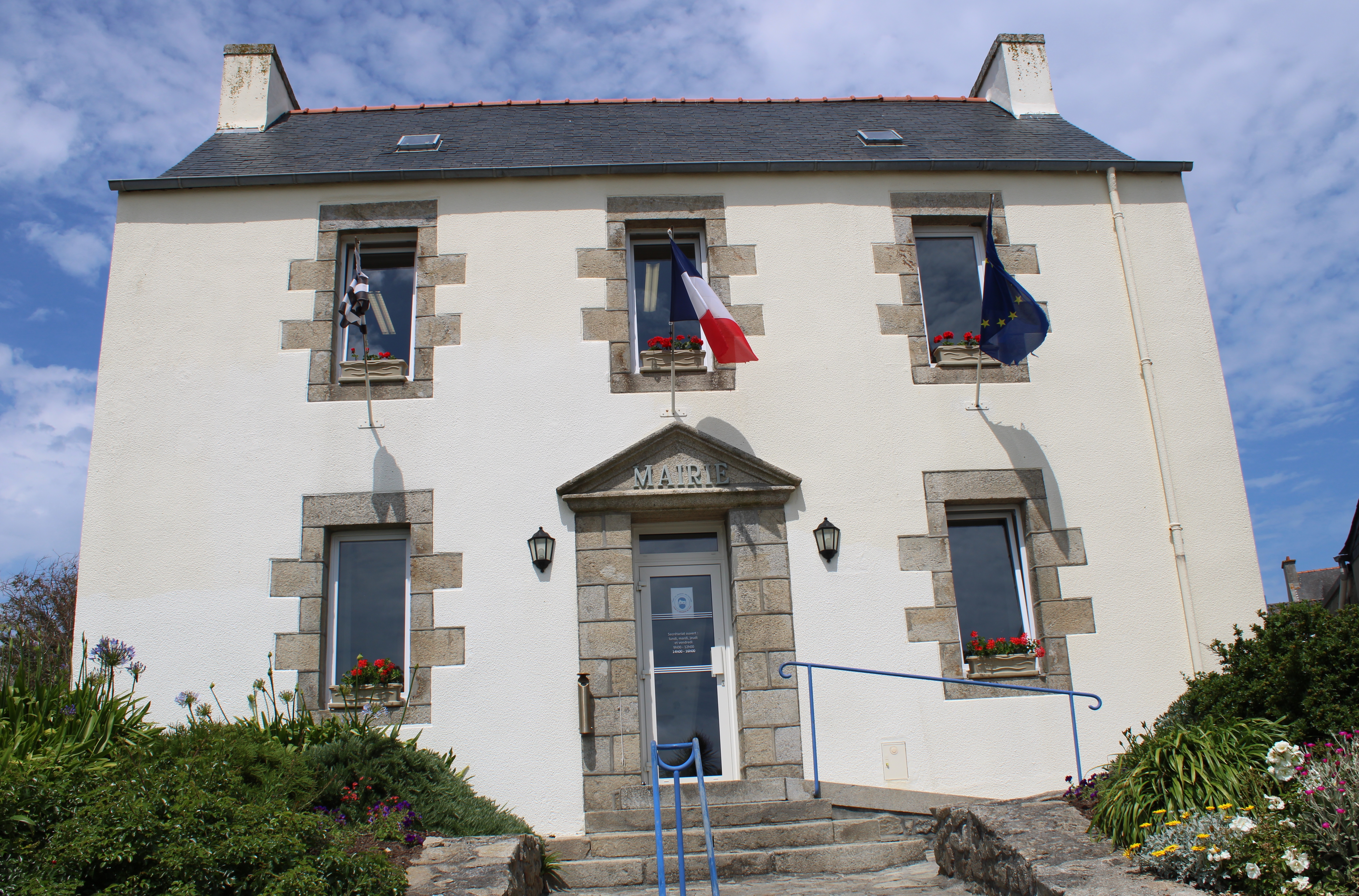
La mairie.

En 2018, selon l'Insee, 61,2 % des logements étaient des résidences secondaires à l'Île-de-Batz.
En raison de la tradition d'endogamie qui s'explique par sa situation insulaire, sept noms de famille sont répandus à Batz  (Cabioch, Seïté, Glidic, Créach, Diro, Tanguy et Le Saout) et leurs membres possèdent traditionnellement la quasi-totalité de l'île.

### Manifestations culturelles et festivités

#### Sports et loisirs
- Le semi-marathon de l'île de Batz (le premier week-end de juillet).

#### Cultes
- La procession de Sainte-Anne (le dernier week-end de juillet).
- La bénédiction de la mer, fête des bateaux (le 15 août).

## Économie

### Entreprises et commerces
Dans les années 1990, l'activité principale de l'île est toujours dominée par l'agriculture. En 1997, environ quarante familles vivent de leur production de légumes. Cette culture mobilise 139 ha, à comparer aux 168 ha de terres cultivées sur l'île. L'agriculture demeure active en 2020 à l'Île-de-Batz : 18 exploitations agricoles sont encore présentes, se partageant 120 hectares de surface agricole utile et pratiquant le maraîchage.

## Culture locale et patrimoine

### Lieux et monuments
Chapelle Sainte-Anne de l'Île-de-Batz : classée au titre des monuments historiques par arrêté du 30 juillet 1980, la chapelle Sainte-Anne est un oratoire, créé vers 1860, dans les ruines de l'ancienne église Saint-Paul dont l'origine remonte au Xe ou XIe siècle. Elle est située face à l'anse de Pénity. Un pardon à sainte Anne, patronne de la Bretagne, y est célébré tous les ans en juillet.

Les ruines de l'ancienne église
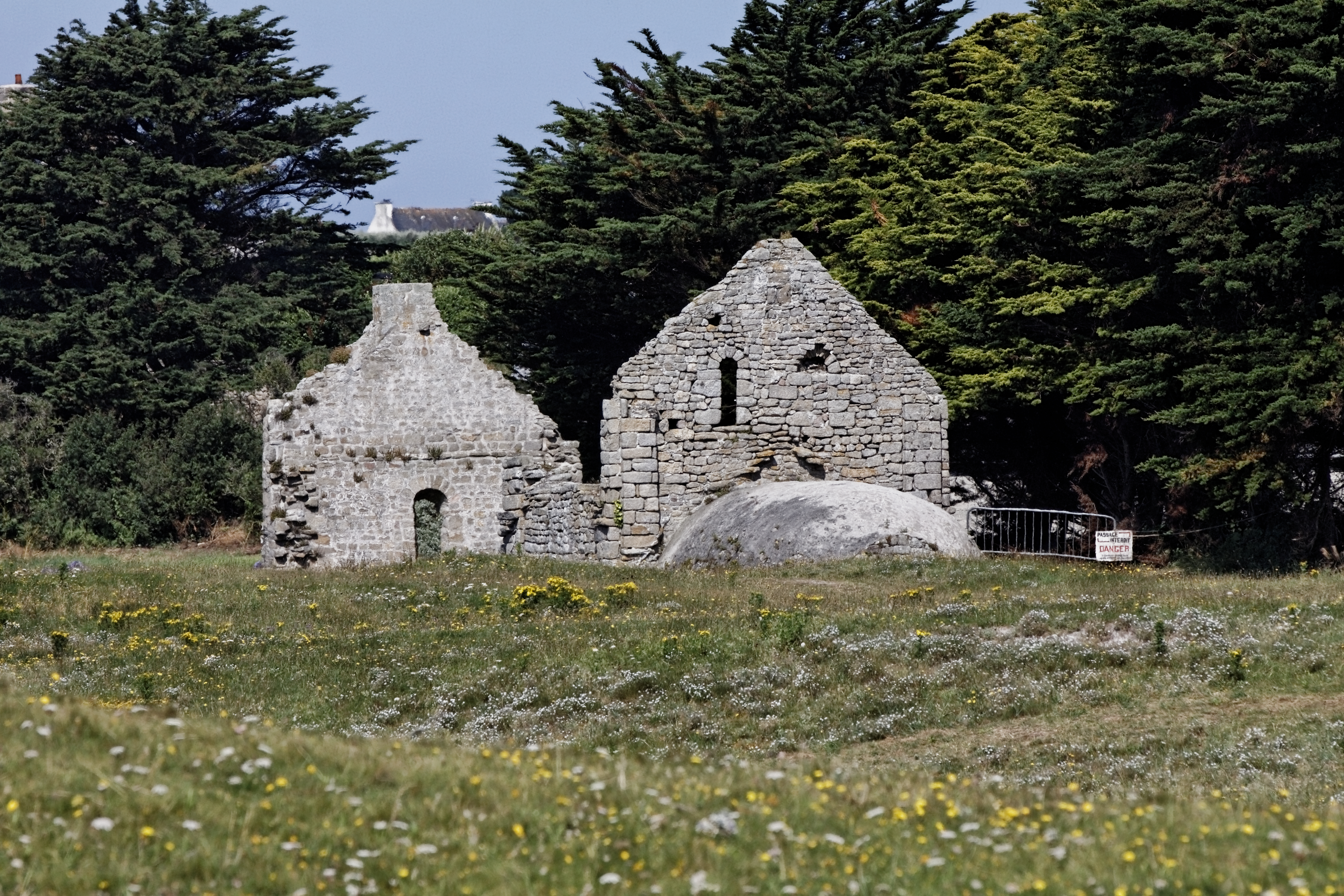
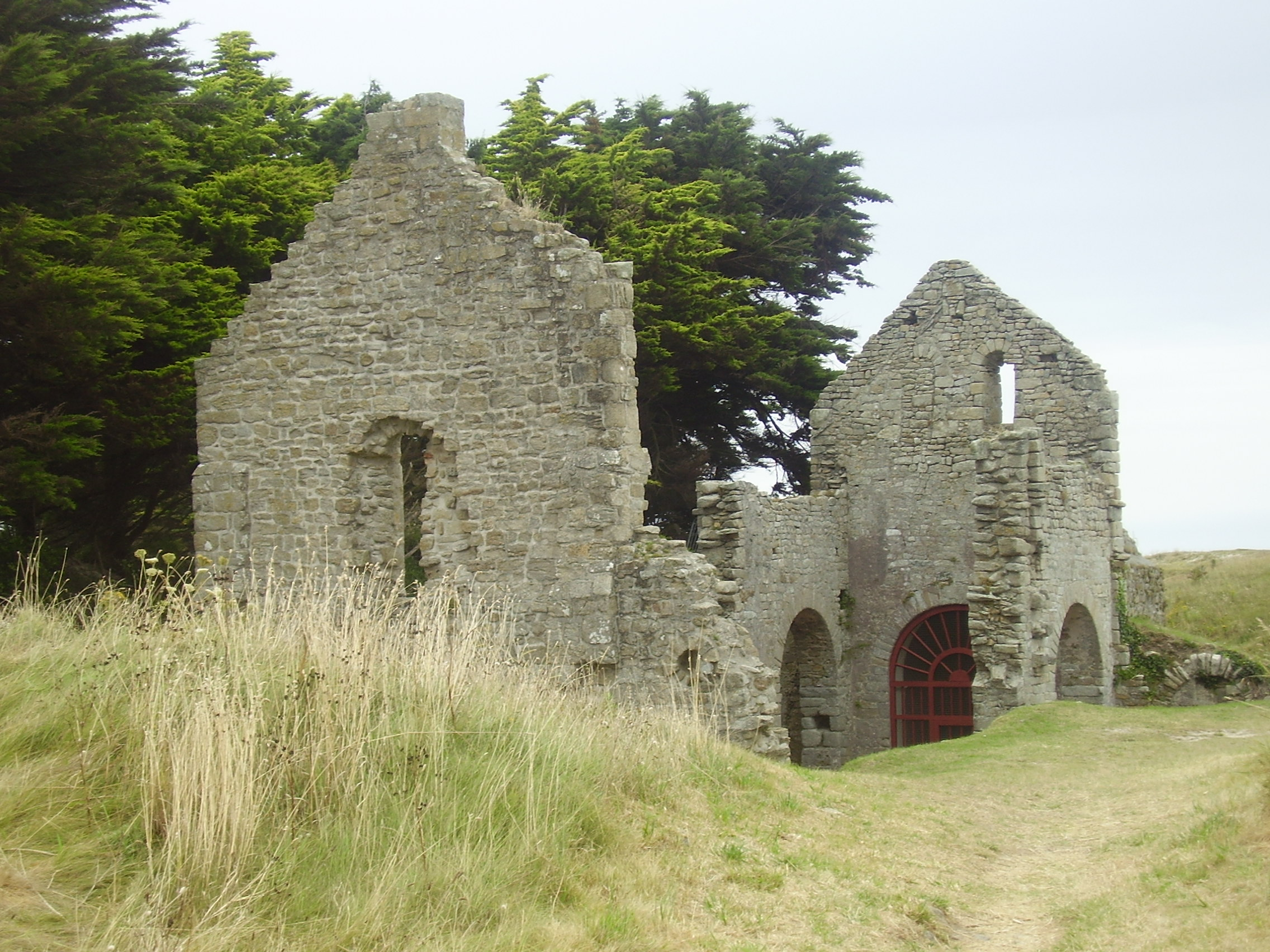
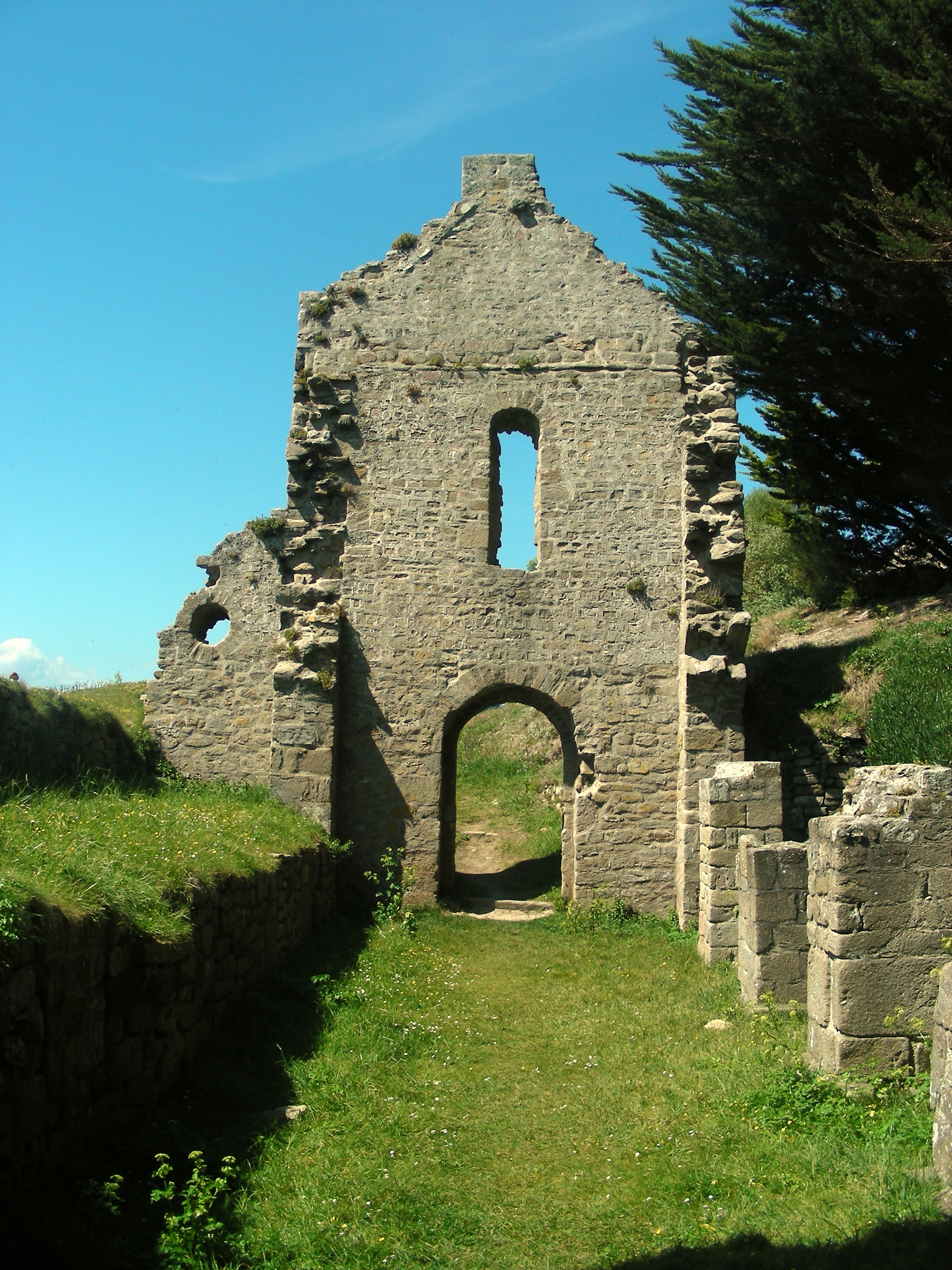

Église Notre-Dame-du-Bon-Secours : sur le site, de l'église actuelle, est construit, au XVIIe siècle à l'initiative de Mr Jacobin de Keramprat doyen des chanoines de Saint-Pol-de-Léon, une chapelle appelée Notre-Dame-de-Bon-Secours. Elle est réquisitionnée pour un usage militaire, une caserne, de 1794 à 1798. Redevenue un lieu de culte en 1804, elle remplace alors l'église Saint-Paul en partie détruite par les militaires. Trop petite elle est agrandie en 1809 et consacrée en 1810. Un cimetière est créé autour avant d'être déplacé à son emplacement actuel vers 1863. Trop petite pour accueillir la population de l'île elle est détruite en 1873 pour être remplacée par l'église actuelle.
L'église paroissiale actuelle, est un édifice de style néo-roman, du aux « plans de l'architecte Edmond Puyo de Morlaix ». Une date gravée indique qu'elle est consacrée en 1875.
Elle conserve l'étole dite de Saint-Pol, tissu oriental datant du VIIe siècle. Elle abrite dans le chœur une statue de la Vierge du XIVe siècle et un saint Paul Aurélien en bois du XVIIe siècle.

L'église de l'Île-de-Batz
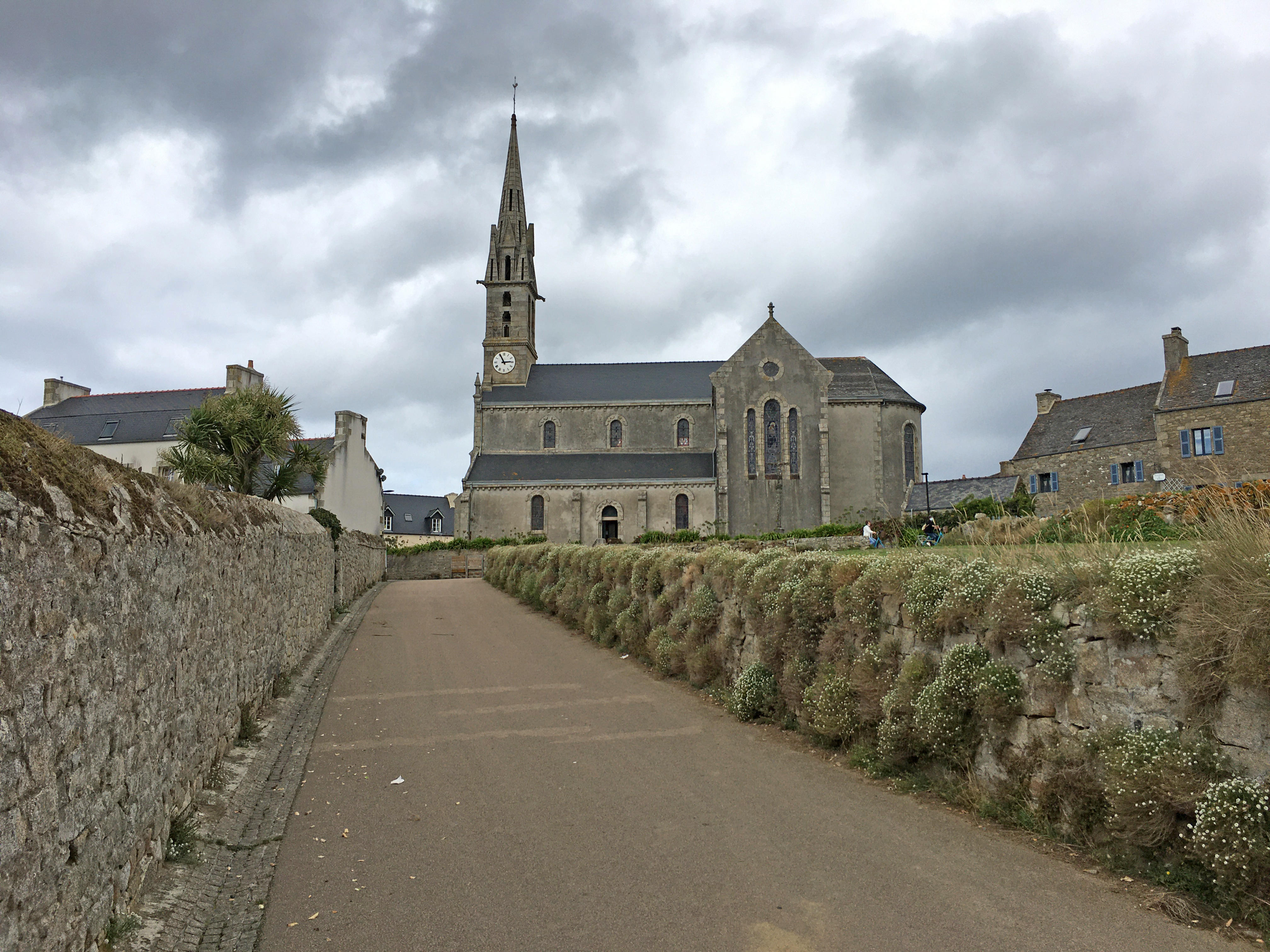
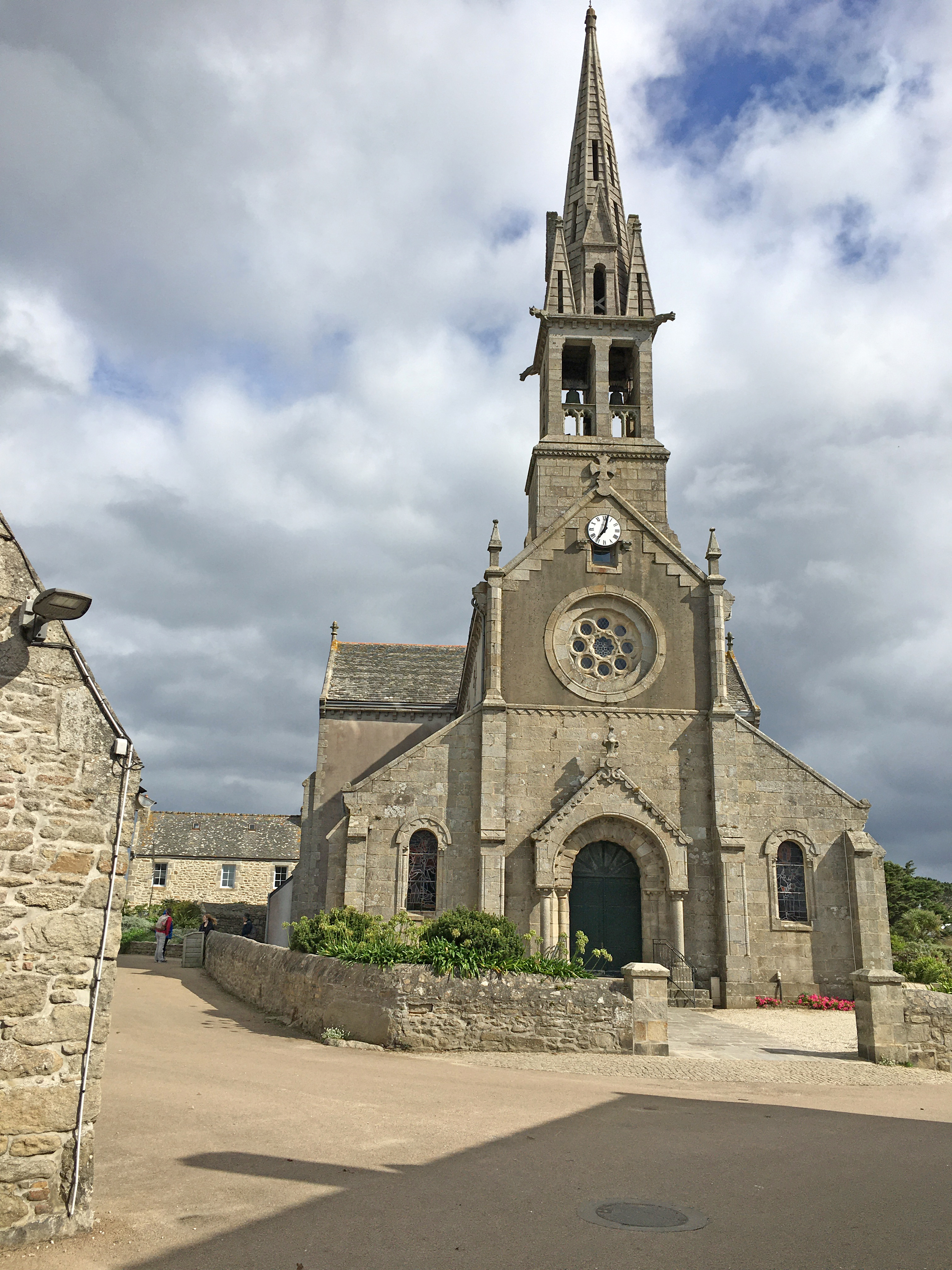
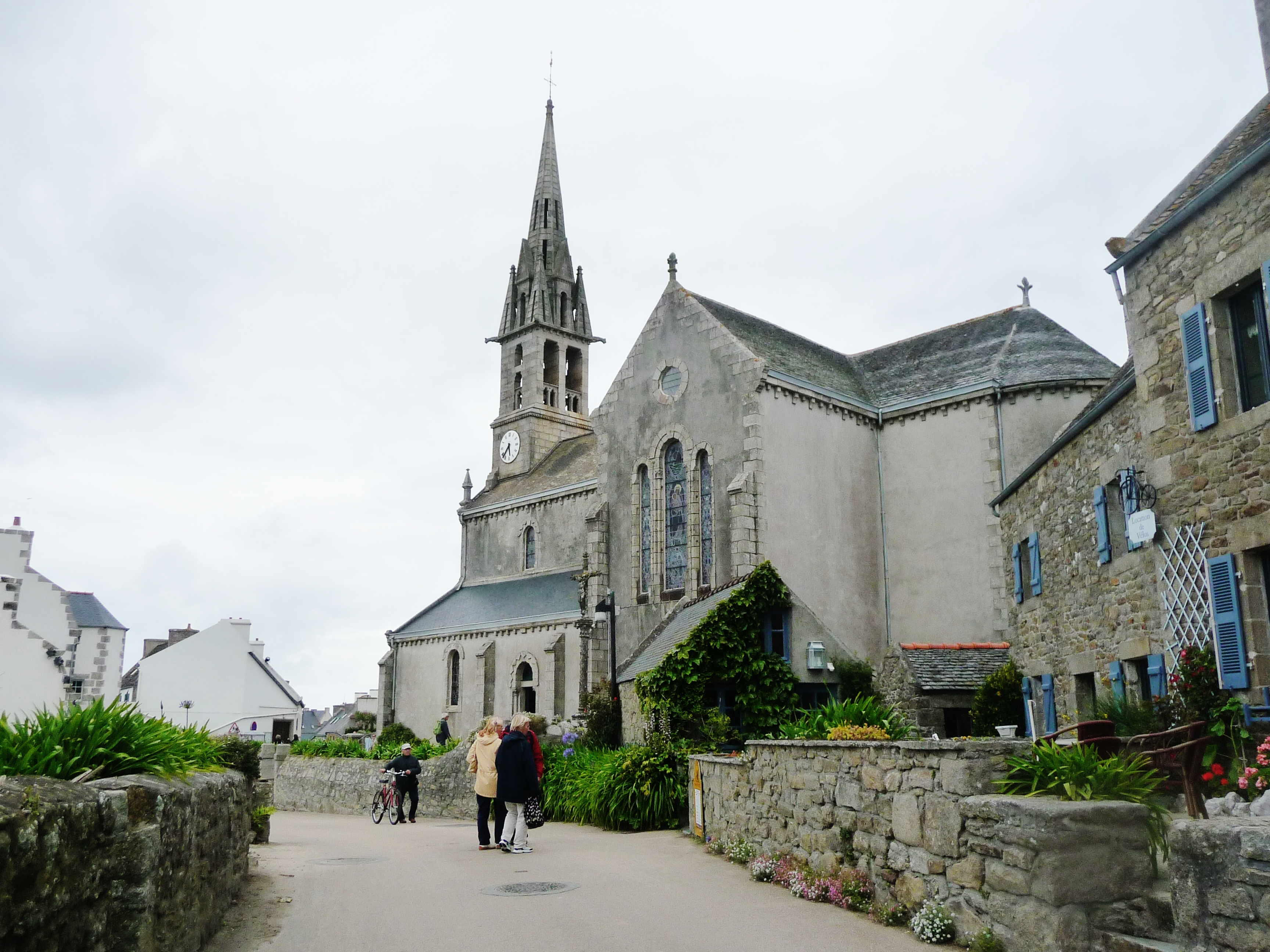
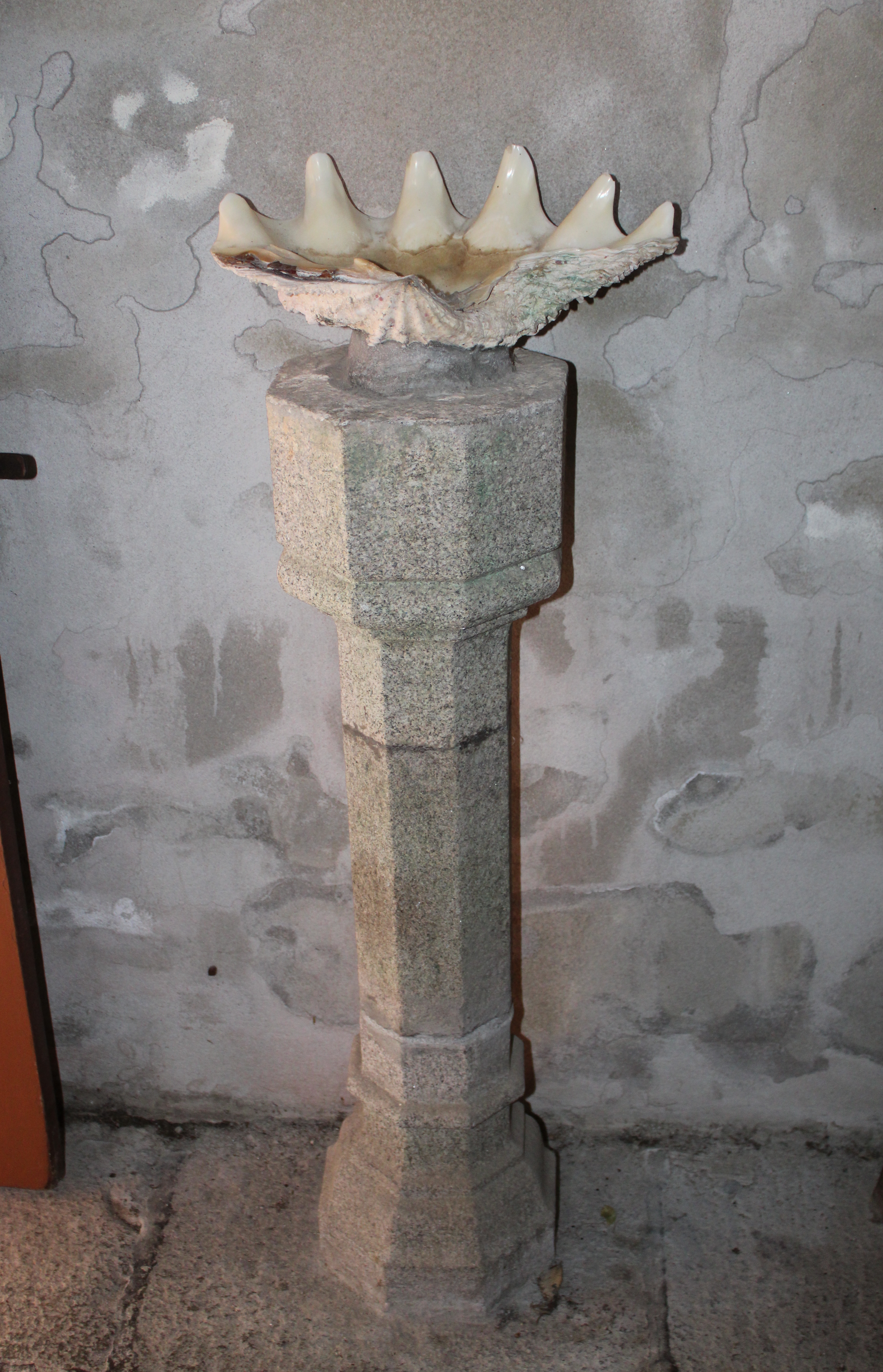
Le bénitier.
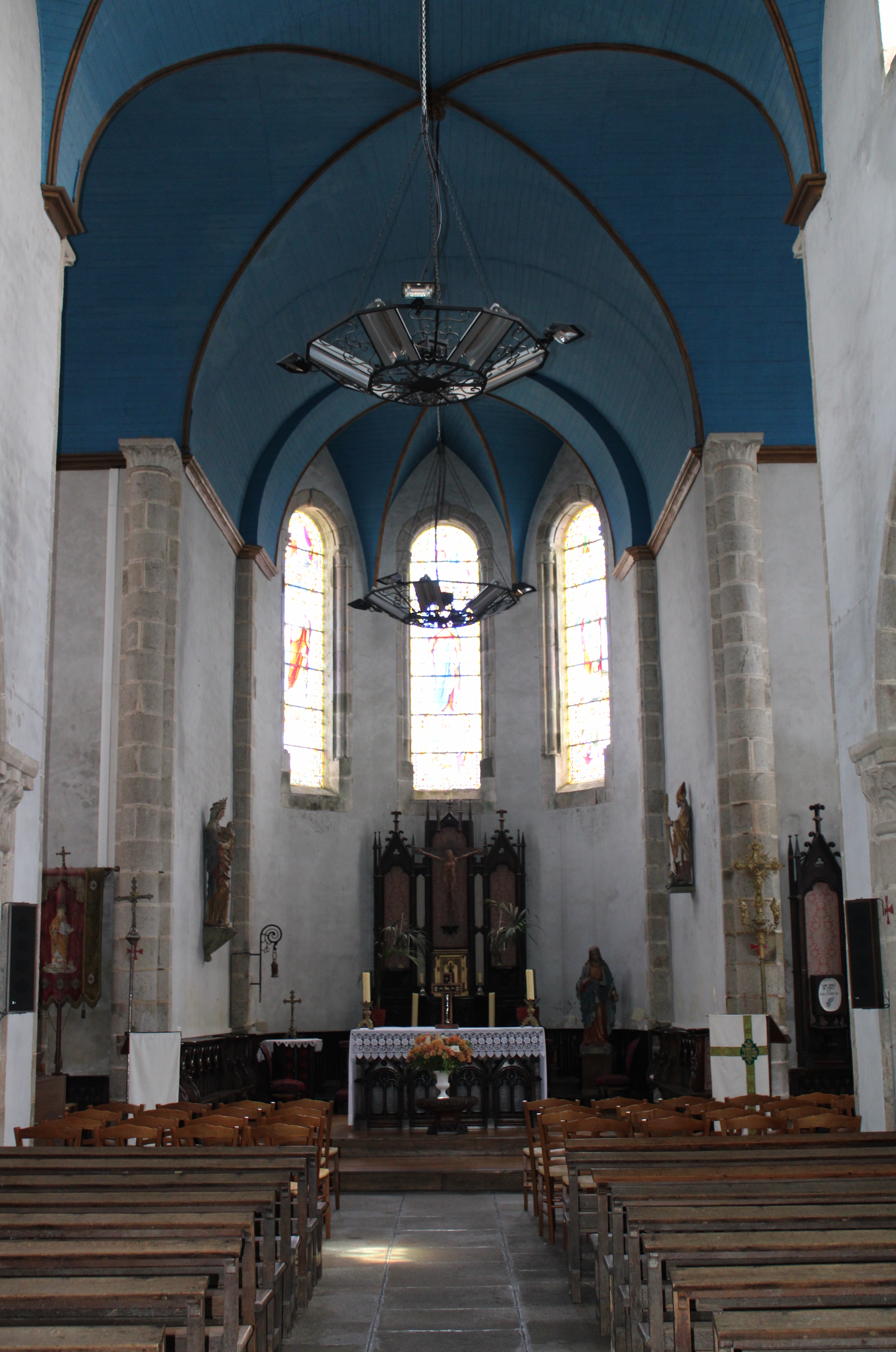
Le chœur.
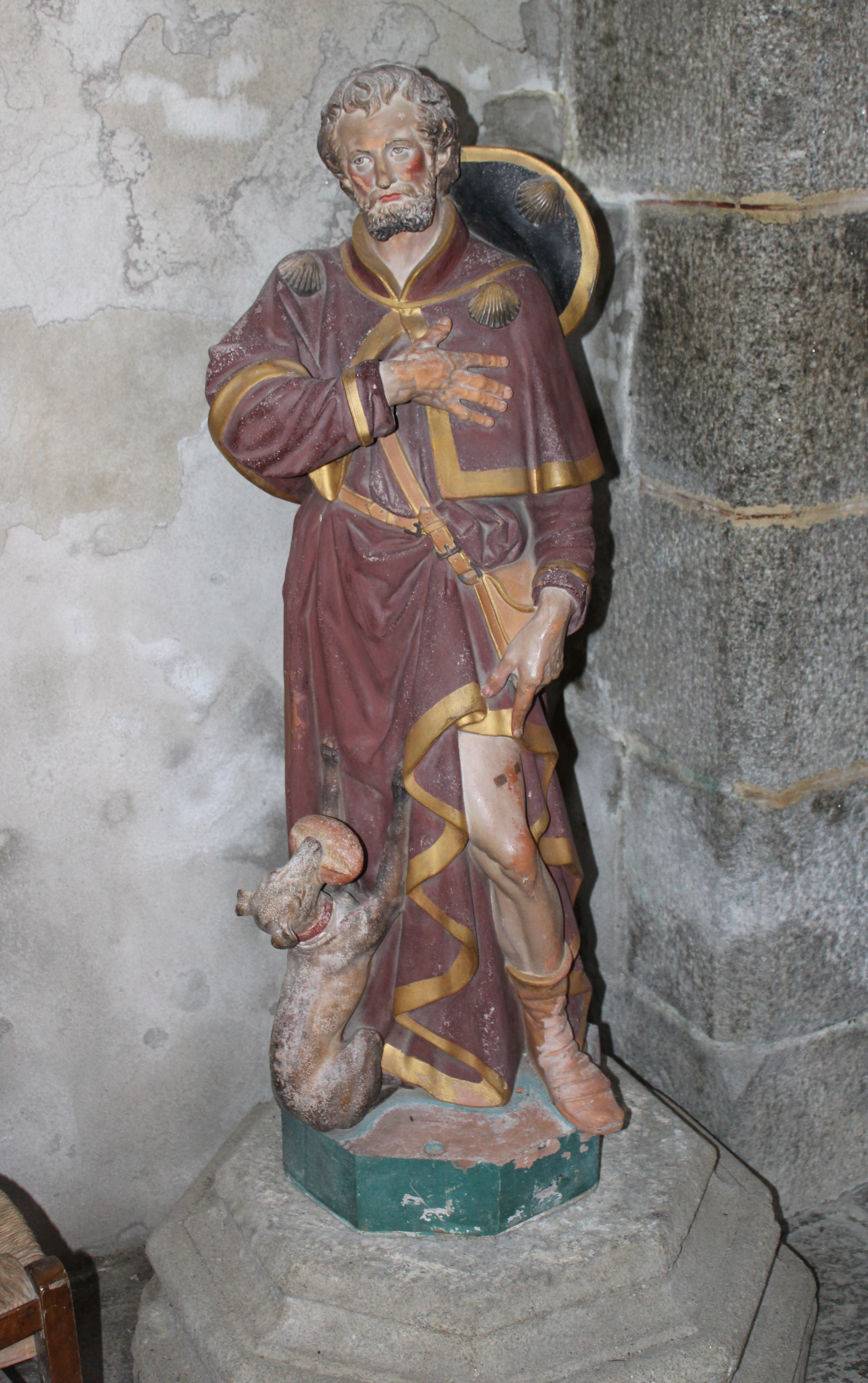
Statue de saint Roch.

Lavoir de Prat-ar-C'hanab : après la Révolution l'État prône la construction de lavoirs pour permettre l'accès des habitants à l'eau. Sur l'île, un premier projet de lavoir financé par la commune, en 1816, n'est pas concrétisé car des travaux d'urgence au presbytère sont prioritaires. C'est en 1834 que le projet redevient d'actualité, la décision est prise en conseil municipal, la somme allouée est de 1 050 fr. Il comporte une fontaine, se déversant dans un premier bassin, dont « l'eau clair est réservé à l'alimentation domestique », suivi d'un deuxième bassin de plus grande taille pour rincer le linge préalablement lavé dans les habitations. L'ensemble est réalisé en pierre de taille.
Encore utilisé à la fin des années 1950, le lavoir de Prat-ar-C'hanab est remis en état en 2015 par la jeune association Glad Enez qui y installe, en 2017, une plaque signalétique et explicative. À côté du lavoir il y a une réserve d'eau pour l'agriculture, traitée en étang avec des canards et des oiseaux de mer.

Fontaine, lavoir, étang et phare
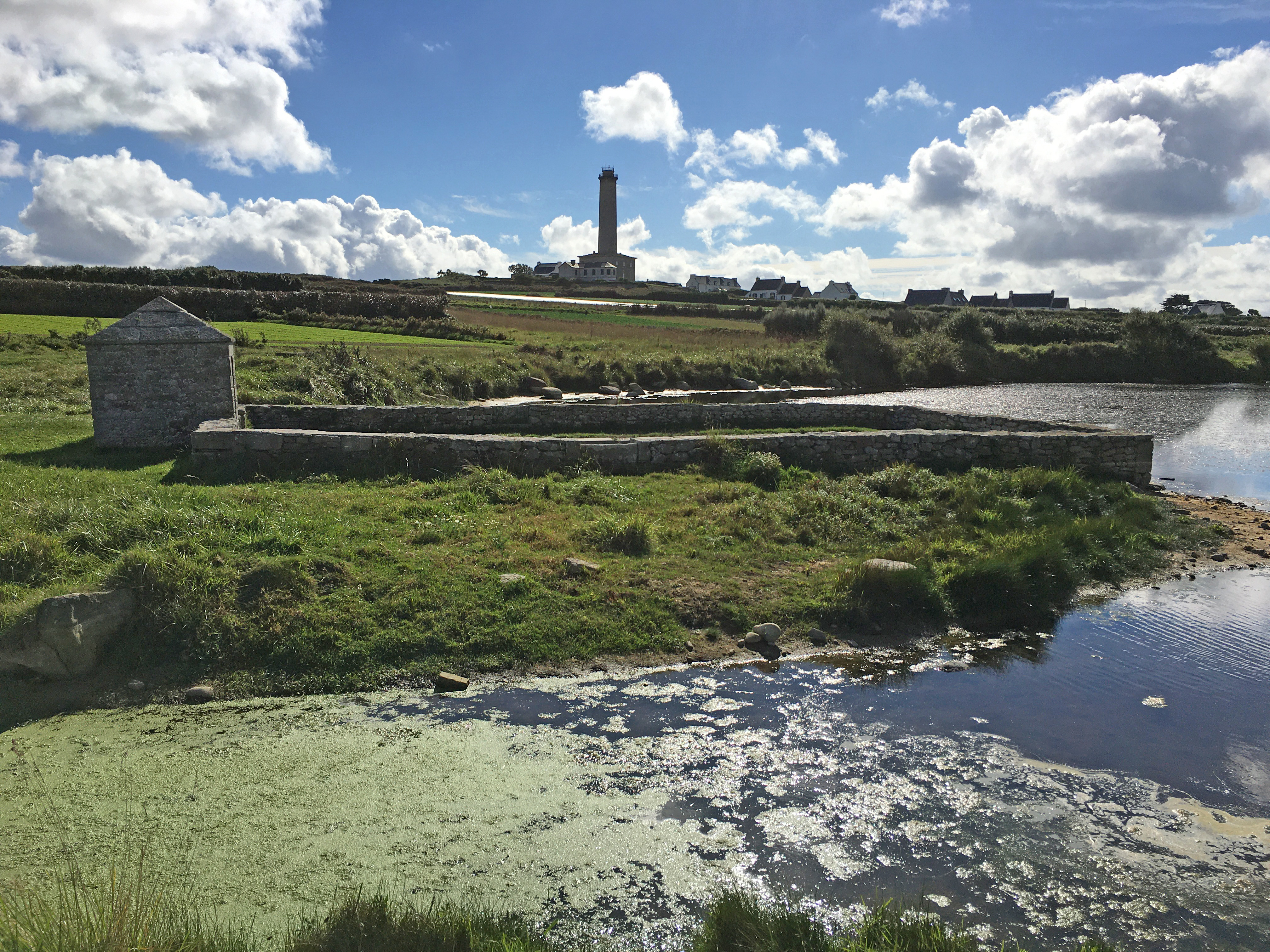
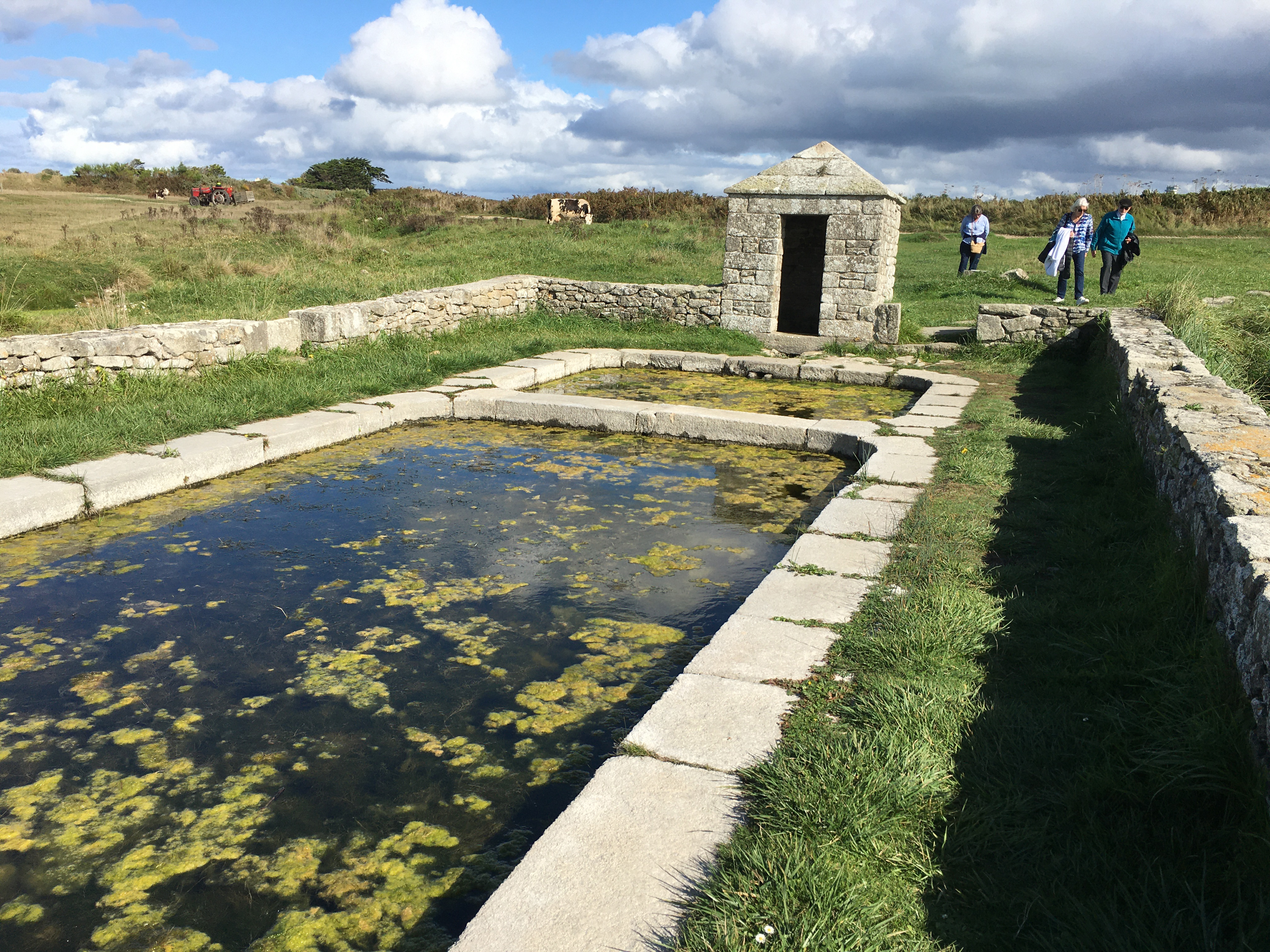
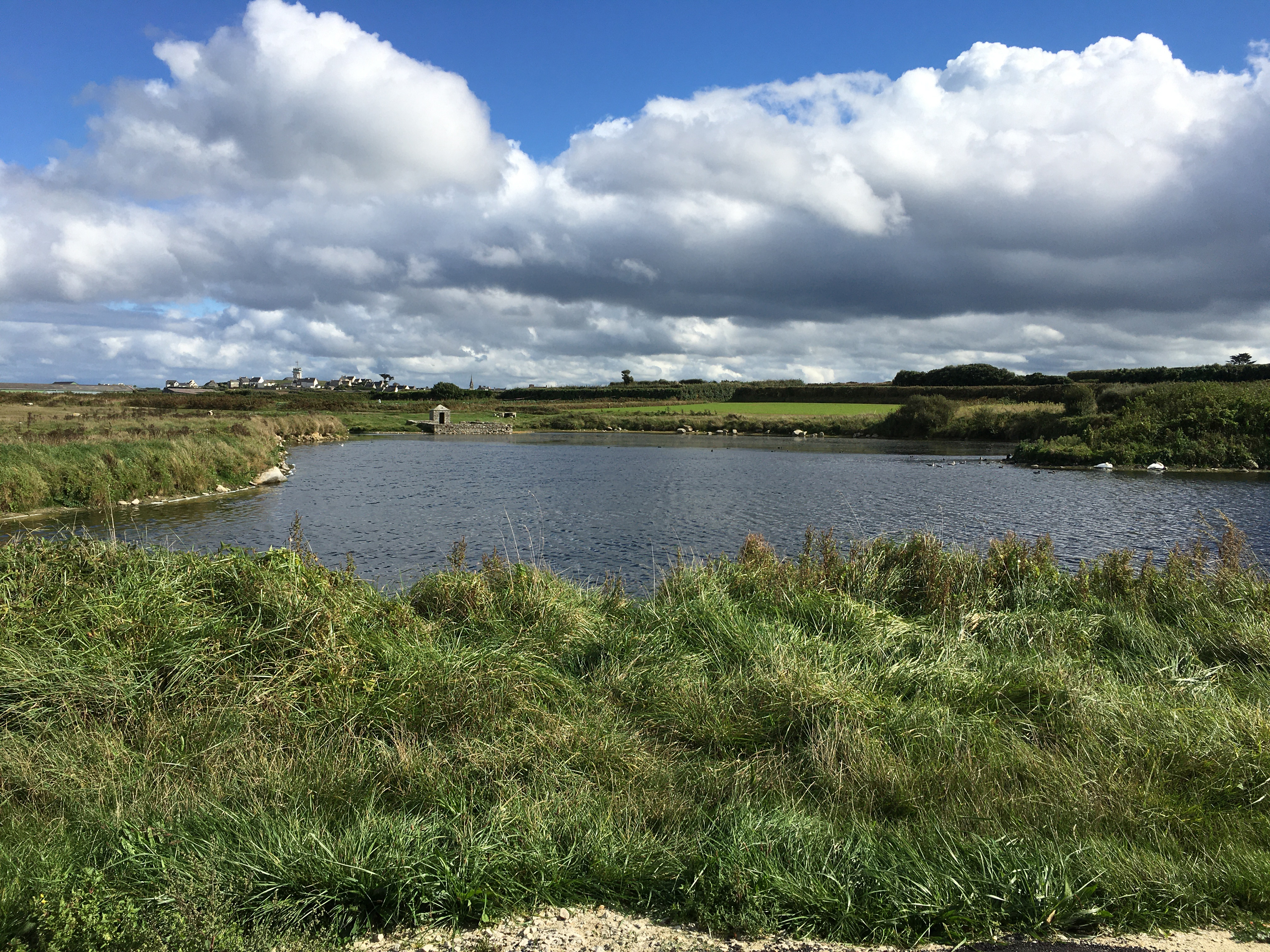

Jardin Georges Delaselle : en 1897, Georges Delaselle, assureur parisien, décida de créer au sud-est de l'île de Batz une véritable oasis subtropicale. À partir de 1918, il s'installa sur l'île et se consacra à sa passion : la botanique. Le climat lui permit d'acclimater de nombreuses plantes originaires des zones tempérées d'Afrique, d'Asie et d'Amérique. Ruiné et épuisé, Georges Delaselle vend sa propriété en 1937. Par manque d'entretien, le jardin disparaît peu à peu sous la végétation envahissante jusqu'en 1989, date à laquelle l'association « les amis du jardin G. Delaselle » entreprend la réhabilitation du domaine. Racheté en 1997 par le Conservatoire du littoral, le jardin abrite aujourd'hui une large collection de plus de 1 700 espèces originaires de tous les continents, dont une rare collection de palmiers. Son climat extrêmement doux (2 jours de gel par an au maximum) a favorisé l'acclimatation des espèces, on y trouve de très nombreuses essences exotiques. Le jardin Georges Delaselle est ouvert au public d'avril à novembre tous les jours, à des heures différentes en fonction des périodes de l'année.

Jardin Georges Delaselle
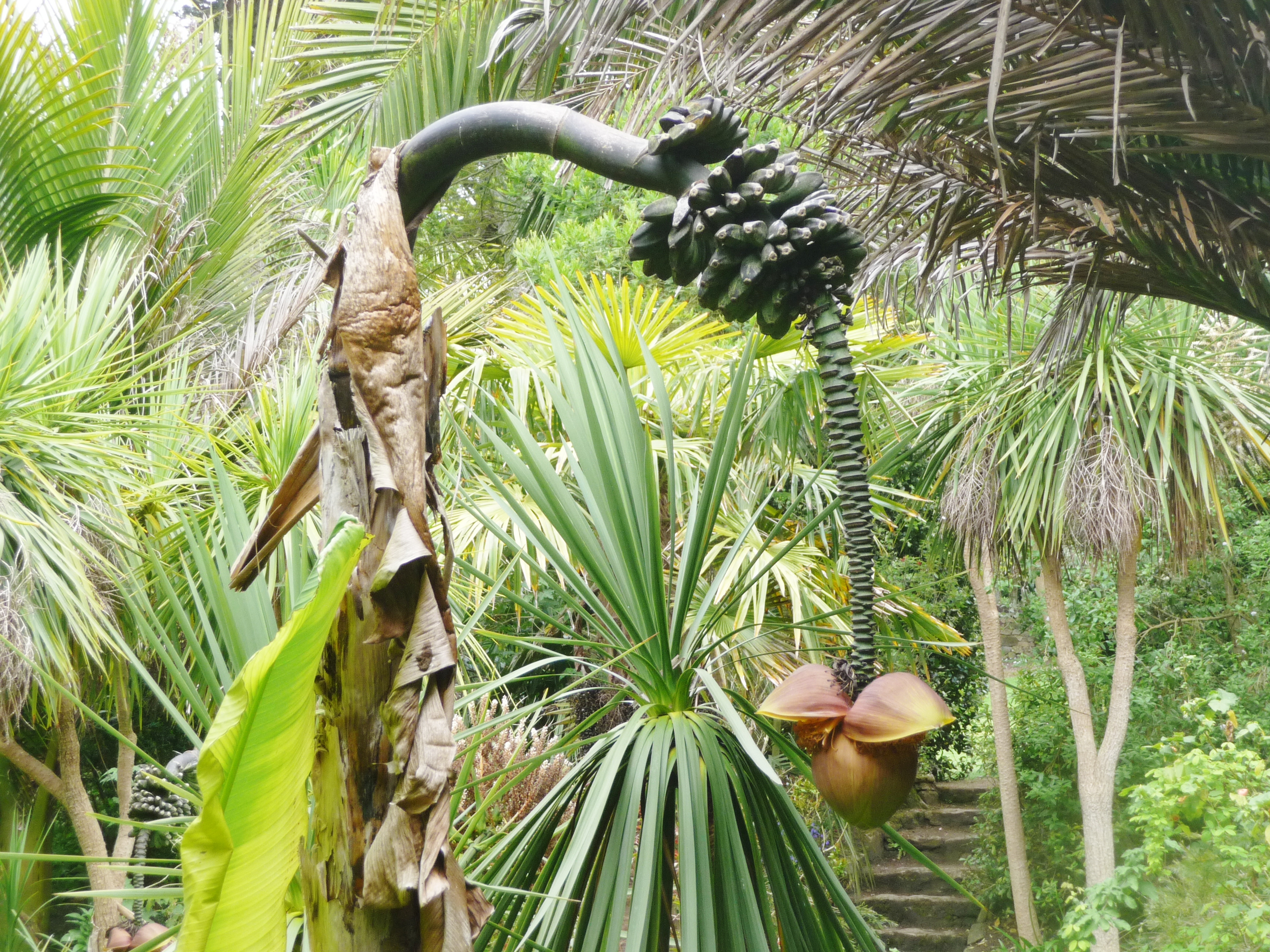
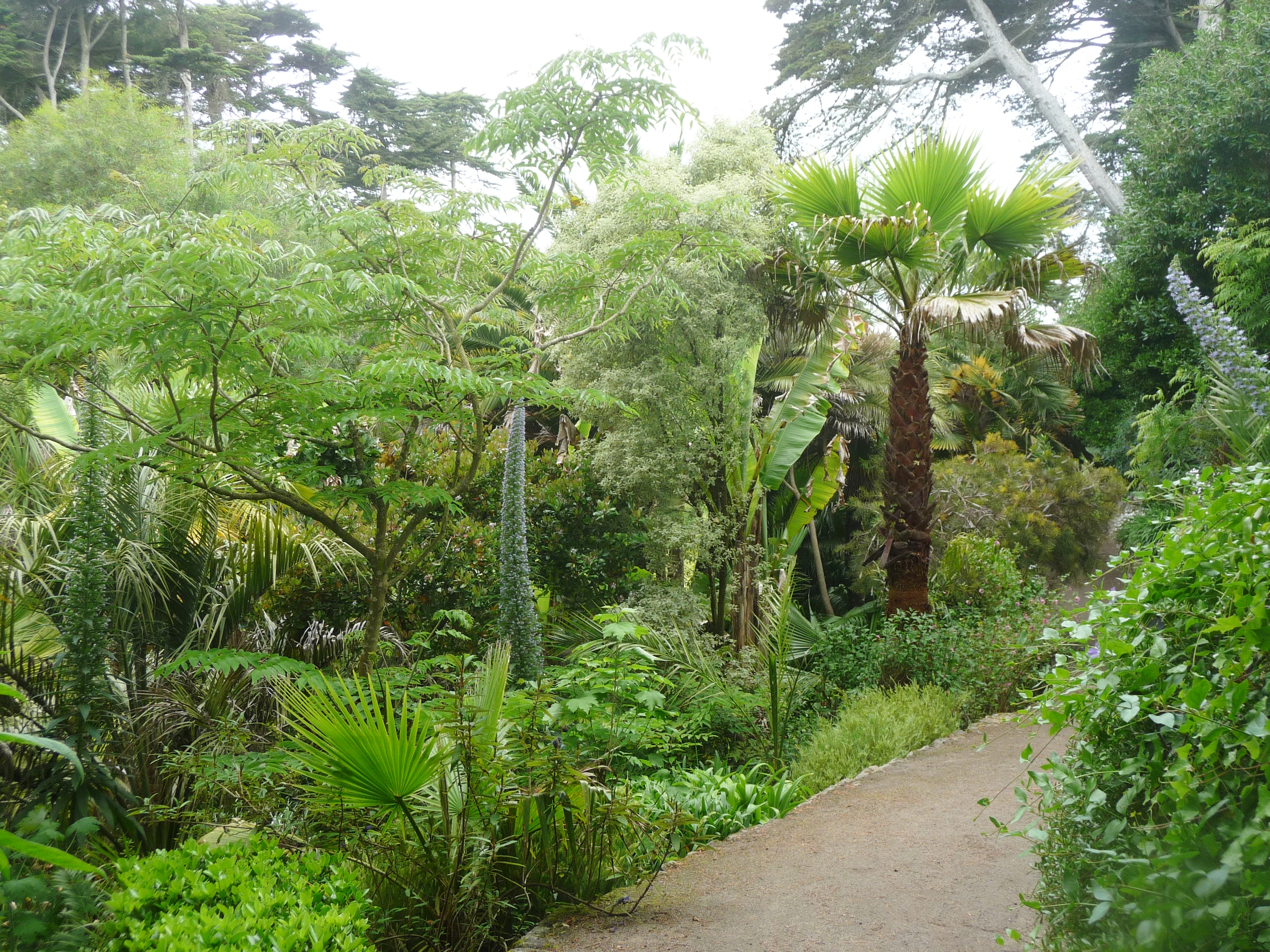
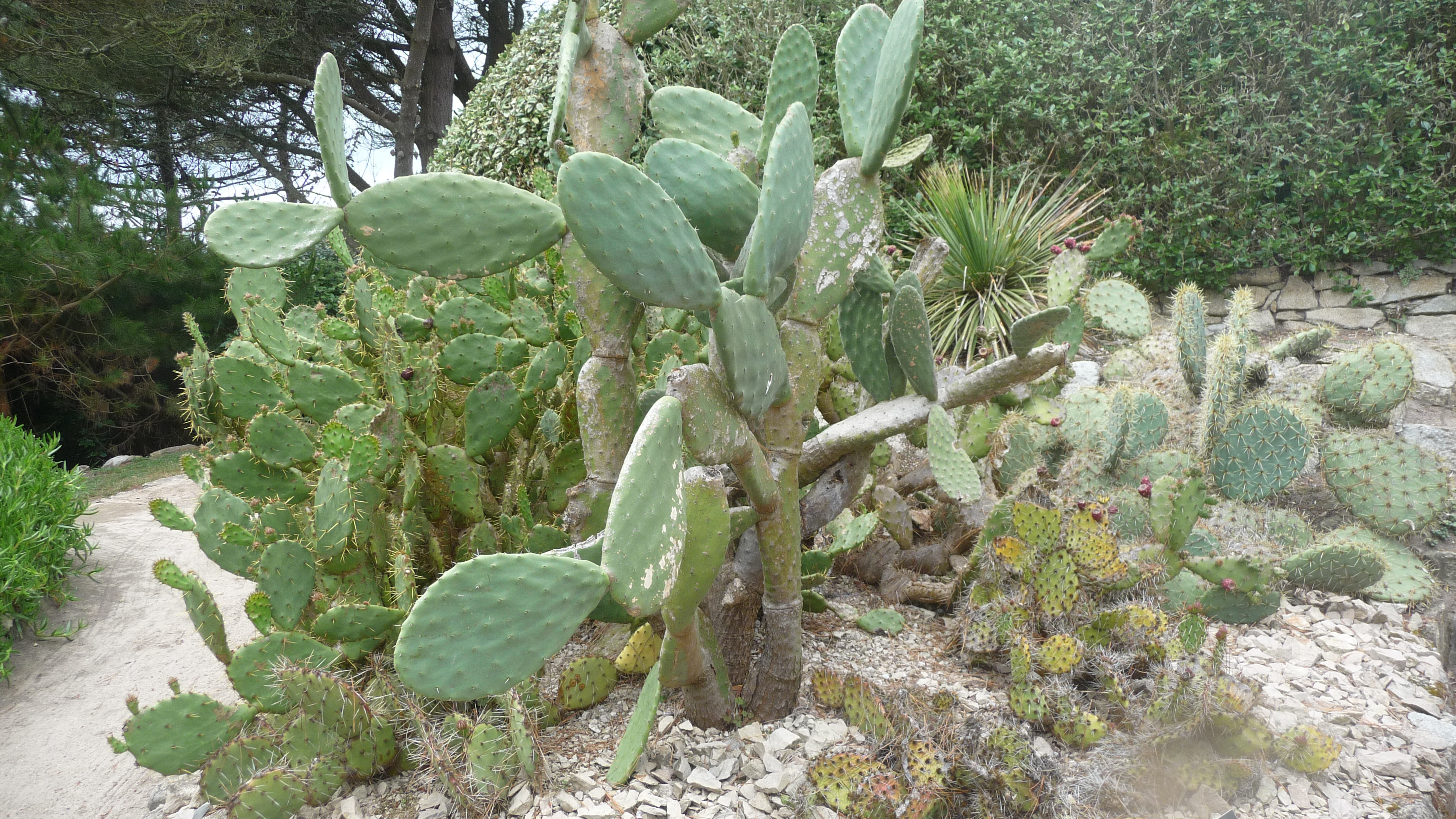

Phare de l'île de Batz : classé au titre des monuments historiques par arrêté du 20 avril 2017 le phare de île de Batz, situé sur un point haut à l'ouest de l'île, est conçu par les ingénieurs des Ponts et Chaussées Augustin Fresnel (1788-1827) et son frère cadet Léonor Fresnel (1790-1869). C'est l'entreprise Martin de Brest, qui obtient le marché de la construction le 6 décembre 1833. L'allumage a lieu le 1er octobre 1836. Électrifié en 1962, il est automatisé en 1995. Son feu, situé à 80 m au-dessus du niveau de la mer, produit « un feu blanc à quatre éclats groupés toutes les 25 secondes visible à 23 milles ». Le phare et le musée installé dans huit salles du soubassement sont ouverts à la visite.

Le Phare de l'île de Batz
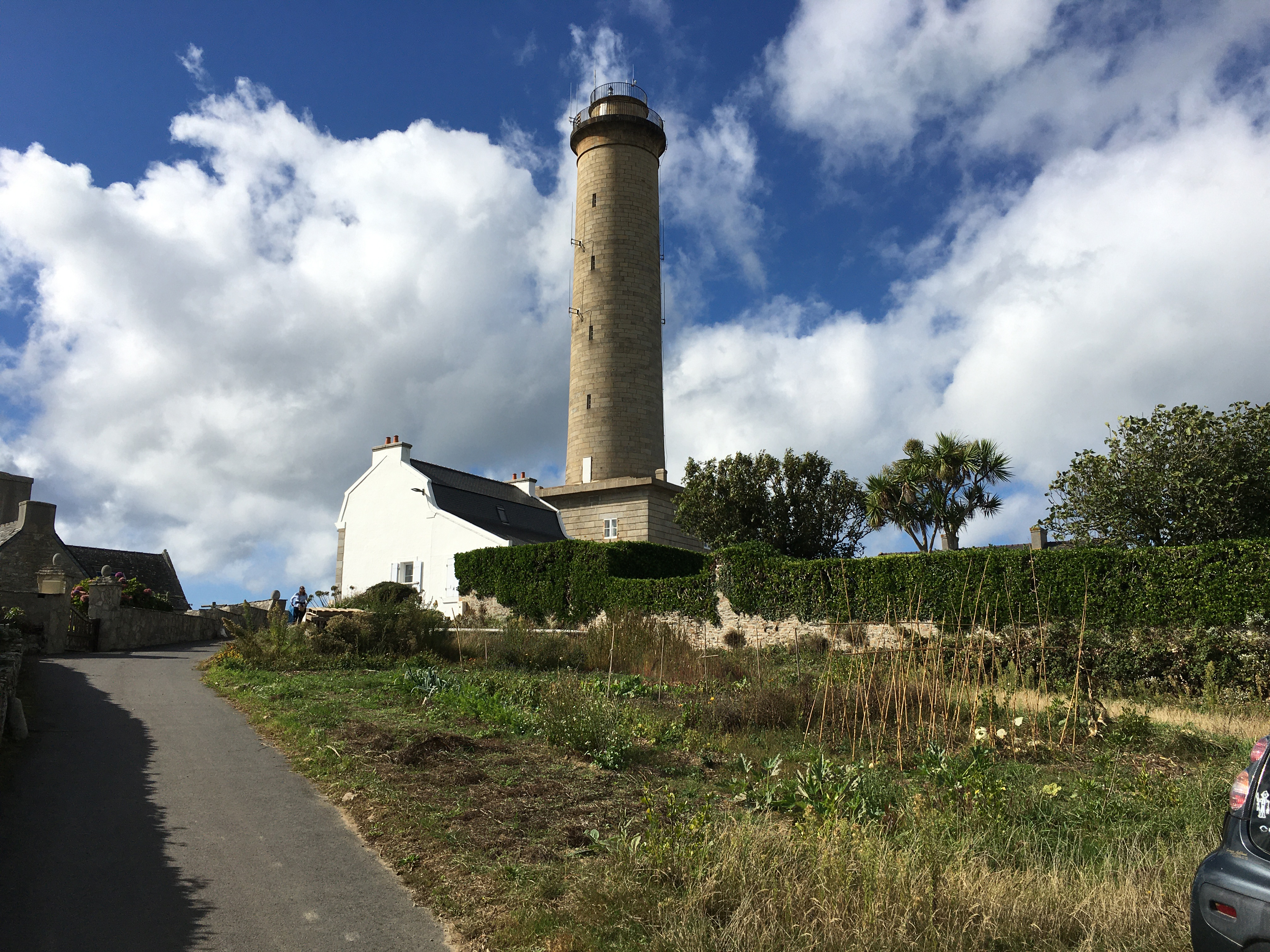
2021.
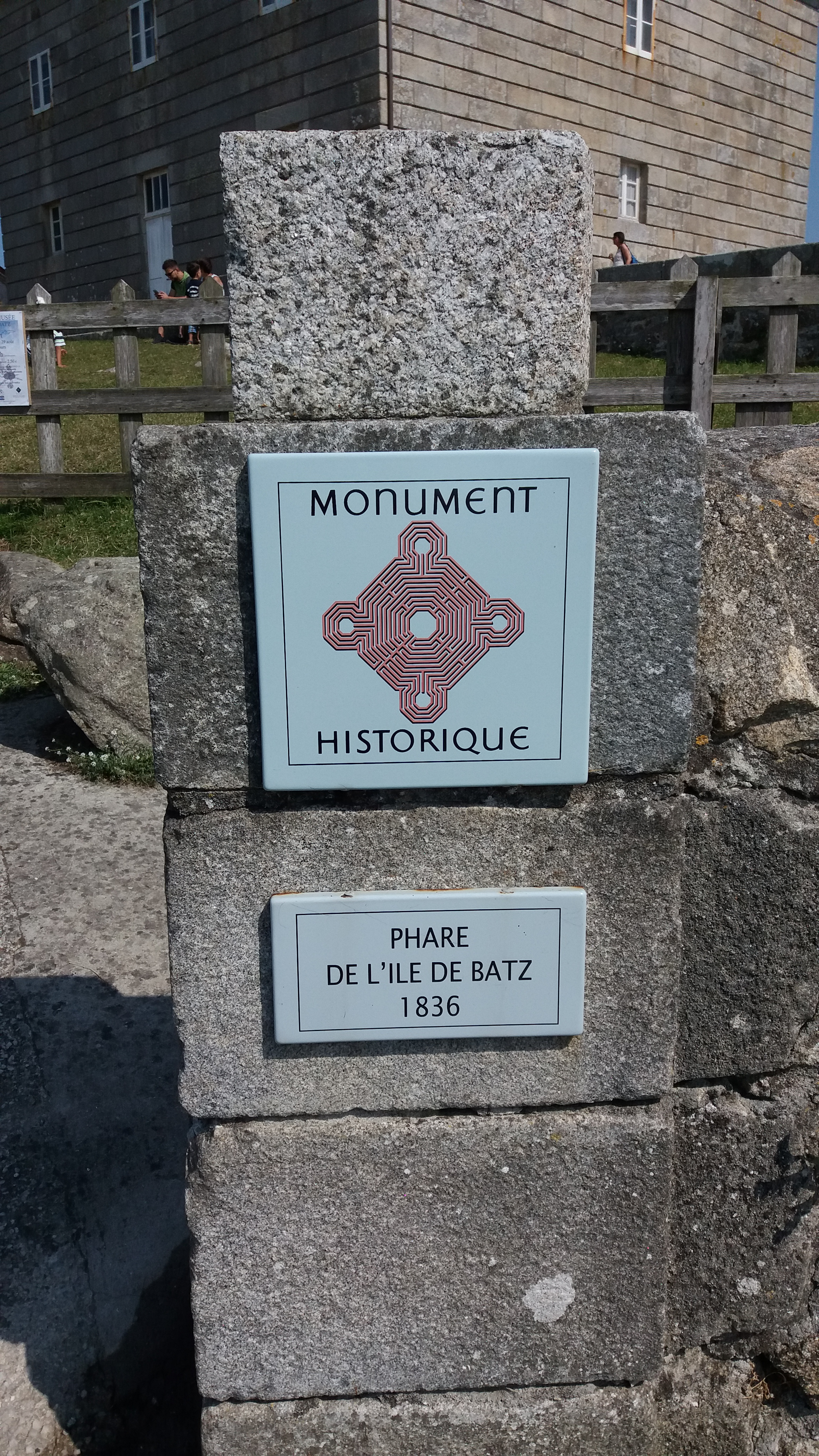
2021.
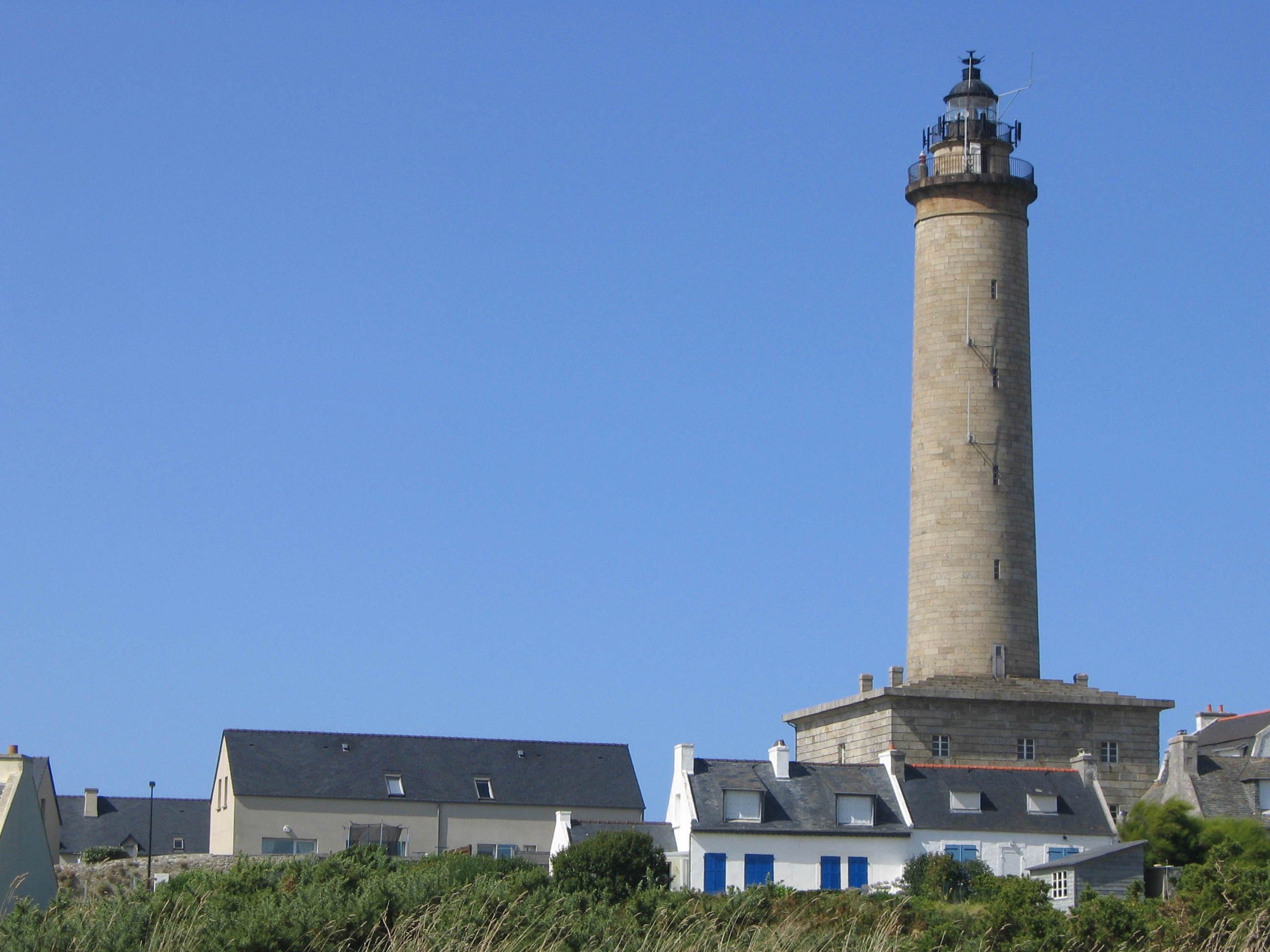
2009.
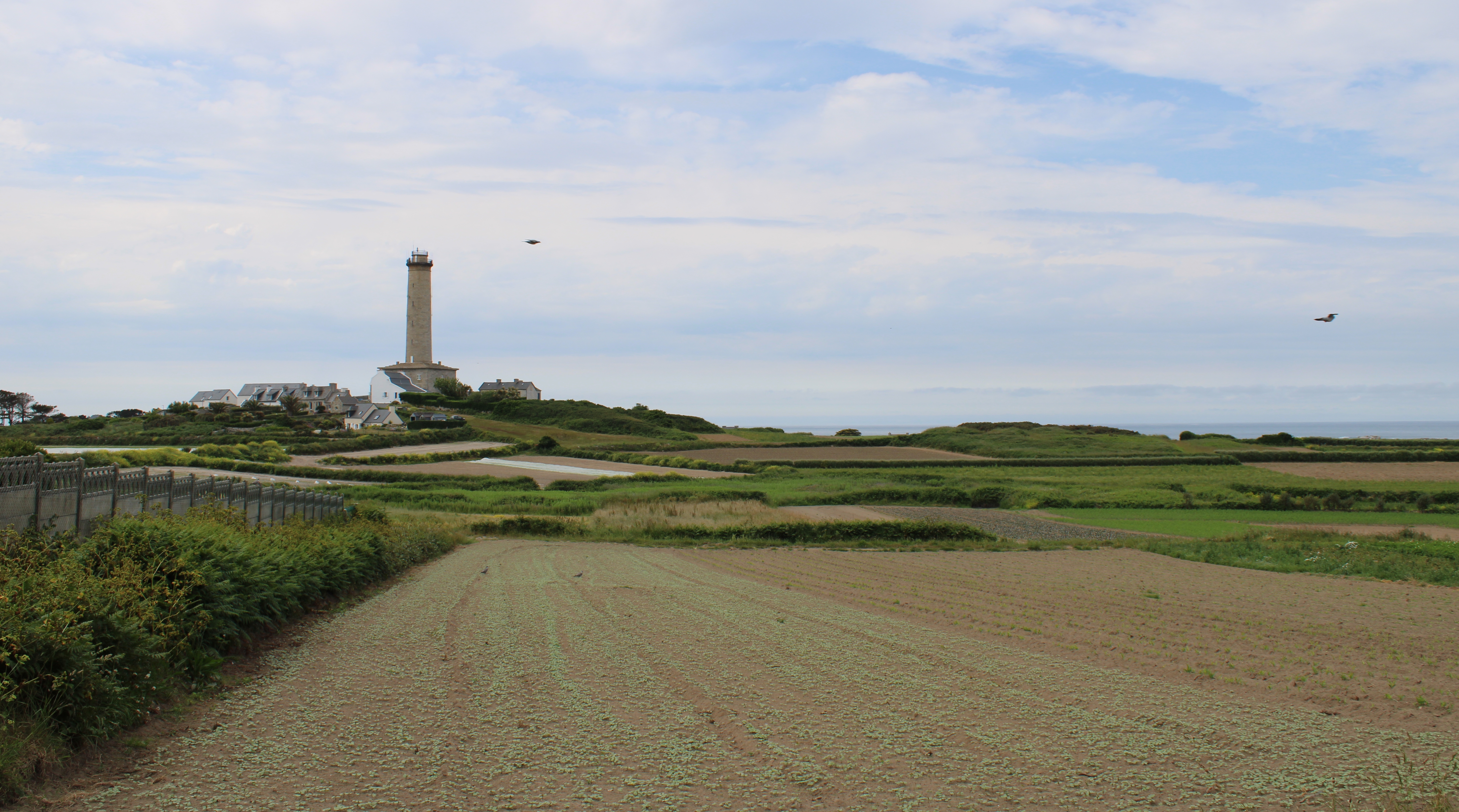

Sémaphore de l'île de Batz : un premier sémaphore est construit, suivant un plan type, en 1866 à proximité du phare. Il dispose d'un logement pour les deux guetteurs. Au mois de novembre 1904, l'ancien sémaphore désarmée, est vendu aux enchères dans la mairie de Saint-Pol-de-Léon, il est acheté 3 025 fr par Joseph Auclair, qui est artiste-dessinateur à la Manufacture des Gobelins à Paris. Son bâtiment est toujours présent à côté du phare en 2021.
Il est remplacé en 1905 par un nouveau sémaphore situé à l'est de l'île sur le fort central qui date de 1860. Détruit pendant la Seconde Guerre mondiale, il est reconstruit puis requalifié en 2013. Une autre fortification, le fort du Chenal, est construit à la pointe sud-ouest de l'île en 1862.

Les Sémaphores
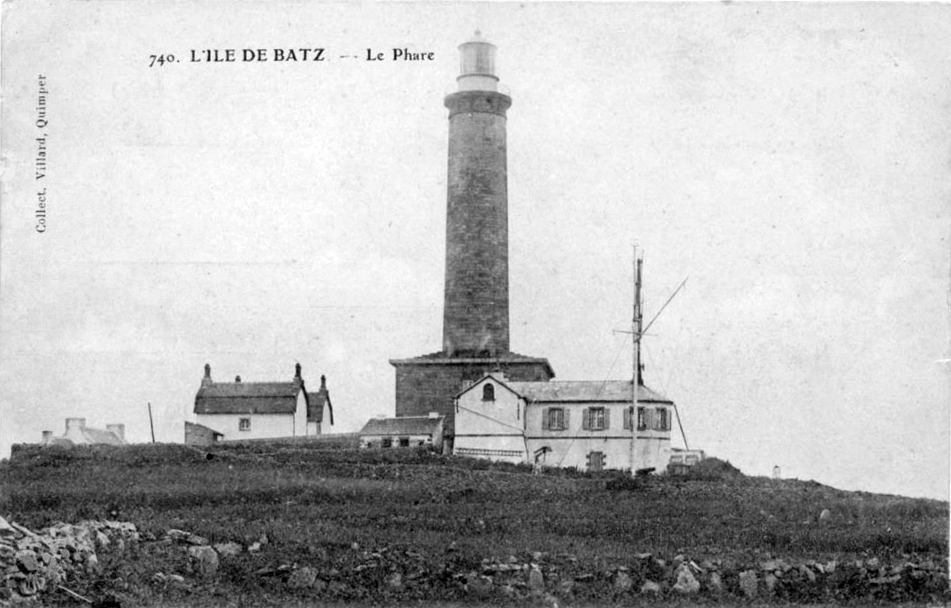
Sémaphore 1, avant 1905.
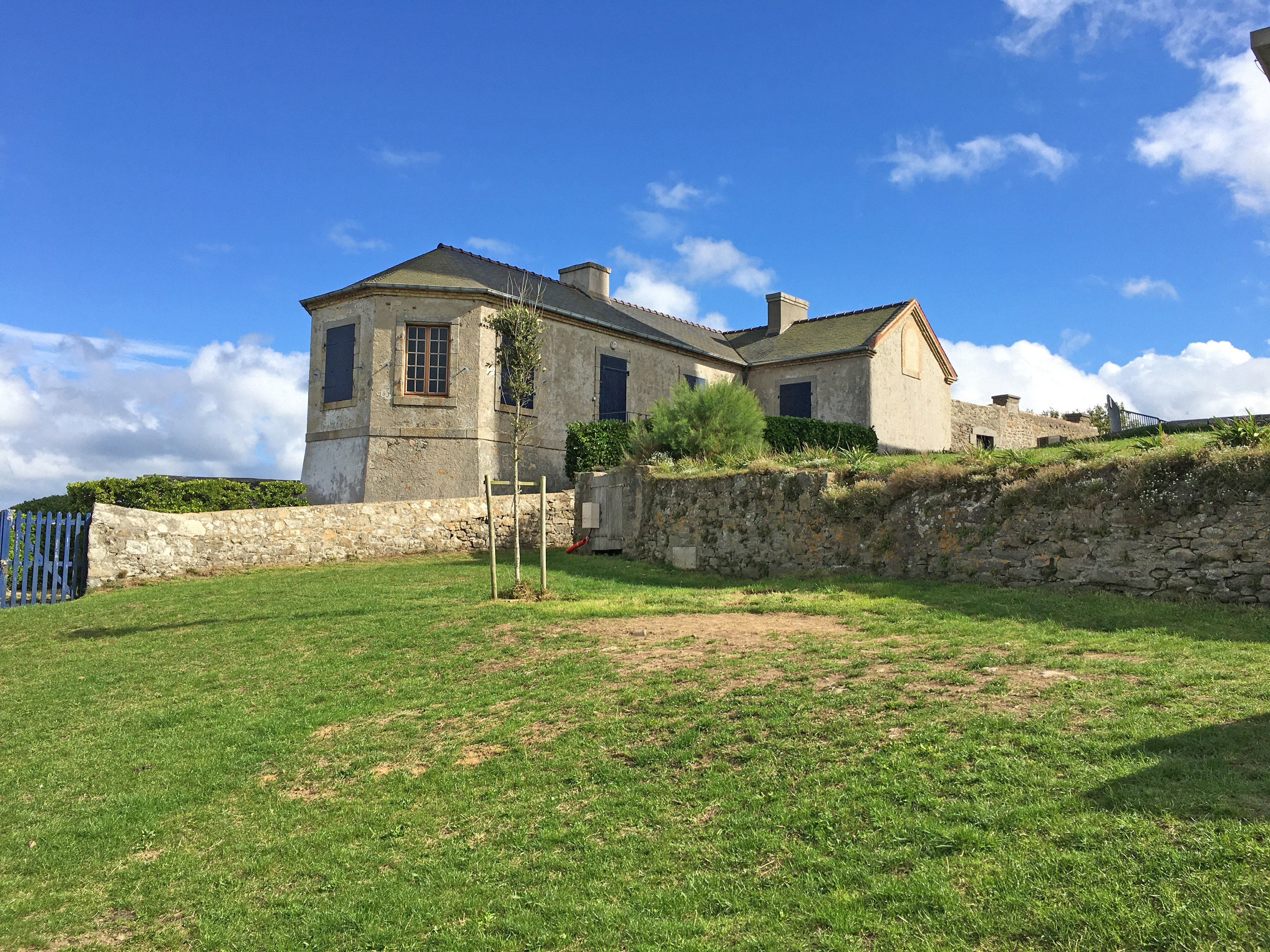
Sémaphore 1, en 2021.
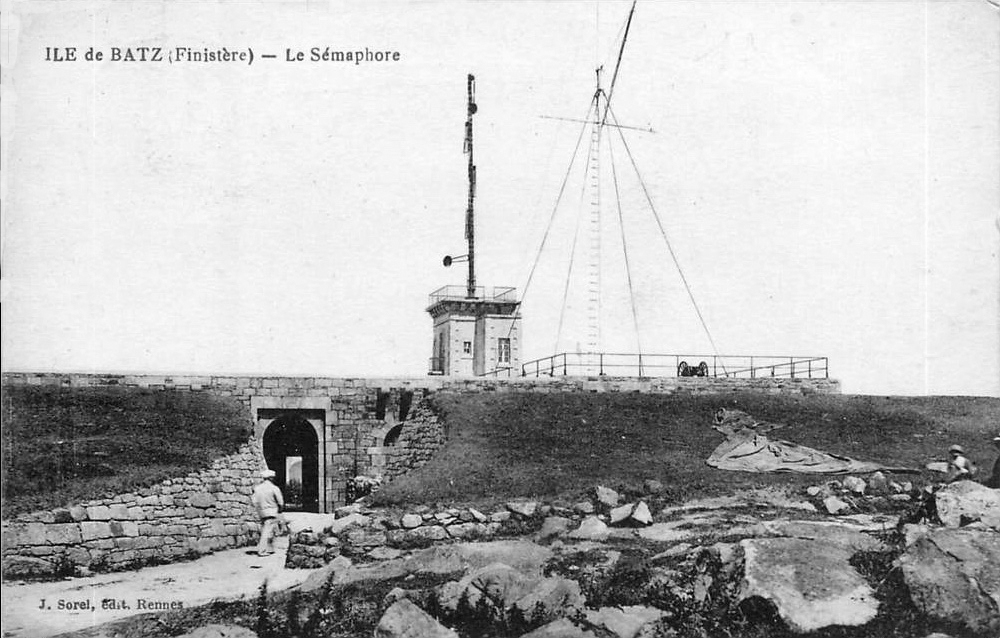
Sémaphore 2, vers 1910.
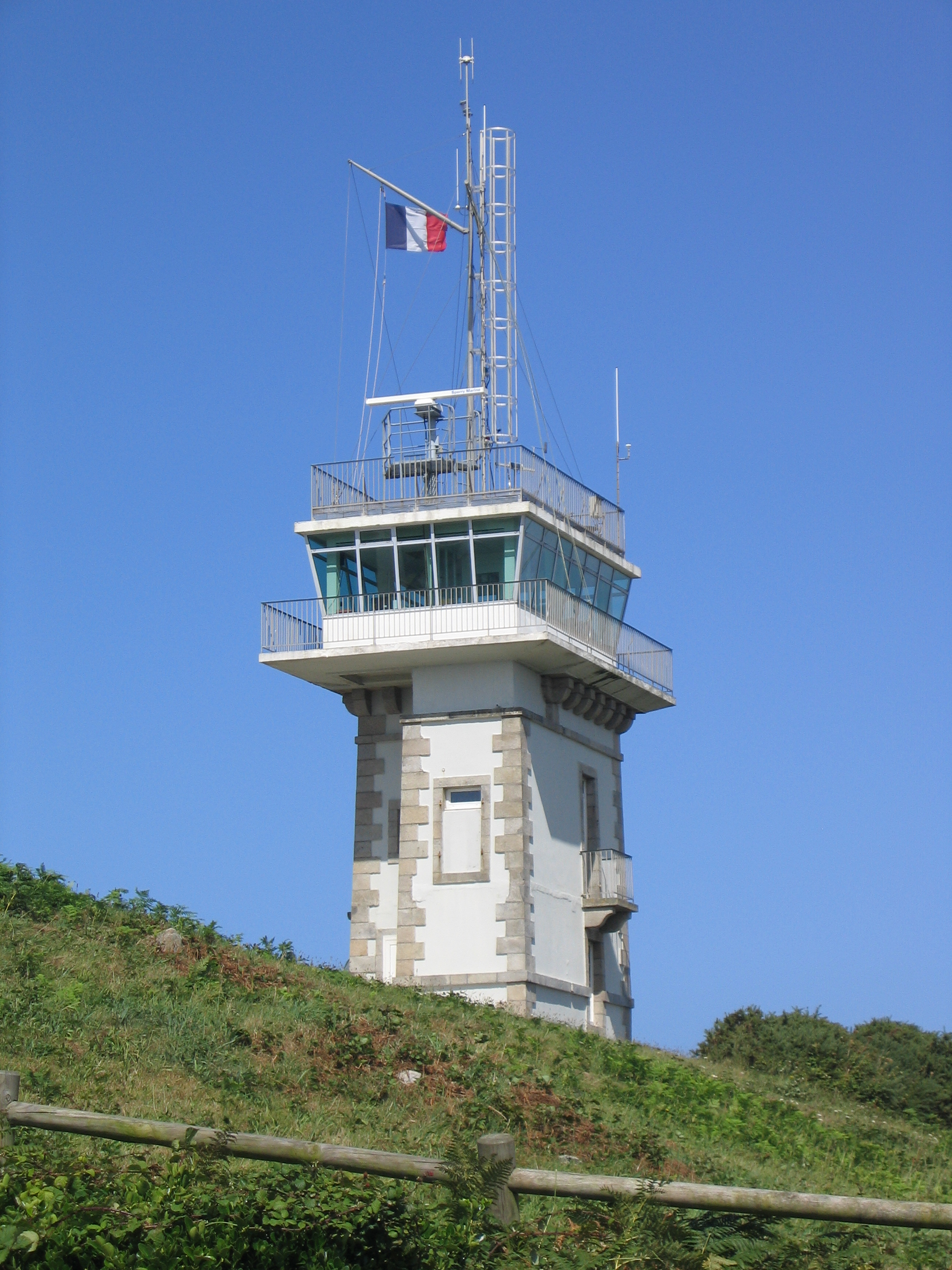
Sémaphore 2, en 2009.

Le patrimoine marin:
- La station SNSM : son ancien canot Pilote Trémintin...
- La colonie du phare : il s'agit d'un centre de vacances et d'hébergement sur l'île.

Le bourg :
- La chapelle du Lannou.
- Le bourg et Porz Kernog.
- Le Vil et Porz an Eog.

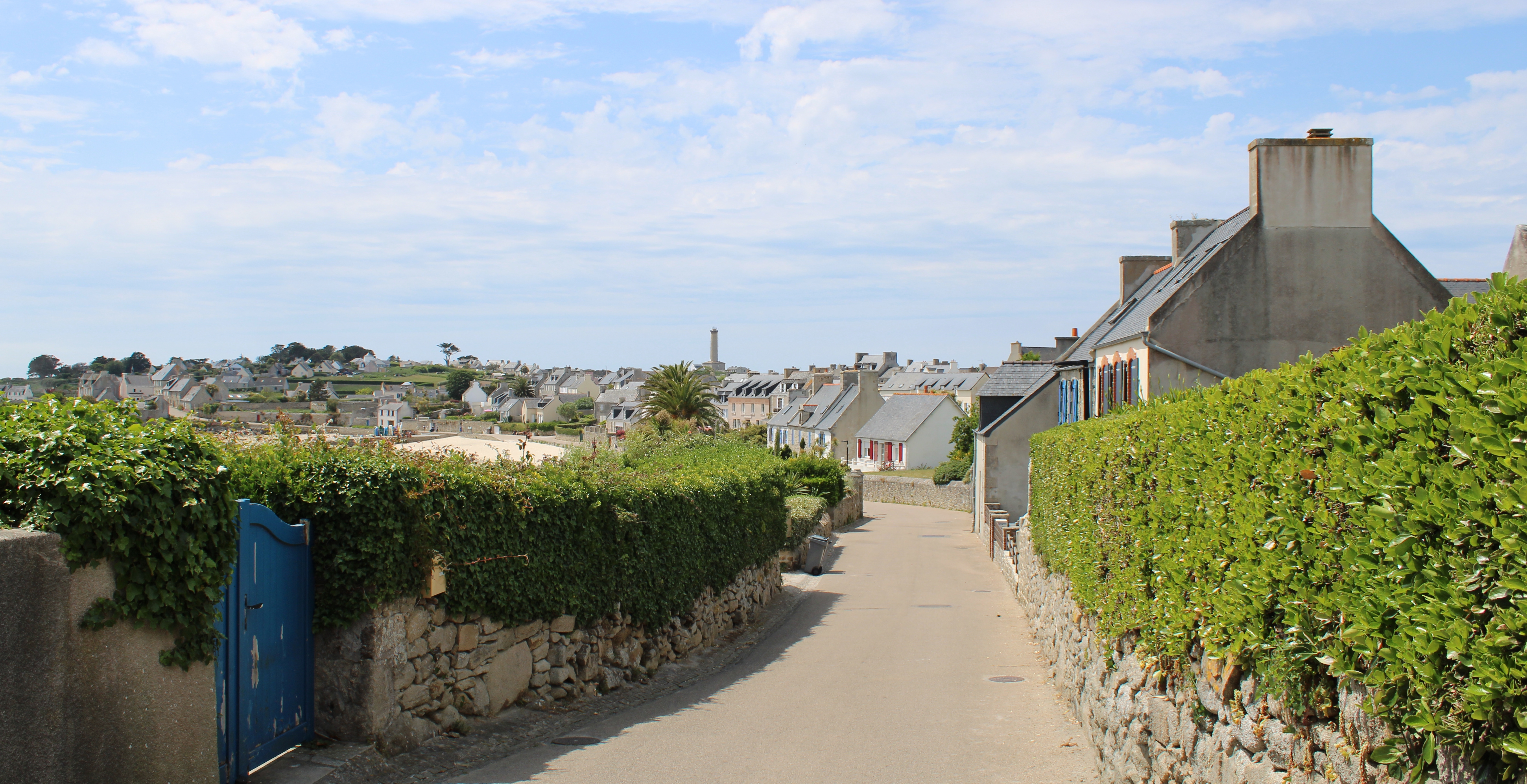
Vue du bourg.
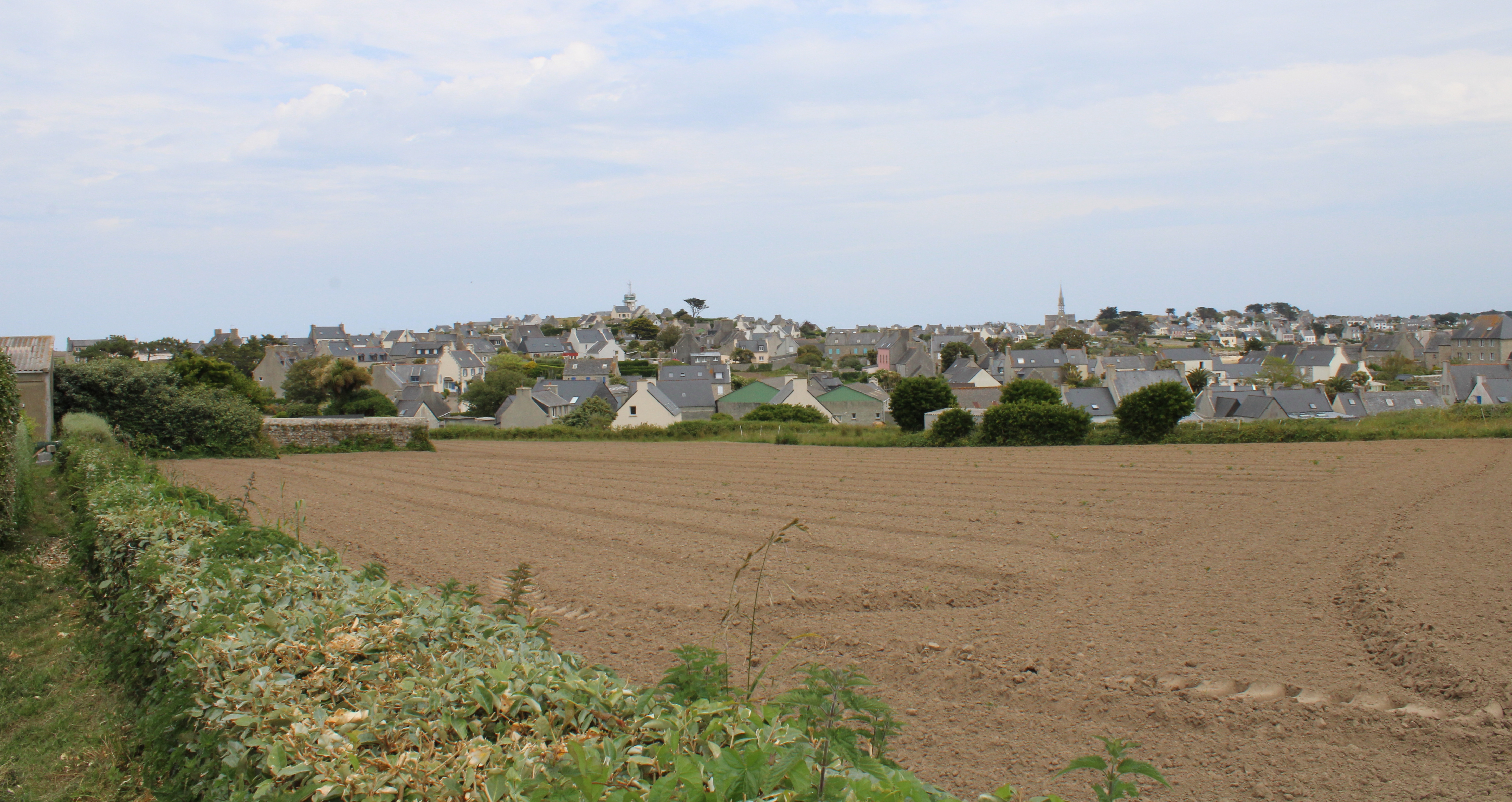
Vue du bourg.

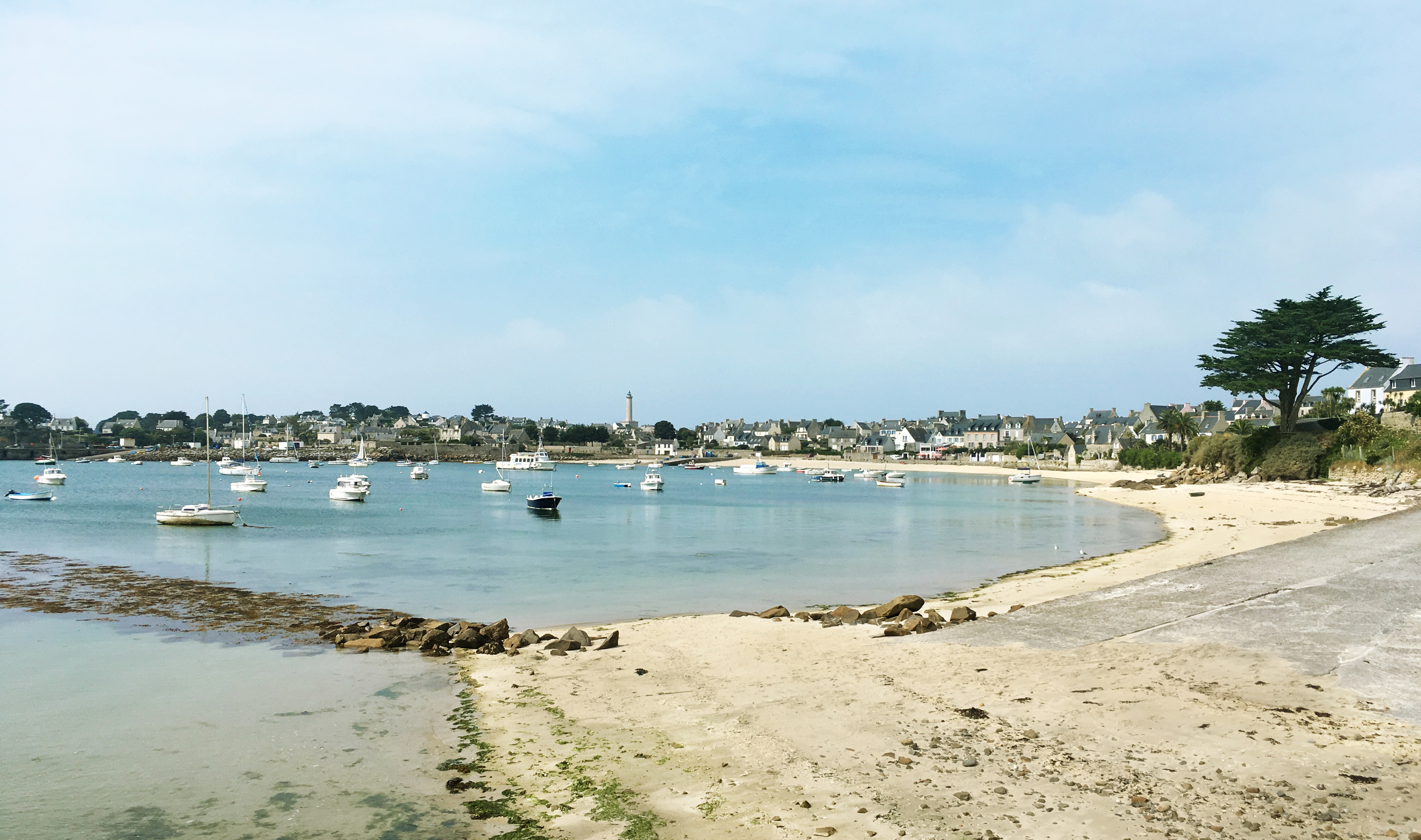
Rupodou et Porz Kernok.
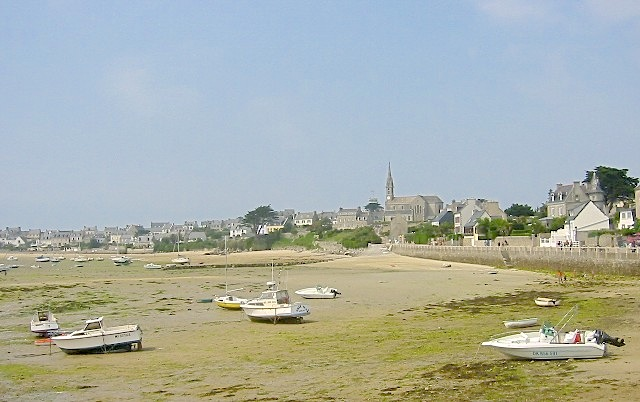
Porz Kernog.

Les paysages :
- Le Tru du serpent (breton : Toull ar sarpant). Une roche allongée, à quelques mètres de la côte, marque le lieu où saint Paul Aurélien aurait précipité dans les flots, à l'aide de son étole, le dragon qui ravageait l'île.
- Le Roc'h (français : rocher), au nord de l'île.
- La Côte Sauvage du nord et de l'ouest de l'île.
- Les plages de Porz Leien et de Kefenn, chères à la Shahbanou Farah Diba.
- La grande plage de la Grève Blanche (breton : Aod Venn).
- La plage de Porz Reter et l'ancien local de sauvetage en mer.

### Patrimoine culturel
Médiathèque : elle a son origine dans la bibliothèque Les Mille feuillets, créée en 1994 par Jeanne Plassart. Devenue médiathèque et gérée par une association, en 2013, c'est Annie Guézengar qui la dirige avec l'aide d'une douzaine de bénévoles. Elle dispose alors d'un fonds de 11 190 livres et 367 DVD, elle organise également des expositions et des conférences. En 2013, sa fréquentation a été de 4 569 visiteurs. En 2021, cette médiathèque municipale, toujours dénommée Les Mille Feuillets, est située rue Neuve. Elle est ouverte les lundis, mercredis et samedis de 10h à 12h.
Musée du phare : depuis 2018, un musée est installé dans huit salles de soubassement du phare, intitulé « Batz avec le vent » la muséographie cherche à montrer l'île tel qu'elle est avec notamment des illustrations vidéo et sonore. Chaque salle est basée sur un thème différent du type : « la pêche, l'agriculture, les ennemis d'hier, les capitaines au long cours, les tempêtes,... ». Ce musée est ouvert d'avril à octobre et pendant les vacances scolaires. En 2019, première année complète d'exploitation il a accueilli 27 000 visiteurs.

### Personnalités liées à l'île
- Paul Aurélien (480-594), a créé l'ancien monastère de l'île, premier évêque de Léon (Saint breton héros de la Vita Pauli Aureliani d'Uurmonoc).
- Michel Le Nobletz (1577-1652), jésuite qui quitta en 1620 après une brève mission.
- Yves Trémintin (1778-1862), marin, né et mort sur l'île de Batz[110].
- Antoine-Joseph Preira dit Balidar (1782-?) corsaire portugais officiant à Roscoff et Batz durant le blocus continental[111].
- Gabriel Milin (1822-1895), poète bretonnant, philologue et maire de l'île à la fin du XIXe siècle.
- Georges Albert Delaselle (1861-1944), créateur du jardin exotique de Batz[112].
- Jacques Henri Lartigue (1894-1986), photographe qui a tiré un journal illustré[113] de son séjour en famille de 1920.
- Louis Priser (1913-2009), instituteur durant l'entre-deux-guerres à Batz, où il fonde après-guerre la classe de mer, devenu écrivain.
- Jacques Lacan (1901-1981), psychanalyste[réf. nécessaire].
- Yves Mourousi (1942-1998), qui possédait une maison sur l'île[112].
- Farah Pahlavi qui a séjourné sur l'île un été dans les années 1950[112] et donné son nom à une plage[114].
- Edwin Baily, réalisateur, propriétaire d'une résidence secondaire[112].
- Rodolphe Burger et Olivier Cadiot, auteurs d'une chanson intitulée Le B. à Batz et publiée dans l'album Hôtel Robinson.
- Gérard Larcher qui a une maison sur l'île depuis plus de trente ans[112].
- Pascal Boniface, géopolitologue et directeur de l'Institut de relations internationales et stratégiques.
- Jean-Luc Roudaut, auteur de l'album Meneham au profit des SNSM de Île-Molène et de l'île de Batz.
- Elsa Boublil et Philippe Torreton, possèdent une maison sur l'île[114].

### Héraldique
| Blason de Île-de-Batz | Blason  | D’or au lion morné de sable en abîme accompagné de douze mouchetures d’hermines du même mises en gironné accolées par les pointes. |
| Blason de Île-de-Batz | Détails | Le statut officiel du blason reste à déterminer.                                                                                   |

## Pour approfondir